# Combrit
Combrit Sainte-Marine redirige ici.
Combrit [kɔ̃bʁit], également nommée localement Combrit Sainte-Marine, est une commune du département du Finistère, dans la région Bretagne en France. La commune fait historiquement partie du Pays Bigouden.

## Géographie

### Localisation et description
Le bourg est situé à une certaine distance de la côte atlantique, sur un plateau vers une trentaine de mètres d'altitude ; c'est là une caractéristique commune à de nombreuses communes littorales bretonnes (par exemple à Ploaré, Esquibien, Plouhinec, Poullan, Plogoff, Beuzec-Conq, Nizon, etc.), les premiers émigrants bretons fixèrent le centre de leurs plous à l'intérieur des terres, probablement par crainte des pirates saxons.
Le finage de la commune de Combrit forme pour l'essentiel une presqu'île délimitée au nord-est par l'Anse de Combrit, à l'est par la rive droite de la ria de l'Odet, au sud par le littoral atlantique (de la pointe de Combrit, un cordon littoral va jusqu'à la plage du Teven en passant par la plage de Kermor, protégeant de la mer les anciens marais du Treustel, désormais asséchés), au sud-est par l'étang de Kermor et l'anse de Pouldon ; seule la partie nord-ouest de la commune échappe à cette situation péninsulaire et est séparée de Tréméoc par le ruisseau du Corrouc'h, qui se jette dans l'anse du Pouldon.
| Tréméoc, ruisseau du Corrouc'h | Anse de Combrit, Plomelin         | Odet, Gouesnach                     |
| Pont-l'Abbé                    | Combrit-Sainte-Marine             | Odet, Bénodet, Clohars-Fouesnant    |
| Île-Tudy, Anse du Pouldon      | Océan Atlantique, Anse de Bénodet | Océan Atlantique, Pointe de Combrit |

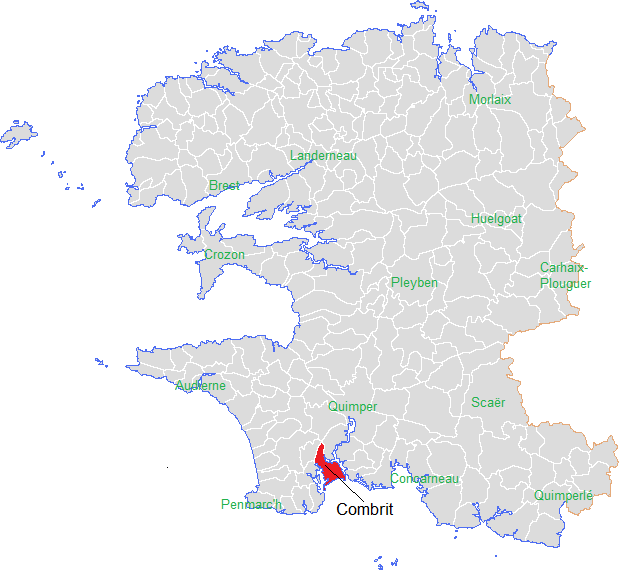
Localisation de la commune de Combrit dans le Finistère.

Les parties rurales de la commune sont caractérisées par un habitat dispersé en de nombreux hameaux et fermes isolées dont la toponymie indique que la moitié d'entre eux au moins remontent au haut Moyen Âge (tous ceux dont le préfixe est ker, lan ou trev (tref) ainsi que d'autres comme Cosquer, Gorréker, Goulether, etc.) ; mais l'écart principal est de loin celui du port de Sainte-Marine, aussi station balnéaire réputée.
Le bourg de Combrit est resté longtemps peu important ; Marius Sepet écrit en 1895 : « Le bourg se compose d'une dizaine de maisons à peine, car la population de Combrit, qui dépasse 2 000 habitants, est dispersée en hameaux ou en fermes isolées à travers les champs, les bois et les dunes de son vaste territoire ».
Les versants pentus de la rive droite de la ria de l'Odet sont restés en bonne partie boisés, formant la zone naturelle du bois de Roscouré (anciennement bois du Cosquer), vaste de près de 86 ha et en bonne partie propriété depuis 1983 du Conservatoire du littoral, prolongée par d'autres bois le long de l'anse de Combrit. Cette dernière est ainsi décrite en 1930 :

« L'Odet n'est pas tout. À quelques encablures de l'estuaire, un grand bras se dessine à droite. C'est l'anse de Combrit qui s'étire sur plusieurs kilomètres. Et je vous garantis que l'anse de Combrit ne le cède en rien en pittoresque à la rivière [l'Odet], si même elle ne la dépasse pas sur ce point particulier. Les bois du Pérennou d'un côté, du Cosquer, de Keroullin de l'autre, lui forment une parure incomparable de vertes frondaisons dont la fraîcheur, sous le soleil brûlant de l'été, réjouit le promeneur solitaire. »

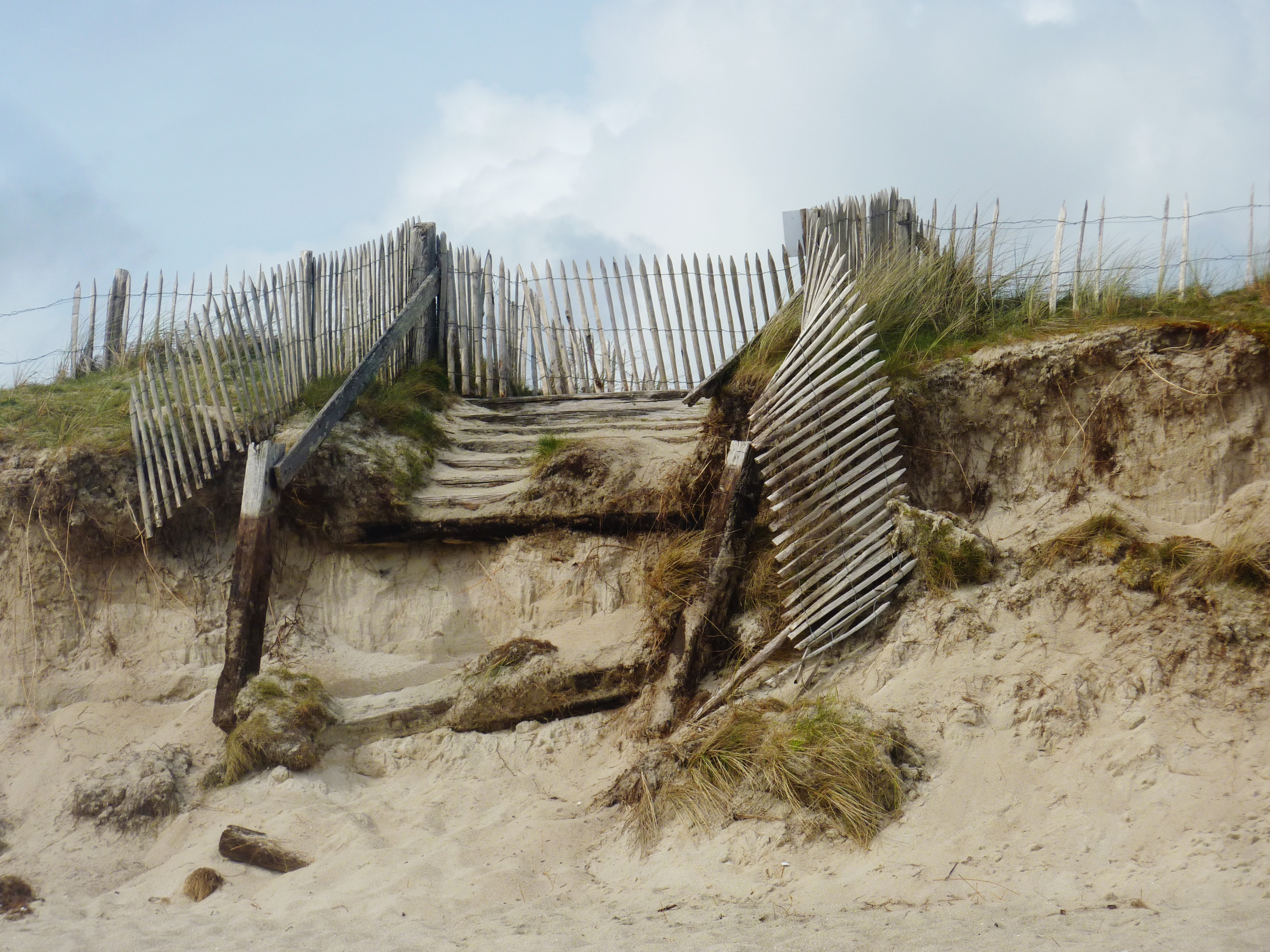
Le recul de la dune (escalier emporté par la mer) en raison de l'érosion marine entre Sainte-Marine et l'Île-Tudy (mars 2014).
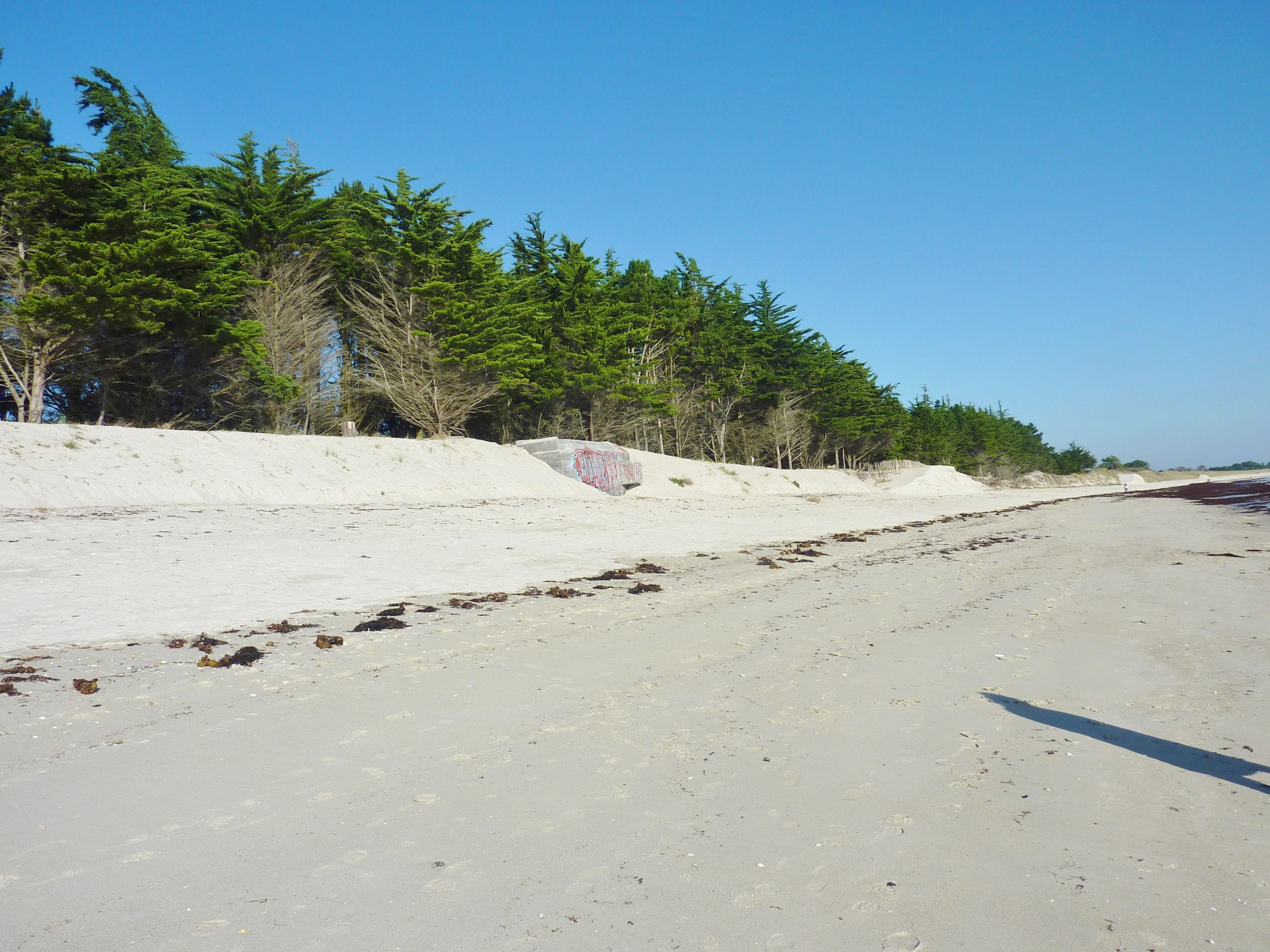
L'érosion de la dune du cordon littoral de la plage de Kermor 1.
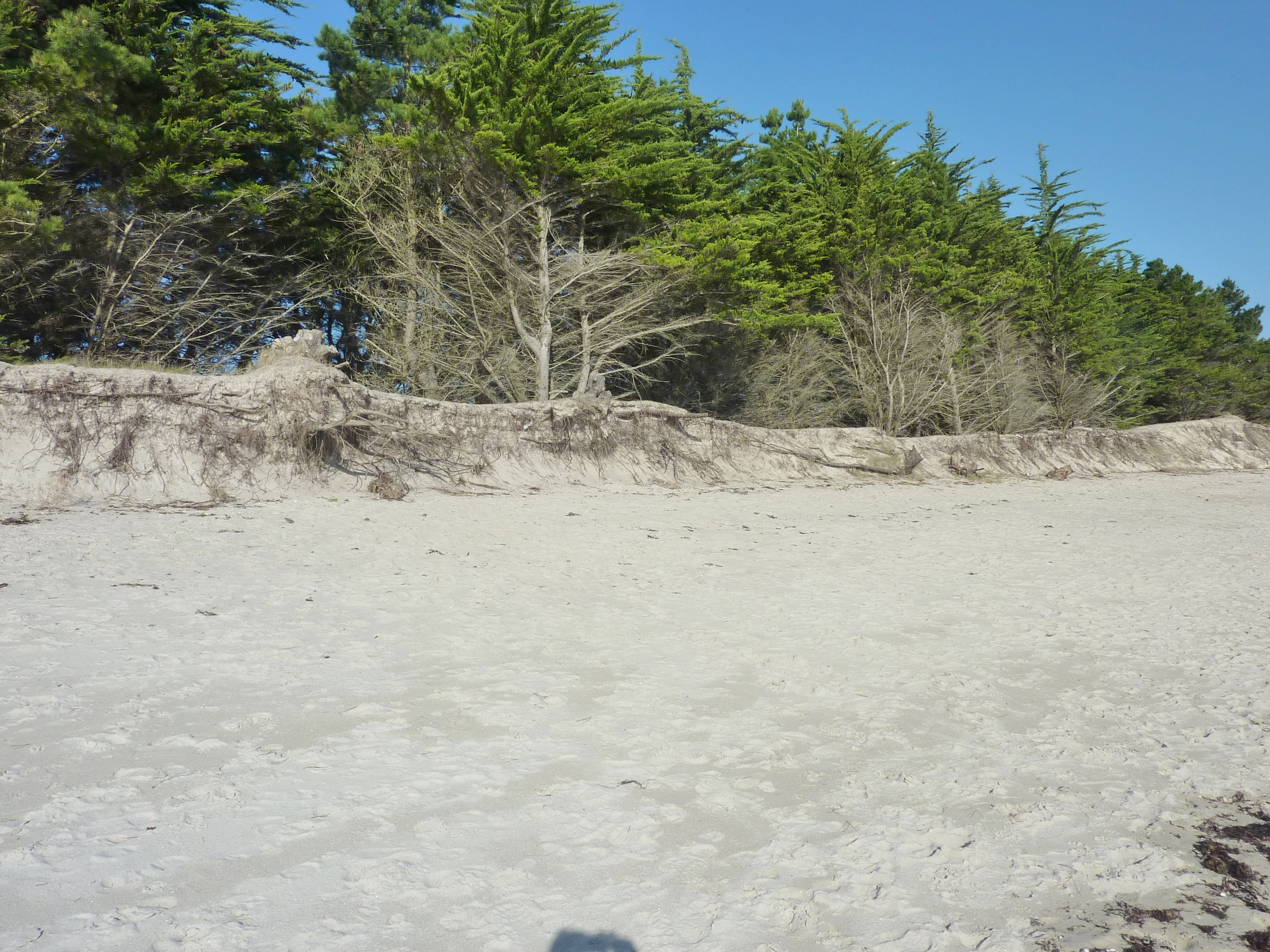
L'érosion de la dune du cordon littoral de la plage de Kermor 2.
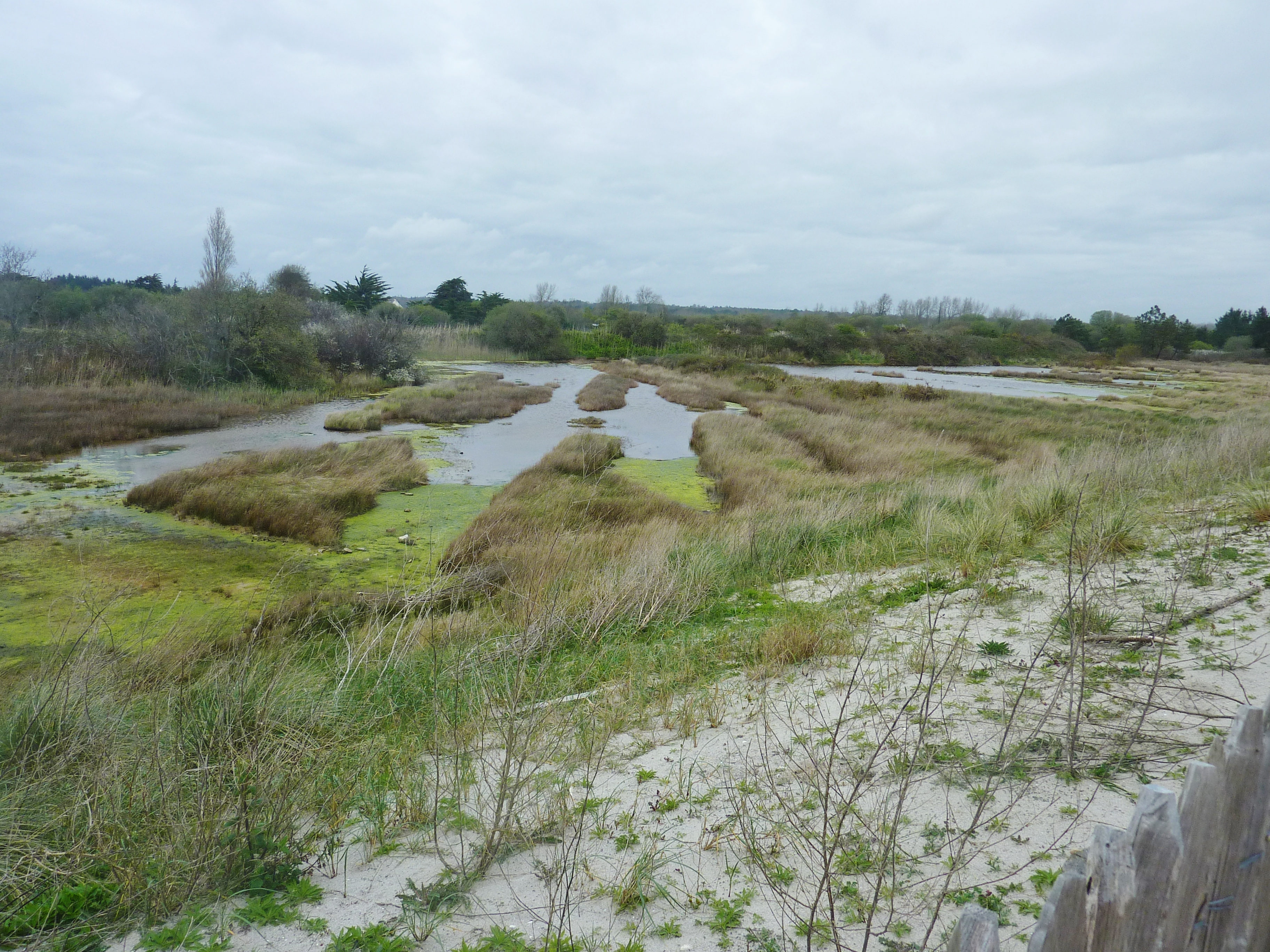
Le polder de Kermor-Treustel inondé (avril 2014).
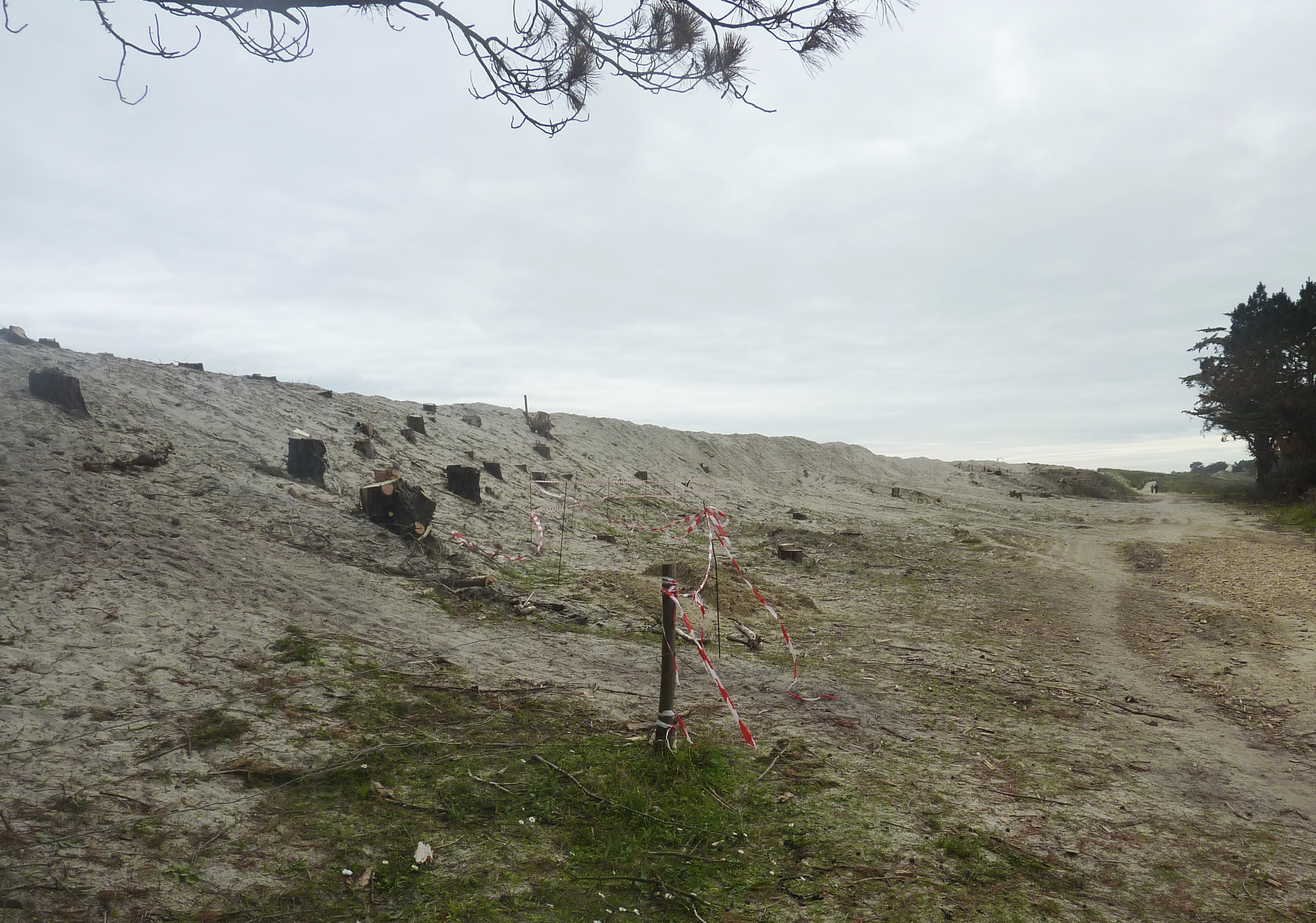
Réfection par apport de sable de la dune du Treustel après l'érosion subie pendant l'hiver 2013-2014.
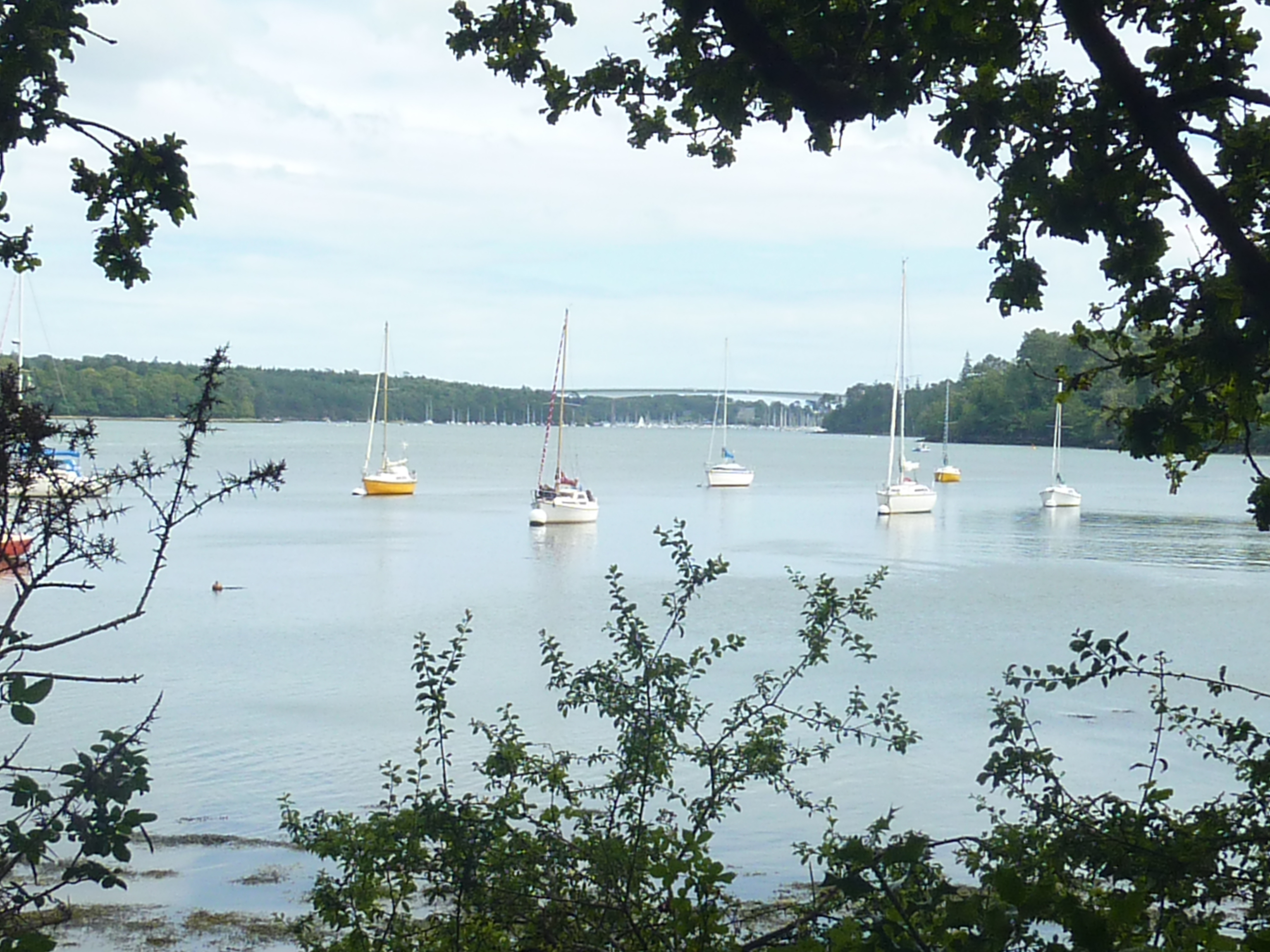
La confluence Odet-Anse de Combrit vue de Plomelin.
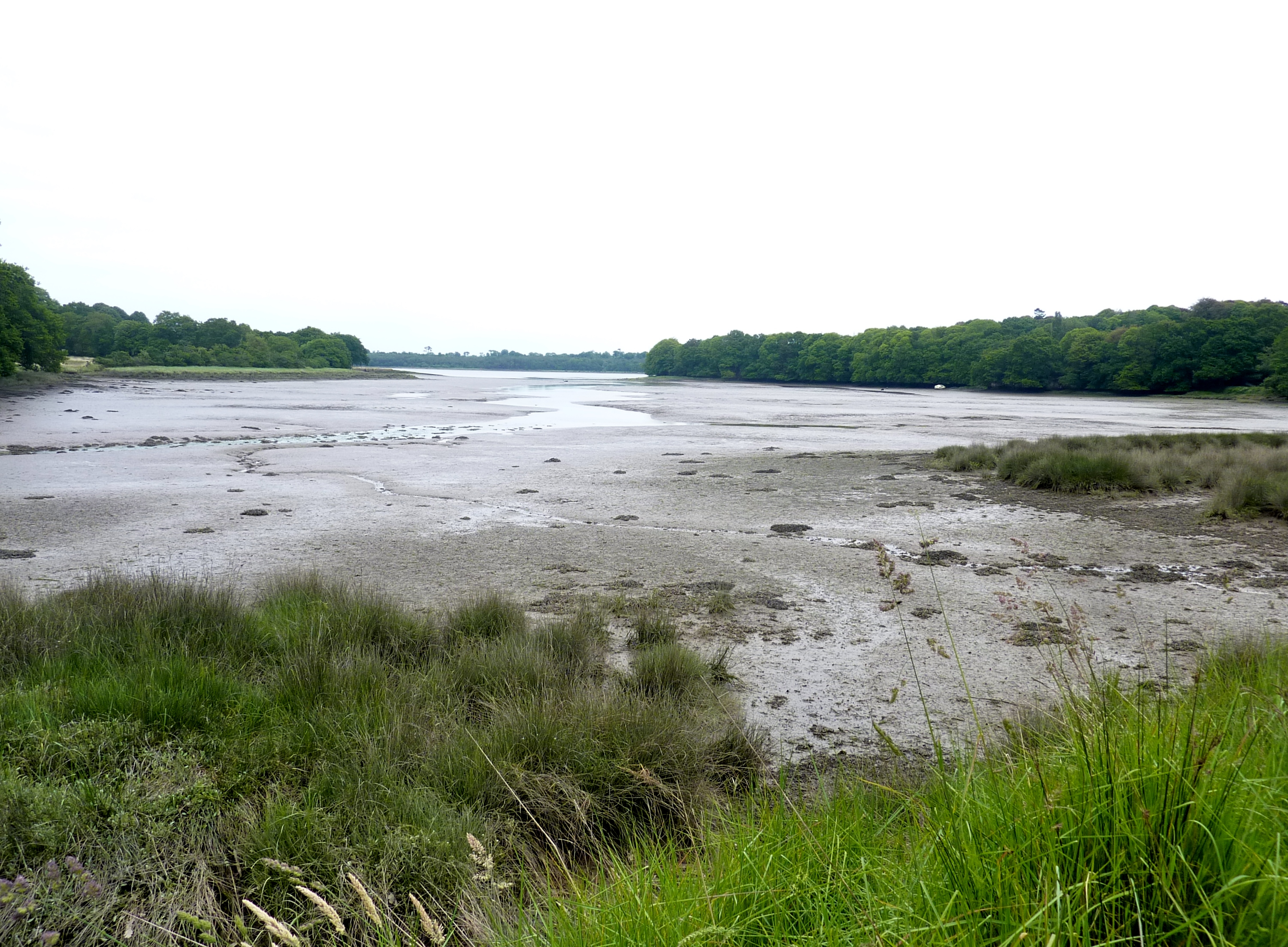
L'anse de Reluet, anse annexe de l'anse de Combrit, à marée basse, vue du sentier pédestre du bois de Roscouré.
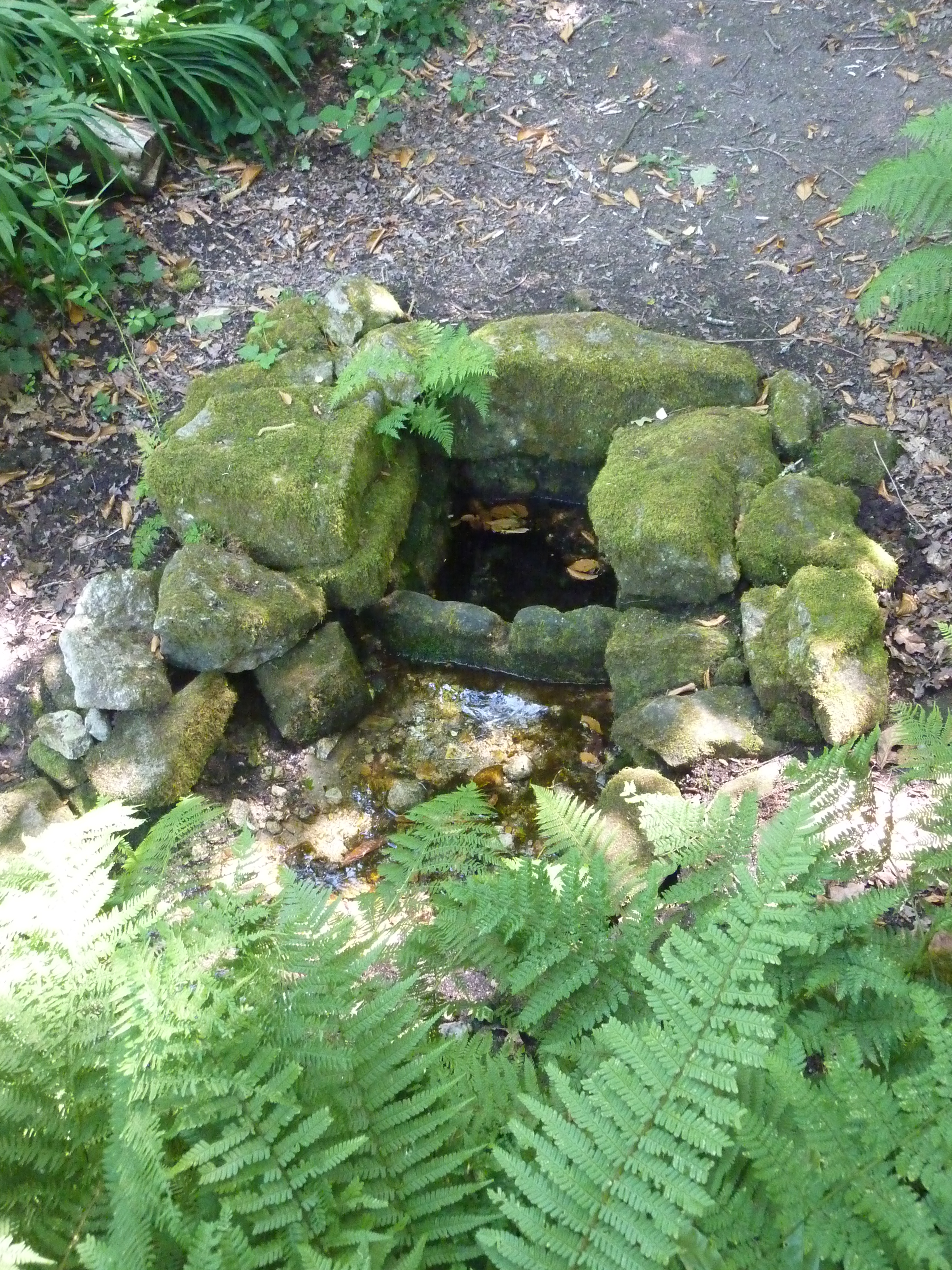
La fontaine du Stang dans le bois de Roscouré.

### Relief et risques de submersion marine
La superficie de la commune est de 2 413 hectares ; son altitude varie entre 0 et 62 mètres, l'altitude la plus élevée étant à l'extrême nord de la commune.
Des risques de submersion marine existent, particulièrement au niveau des polders du Treustel et de Kermor ; ce fut le cas lors du raz-de-marée de février 1904 ; le journal Ouest-Éclair écrit alors :

« Les tas de goémons placés assez loin de la plage du Téven ont été démolis et le fumier dispersé et répandu sur les dunes, puis repris par la mer. Les vagues étaient si fortes qu'elles ont passé par-dessus les dunes et, après y avoir pratiqué de grandes voies d'eau, ont fait irruption dans les palues de Treusten et Kermoor (...) saccageant tout sur leur passage. »

Des opérations de renforcement du cordon dunaire, qui protège les terrains gagnés sur la mer et environ 400 habitations, s'avèrent fréquemment nécessaire en raison de l'érosion marine qui fait reculer le trait de côte : par exemple des apports de sable et un reprofilage du cordon ont été effectués entre le Treustel et Kermor en 2016 ; l'opération a dû être renouvelée au Treustel à l'automne 2019 et plus de 600 oyats plantés en crête du cordon dunaire pour renforcer ce tronçon.
Le sous-sol de la commune est principalement composé de leucogranite (dit de Pont-l'Abbé) et de schiste.

### Voies de communication et transports

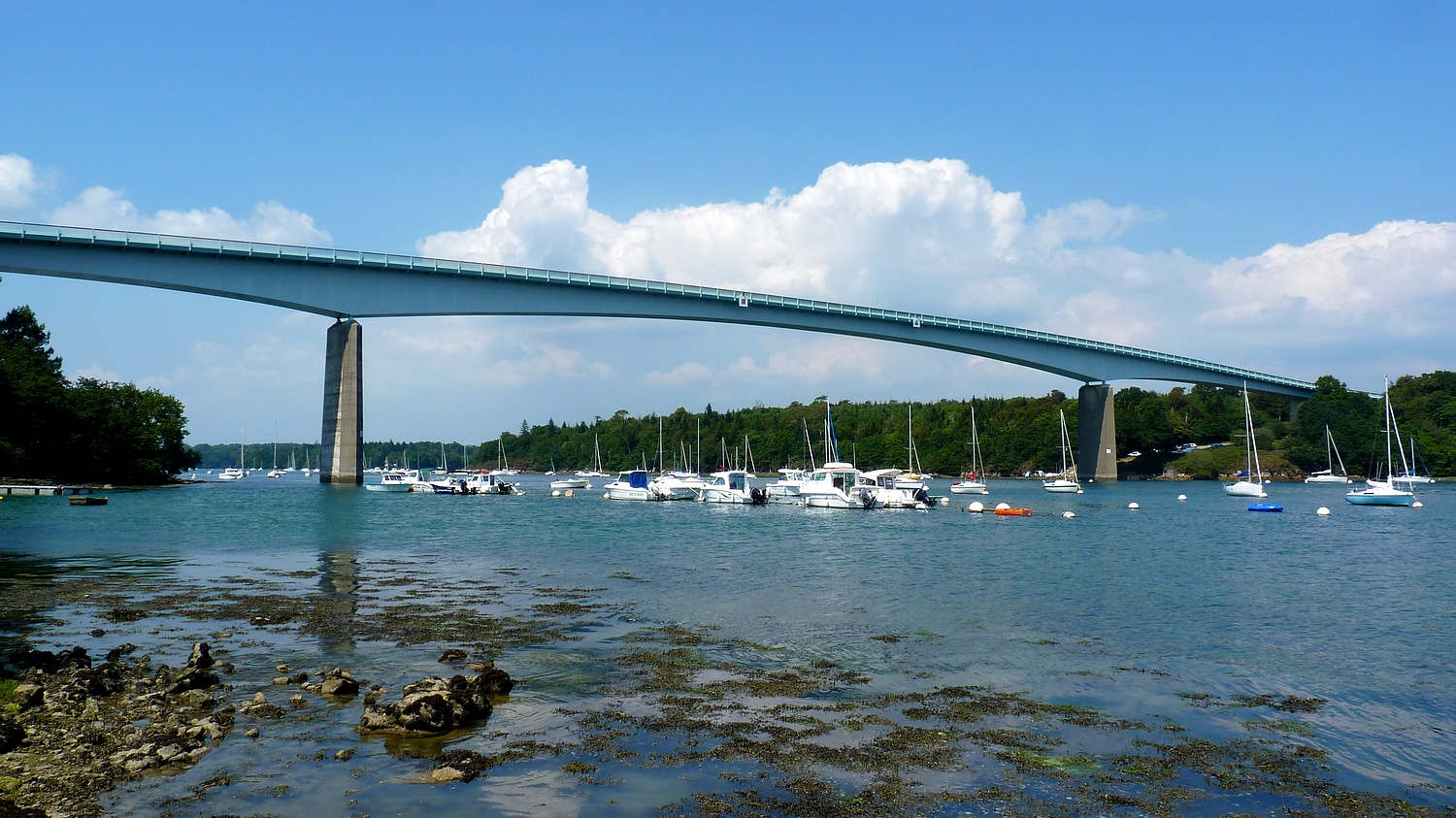
Le pont de Cornouaille vu depuis les environs de Sainte-Marine.

Longtemps isolée par la ria de l'Odet du Pays fouesnantais (seul le bac entre Sainte-Marine et Bénodet permettant de la franchir), Combrit a été désenclavée par la construction du pont de Cornouaille, mis en service en 1964 (RD 44, axe Pont-l'Abbé - Bénodet - Fouesnant - Concarneau) et celle de la voie express RD 785, dite « Transbigoudène » (ancienne route nationale 785), accessible grâce à l'échangeur de Ty Robin, qui mène à Quimper et au-delà à la RN 165 en direction de Brest ou Nantes. La RD 144 mène à l'Île-Tudy. Une route touristique, la RD 20, surnommée « La route des châteaux » permet d'accéder aux différents châteaux situés sur la rive droite de l'Odet, la plupart se trouvant sur le territoire de la commune de Plomelin.
Si Combrit n'est plus desservie par la voie ferrée depuis la fermeture de la ligne Quimper - Pont-l'Abbé fermée au service voyageurs dès 1950 et totalement en 1988, la localité est proche de l'aéroport de Quimper Cornouaille.

### Hydrographie
Pour un article plus général, voir Réseau hydrographique du Finistère.
La commune est située dans le bassin Loire-Bretagne. Elle est drainée par le Corroac'h, le Tréméoc et divers autres petits cours d'eau,.
Le Corroac'h, d'une longueur de 17 km, prend sa source dans la commune de Plonéis et se jette  dans l'Odet en limite de Plomelin et de Combrit, après avoir traversé six communes. 

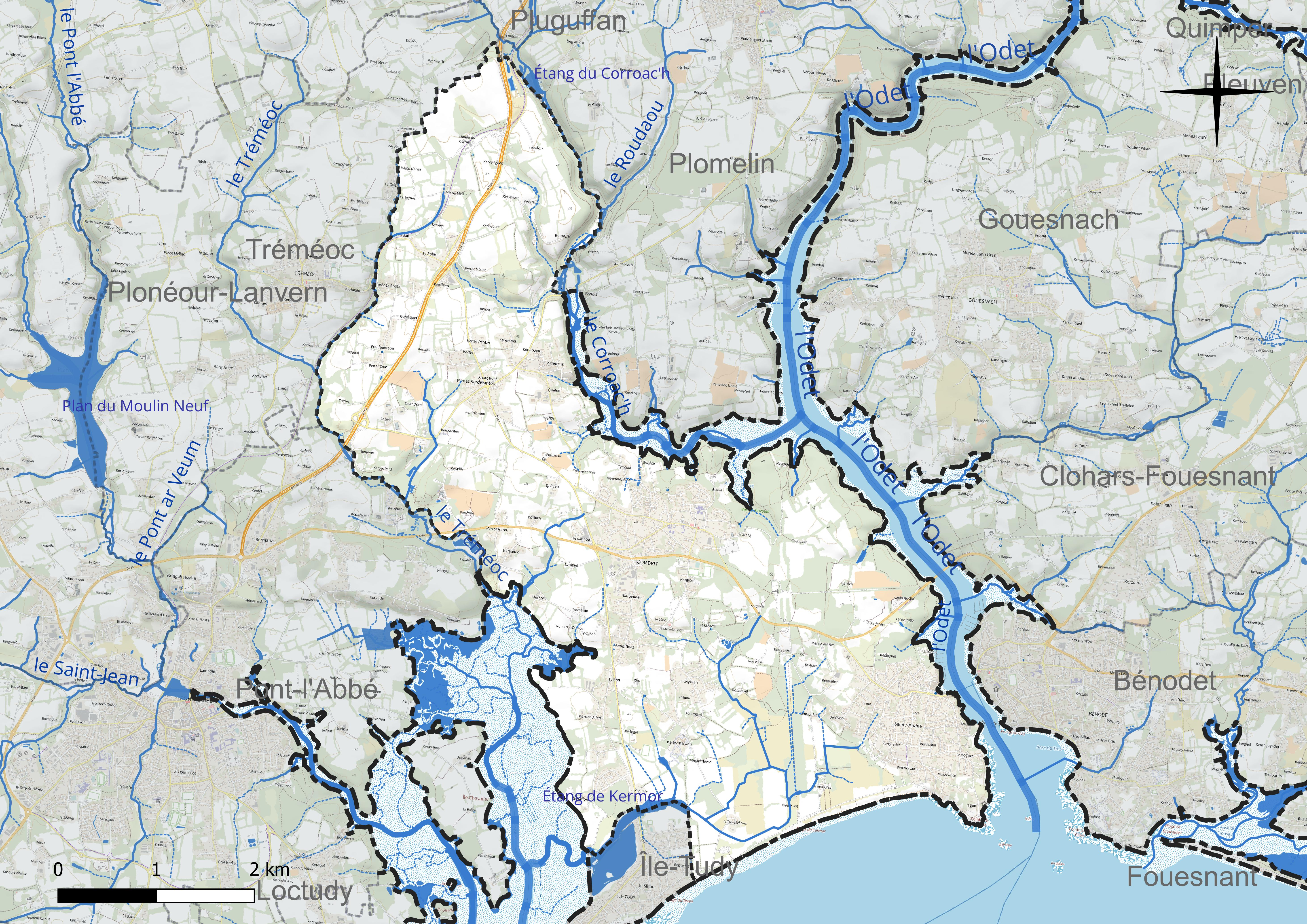
Réseau hydrographique de Combrit.

Un plan d'eau complète le réseau hydrographique : l'étang de Kermor, d'une superficie totale de 16,3 ha (2,7 ha sur la commune),.

### Climat
Pour des articles plus généraux, voir Climat de la Bretagne et Climat du Finistère.
En 2010, le climat de la commune est de type climat océanique franc, selon une étude du CNRS s'appuyant sur une série de données couvrant la période 1971-2000. En 2020, Météo-France publie une typologie des climats de la France métropolitaine dans laquelle la commune est exposée à un climat océanique et est dans la région climatique Bretagne orientale et méridionale, Pays nantais, Vendée, caractérisée par une faible pluviométrie en été et une bonne insolation. Parallèlement l'observatoire de l'environnement en Bretagne publie en 2020 un zonage climatique de la région Bretagne, s'appuyant sur des données de Météo-France de 2009. La commune est, selon ce zonage, dans la zone « Littoral », exposée à un climat venté, avec des étés frais mais doux en hiver et des pluies moyennes.
Pour la période 1971-2000, la température annuelle moyenne est de 11,9 °C, avec une amplitude thermique annuelle de 10,6 °C. Le cumul annuel moyen de précipitations est de 1 033 mm, avec 15 jours de précipitations en janvier et 7,7 jours en juillet. Pour la période 1991-2020, la température moyenne annuelle observée sur la station météorologique la plus proche, située sur la commune de Plomelin à 5 km à vol d'oiseau, est de 12,2 °C et le cumul annuel moyen de précipitations est de 1 150,4 mm,. Pour l'avenir, les paramètres climatiques de la commune estimés pour 2050 selon différents scénarios d'émission de gaz à effet de serre sont consultables sur un site dédié publié par Météo-France en novembre 2022.

## Urbanisme

### Typologie
Au 1er janvier 2024, Combrit est catégorisée commune rurale à habitat dispersé, selon la nouvelle grille communale de densité à 7 niveaux définie par l'Insee en 2022.
Elle appartient à l'unité urbaine de Pont-l'Abbé, une agglomération intra-départementale dont elle est une commune de la banlieue,. Par ailleurs la commune fait partie de l'aire d'attraction de Quimper, dont elle est une commune de la couronne,. Cette aire, qui regroupe 58 communes, est catégorisée dans les aires de 200 000 à moins de 700 000 habitants,.
La commune, bordée par l'océan Atlantique, est également une commune littorale au sens de la loi du 3 janvier 1986, dite loi littoral. Des dispositions spécifiques d'urbanisme s'y appliquent dès lors afin de préserver les espaces naturels, les sites, les paysages et l'équilibre écologique du littoral, tel le principe d'inconstructibilité, en dehors des espaces urbanisés, sur la bande littorale des 100 mètres, ou plus si le plan local d'urbanisme le prévoit.

### Occupation des sols

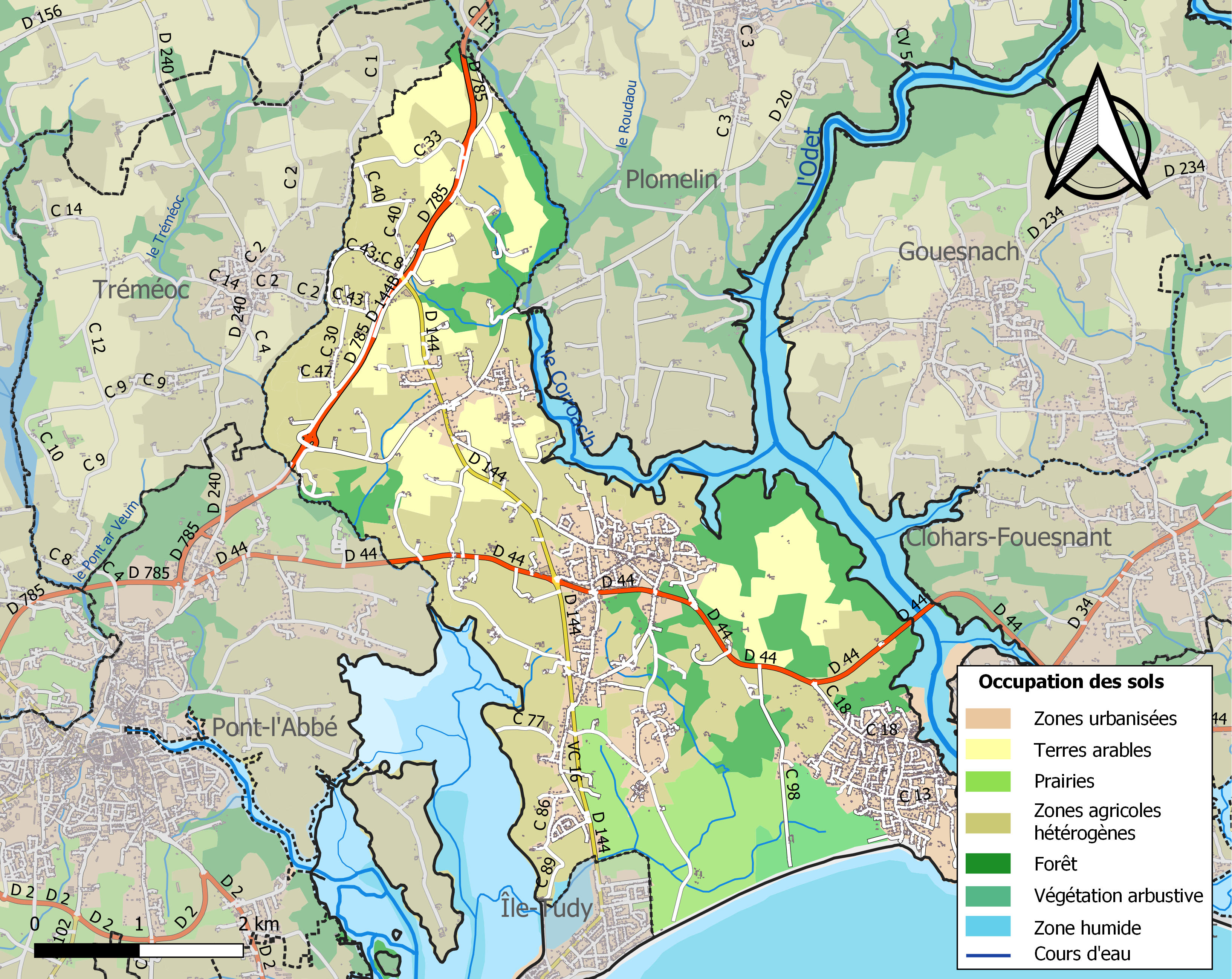
Carte des infrastructures et de l'occupation des sols de la commune en 2018 (CLC).

Le tableau ci-dessous présente l'occupation des sols de la commune en 2018, telle qu'elle ressort de la base de données européenne d'occupation biophysique des sols Corine Land Cover (CLC).
| Type d'occupation                                                                   | Pourcentage | Superficie (en hectares) |
| ----------------------------------------------------------------------------------- | ----------- | ------------------------ |
| Tissu urbain discontinu                                                             | 18,5 %      | 446                      |
| Terres arables hors périmètres d'irrigation                                         | 14,5 %      | 349                      |
| Prairies et autres surfaces toujours en herbe                                       | 8,6 %       | 207                      |
| Systèmes culturaux et parcellaires complexes                                        | 36,4 %      | 876                      |
| Surfaces essentiellement agricoles interrompues par des espaces naturels importants | 3,8 %       | 91                       |
| Forêts de feuillus                                                                  | 13,5 %      | 326                      |
| Landes et broussailles                                                              | 2,7 %       | 65                       |
| Plages, dunes et sable                                                              | 0,4 %       | 9                        |
| Zones intertidales                                                                  | 0,04 %      | 1                        |
| Lagunes littorales                                                                  | 0,08 %      | 2                        |
| Estuaires                                                                           | 0,5 %       | 12                       |
| Source : Corine Land Cover                                                          |             |                          |

### Logement
En 2009, le nombre total de logements dans la commune était de 2 707, alors qu'il était de 2 251 en 1999.
Parmi ces logements, 50,7 % étaient des résidences principales, 40,1 % des résidences secondaires et 3,0 % des logements vacants. Ces logements étaient pour 92,6 % d'entre eux des maisons individuelles et pour 4,7 % des appartements.
La proportion des résidences principales, propriétés de leurs occupants était de 85,6 %, en hausse par rapport à 1999 (81,5 %). La part de logements HLM loués vides (logements sociaux) a diminué, passant de 3,8 % à 3,2 %.

## Toponymie
Le nom Combrit serait apparenté au vieux mot français Combre, qui signifie « confluent » ou « pêcherie », et ferait allusion aux pêcheries de la rive droite de l'Odet, situées au Moguer et à Kerobistin, lui-même issu du gaulois plutôt que du breton. Mais d'autres hypothèses existent : René Couffon pense qu'il s'agit d'un anthroponyme, con signifiant « éminent » et brit « esprit » en vieux breton, ou encore le mot pourrait venir du mot combre (« confluent »).
Le nom "Combrit" pourrait aussi se comprendre dans la décomposition de "Komm" signifiant dans ce contexte "Combe" et "Rit" qui pourrait avoir le sens ici de "Source" encore présent dans le Breton Vannetais (Rit) et le Gallois (Rhyd) , "La vallée de la source".
Le nom de la paroisse s'est écrit Combrit (en 1223 et en 1368), Combrictum (en 1284), Combric (vers 1330).
En breton, la commune se nomme Kombrid.

## Histoire

### Préhistoire et Antiquité
Cette commune abrite des vestiges néolithiques et gallo-romains. La présence de groupes de population est attestée sur le territoire de la commune depuis la Préhistoire.
Les premières traces humaines recensées datent de l'époque néolithique, soit vers 4500 av. J.-C. Il s'agit de d'objets utilitaires (tessons de poteries et pièces de bronze retrouvés à Kerobistin et pointes de flèches à Bonèze) et de menhirs (au Treustel-Nevez, à Kerdousten et de Seiz Feuteun à Pen Menez).
À l'Âge du Bronze (vers 2000 av. J.-C.), l'usage de la métallurgie se développe. De cette époque, des armes en bronze ont été trouvées (poignards et haches trouvés à Quilien, Ti Robin, Toul Ar Sarpent en Menez Boutin et Ker Omnès). Des tumuli, sépultures de pierres recouvertes de terre ont également été découverts sur le territoire communal (à Quilien où l'on a retrouvé deux vases, deux haches et un polissoir et à Ker Omnès où l'on a découvert une urne à cendres, deux perles de verre et une bague en bronze).
L'Âge du Fer, vers 300 av. J.-., est marqué par la présence des Celtes et des Armoricains dans la région. Ils nous ont laissé des traces de leur installation à travers des stèles, parfois sculptées (au Léoc, à Kerneac'h et à Kélen). Les traces gauloises et gallo-romaines sont particulièrement nombreuses, notamment une villa romaine et un atelier de fabrication du garum à Kerobestin, un cimetière à Kergadec.

### Moyen Âge
C'est une ancienne paroisse, probablement née au VIe siècle, dont dépendaient les deux trèves de l'Île-Tudy et de Lambour. Elle pourrait avoir englobé aussi la paroisse voisine de Tréméoc. Selon le mythe fondateur, sous le pontificat de saint Conogan, trois frères (ou amis ?), Tudy, Vennec et Tudual, auraient débarqué à Loctudy et se seraient répartis le territoire avoisinant en le jouant à la galoche : Tudy aurait obtenu l'Île-Tudy (incluant à l'époque Lambour et l'Île Chevalier), Vennec les alentours de la chapelle Saint-Vennec et Tudual le reste de Combrit. En fait, en 1022, le partage des biens des comtes de Cornouaille et de l'abbaye Saint-Tugdual, qui était située sur le mont Frugy à Quimper,[Information douteuse] attribue Combrit, ainsi que Loctudy, Plonivel, Treffiagat et Truorté-Nabat [une partie de Tréoultré] à abbas Tudy, l'abbé de Saint-Tudy, dénommé Eudon (le monastère de Saint-Tudy, situé probablement à Loctudy (ou à l'Île-Tudy) dépendait de l'abbaye Saint-Gildas de Rhuys).
Selon Hervé Torchet, la toponymie indique la probabilité de l'existence d'une école à l'époque carolingienne à Ty-Scoul (skol en breton signifie « école »), d'une résidence aristocratique des évêques de Quimper au haut Moyen Âge dans la presqu'île du Haffond (une parcelle y est encore dénommée park an escop) et d'une ancienne résidence seigneuriale au Hellès (hen en breton signifie « ancien » et lez, « résidence seigneuriale ».
Selon le même auteur, la paroisse serait sans doute née à la Pointe de Combrit, où se serait trouvée la première église paroissiale, avant de transférer son centre au Penker vers 1300-1350. Au Moyen Âge, cette paroisse est presque entièrement incluse dans la seigneurie devenue vers 1493 baronnie de Pont-l'Abbé, à l'exception notamment du moulin du Pouldon, qui resta toujours aux mains du duc de Bretagne (AD29 cote A84). Elle était l'une des cinq plus peuplées de Cornouaille lors du recensement connu sous le nom de Réformation des Fouages de 1426, avec environ 1 425 habitants, dont un peu plus de 1 000 dans les limites de l'actuelle commune de Combrit.
Selon Jean-Baptiste Ogée, en 1390, on y connaissait les maisons nobles de Coetdern, appartenant à Hervé de Kéraoul (Kerraoul), de Kergourlouen, qui appartenait à Jean de Kergourlouen, de Rofcavel, de Kerbrefton et de Quouet-Roferech (Coetroserch, de nos jours Corroac'h). Hervé Trochet compte neuf manoirs : Coetroserch (ou Corroac'h, possédé par la famille du Guermeur), Kerraoul, Botenez (Bonèze), Penmorvan, Trémigou (Trémic), Keristou, Porz-Christ et Porz-Moro (ces trois derniers cités en Lambour), celui du roi Gradlon (dans l'Île Chevalier). Les seigneuries de Lescoulouarn (en Plonéour), de la Coudraie et de Lestrémec (en Tréméoc) possédaient des fiefs importants en Combrit. En 1395, sur les 137 feux fiscaux recensés dans la paroisse de Combrit, 30 sont dits « poissonniers », c'est-à-dire voués à la pêche côtière : le compte des fouages de cette année-là faisait de Combrit la deuxième paroisse de l'évêché de Cornouaille par le nombre de ses foyers fiscaux (137), après Crozon (192) ; en 1427, la paroisse de Combrit, dans ses limites d'alors (donc y compris l'Île-Tudy et Lambour) est une des cinq paroisses les plus peuplées du dit évêché. Cinq chapelles existaient alors dans la paroisse de Combrit : Saint-Vennec, Sainte-Marine (Saint-Moran), Saint-Vital (près du manoir du Corroac'h), Christ (à Lambour) et Saint-Gildas (dans l'Île Chevalier).
L'église de Combrit, ainsi que celles de ces deux trèves précitées, fut donnée en 1223 par l'évêque de Cornouaille Rainaud comme prébende au chapitre de chanoines de Quimper, et le resta jusqu'à la Révolution française. L'église paroissiale actuelle date en partie du XIVe siècle, mais surtout des XVIe, XVIIe et XVIIIe siècles et les seigneurs du Cosquer y revendiquaient le droit de prééminence, affirmant que l'église avait été construite sur le territoire des Kerraoul dont ils étaient les successeurs. L'église a conservé l'ancien enfeu des seigneurs de Kerraoul, armorié aux armes du Cosquer. Jehan de Kerraaoul, ainsi que René de Lisivy, sont les deux chevaliers combritois cités lors de la montre générale de Cornouaille en 1481 ; Daniel de Kerraoul, revêtu de sa cotte d'armes, et son épouse Anne de Coetmeur, sont représentés sur la vitre maîtresse, qui date de 1519, de l'église Saint-Tugdual.
Un mémoire de 1709, basé sur un aveu de Pierre du Pont du 29 mars 1480  et un autre aveu d'Hélène de Rohan du 11 novembre 1494 établit que « les seigneurs du Pont étaient inféodés de temps immémorial envers le Roi du droit de pêcherie, sécherie et vaccantage (?) dans les paroisses de Loctudi, Plonivel, Treffiagat, Tréoultré et Combrit » ; les seigneurs de Pont-l'Abbé affermaient ces droits aux pêcheurs locaux moyennant la perception de droits : par exemple ils prélevaient sur la grève de l'Île Chevalier (qui faisait alors partie de la paroisse de Combrit) un « droit de quipage » sur chaque bateau pêchant et séchant, d'un montant de huit deniers, somme à payer en la ville du Pont [Pont-l'Abbé] le jour de l'Ascension. La paroisse de Combrit se libéra des redevances qui lui étaient imposées par un abonnement annuel de cent livres,.
Dans les années 1410 et 1420, la découverte de bancs de merlus au large des côtes ouvrit une période de grande prospérité pour les pêcheurs locaux, qui n'hésitèrent pas à solliciter du pape en 1428 la dispense d'assister à la messe dominicale pendant la courte période annuelle de pêche au merlu d'avril à juin. Les pêcheurs locaux pêchaient soit en barque, soit dans des pièges à poissons installés dans les nombreuses anses de la paroisse, qui étaient fermées avec des nasses emprisonnant les poissons à marée descendante.

### Époque moderne
Combrit fait partie des nombreuses paroisses dont les habitants se plaignent des exactions subies entre 1592 et 1599 pendant les guerres de la Ligue et qui concernent alors tout l'évêché de Cornouaille.
L'église Saint-Tugdual de Combrit fut en Pays Bigouden le point de départ de la Révolte des Bonnets rouges le 23 juin 1675, les paroissiens s'en prenant au seigneur du Cosquer. Son église fut alors découronnée et ne retrouva son clocher qu'un siècle plus tard, grâce à Jean-François Euzenou de Kersalaun, l'un des meneurs de la résistance du Parlement de Bretagne sous le procureur général La Chalotais, contre le roi Louis XV. On a émis l'hypothèse que la prononciation en langue bretonne du nom de l'architecte de ce clocher, nommé  Étienne Bigot, serait à l'origine du mot bigouden.

#### La seigneurie du Cosquer
Cette seigneurie est originellement la "sergentise féodée" de la seigneurie de Pont-l'Abbé dans la paroisse. Son premier titulaire connu est Jacob du Cozkaer en 1427,. Elle est attestée lors de la montre de 1481 de l'évêché de Cornouaille où est présent « Jehan [de Kerraoul] du Cozquer, en brigandine et pertuisanne ». Ses armoiries sont "d'argent à six alias sept feuilles de houx d'azur". Une de ses branches cadettes a donné, en Artois, le duc de la Vieuville, surintendant des finances lors de la minorité de Louis XIII. La seigneurie du Cosquer tombe en quenouille vers 1520, passant aux mains de la famille de Kerlazrec, originaire de Tréguennec.
En 1596, pendant les troubles de la Guerre de la Ligue, Christophe d'Arradon, surnommé "Le baron de Camors", à la fois ligueur (il avait par exemple participé à la reprise de Blavet, alors tenue par les huguenots, le 11 juin 1590) et brigand, après avoir dévasté les ports d'Audierne et de Pont-Croix, s'installe au château du Cosquer et, de là, opère des raids dans la région de l'embouchure de l'Odet, rançonnant les marchands de Pont-l'Abbé et l'Île-Tudy. Les troupes fidèles au roi Henri IV finissent par le chasser de là. 106 paroisses de l'évêché de Cornouaille, dont la paroisse de Combrit et sa trève de l'Île-Tudy, adressent une requête au Roi en janvier 1599 pour demander une exonération d'impôts compte tenu des dommages qu'elles ont subis, ce qu'elles obtiennent (remise des impôts impayés jusqu'en 1604 et réduction de la dîme des deux-tiers pour les années 1604 à 1606.
En octobre 1625, Julienne de Kerlazrec, dame du Cosquer, épouse Alain Euzénou, fils de Louis Euzénou, seigneur de Kersalaün en Leuhan. Leurs enfants furent seigneurs à la fois de Kersalaün et du Cosquer : c'est le cas de leur fils Nicolas Euzénou, marié en février 1630 avec Claude Guégant de Querpiguet, puis de leur petit-fils Jean Euzénou, marié avec Anne-Corentine Le Lagadec. Leur arrière-petit-fils Jean-Joseph Euzénou, né vers 1687, seigneur de Kersalaün et du Cosquer, chevalier de l'Ordre de Saint-Louis, fut major général garde-côtes à Concarneau ; marié avec Marie de la Pierre, il est décédé le 3 octobre 1771 à Quimper, paroisse de Saint-Mathieu. Leur propre fils, Jean-François Euzénou, né au château du Cosquer le 12 septembre 1714, fut pourvu le 27 juin 1739 d'un office au Parlement de Bretagne; marié avec Catherine de la Pierre, il décéda au château du Cosquer le 14 juin 1810.
En 1668, Nicolas Euzénou, chevalier, capitaine garde-côte de Bénodet et de l'Île-Tudy, seigneur de Kersalaün et du Cosquer, demeurant au manoir du Cosquer, marié avec Claude Guégant de Querpiguet, demande, tant pour lui que pour ses héritiers dont René Euzenou, chevalier, seigneur de la Vieuville, son fils aîné à être reconnus comme « nobles, issus d'ancienne chevalerie et extraction noble », à être reconnu par le registre de réformation de la noblesse de Bretagne comme « noble et de vieille extraction chevaleresque », cette reconnaissance valant pour ses descendants. C'est lui qui fut pendu le 23 juin 1675 à une fenêtre de son château du Cosquer par des paysans révoltés lors de la révolte du papier timbré. Sauvé momentanément par un paysan de Combrit, Mathieu Mendez, il mourut le 1er juillet 1675 à Quimper des suites de ses blessures.
Son fils Jean-Joseph Euzénou, fut capitaine général de la milice garde-côtes de Concarneau, épousa Marie de la Pierre, et décéda à Quimper en 1773. Leur fils Jean-François Euzénou, né en 1714 au château du Cosquer, fut conseiller au Parlement de Bretagne à partir de 1739 et se maria en 1744 avec sa cousine Catherine de la Pierre ; il fut arrêté en 1766 comme complice de La Chalotais à la suite de la fronde parlementaire de 1763-1765, exilé au Mans et ne retrouva sa liberté qu'en 1775, année où il obtint l'érection en marquisat de ses seigneuries de Trévalot et Kervégant, situées dans la paroisse de Scaër. Il signa en 1788 la protestation de la noblesse de Bretagne contre la convocation des États généraux et fut emprisonné à Paris pendant la Terreur ; il mourut au château du Cosquer en 1810.

#### La révolte du papier timbré
Le 23 juillet 1675, des paroissiens se révoltent dans l'église de Combrit. C'est le début de la révolte du papier timbré en Pays Bigouden. Les paysans de Combrit accrochèrent à l'une des fenêtres de son château du Cosquer le marquis de Kersalaün. « Après l'avoir laissé pour mort, les émeutiers mirent le domaine à sac. La nuit tombée, tandis que les pillards, terrassés par l'ivresse, ronflaient pèle-mêle sur les planchers, un serviteur, Mathis Mendez, se glissant jusqu'à la rive, déposait dans une barque le marquis respirant à peine. Mathias, à force de rames, remonta l'Odet jusqu'à Quimper où Kersalaün put recevoir, avant de mourir, les secours de la religion ».

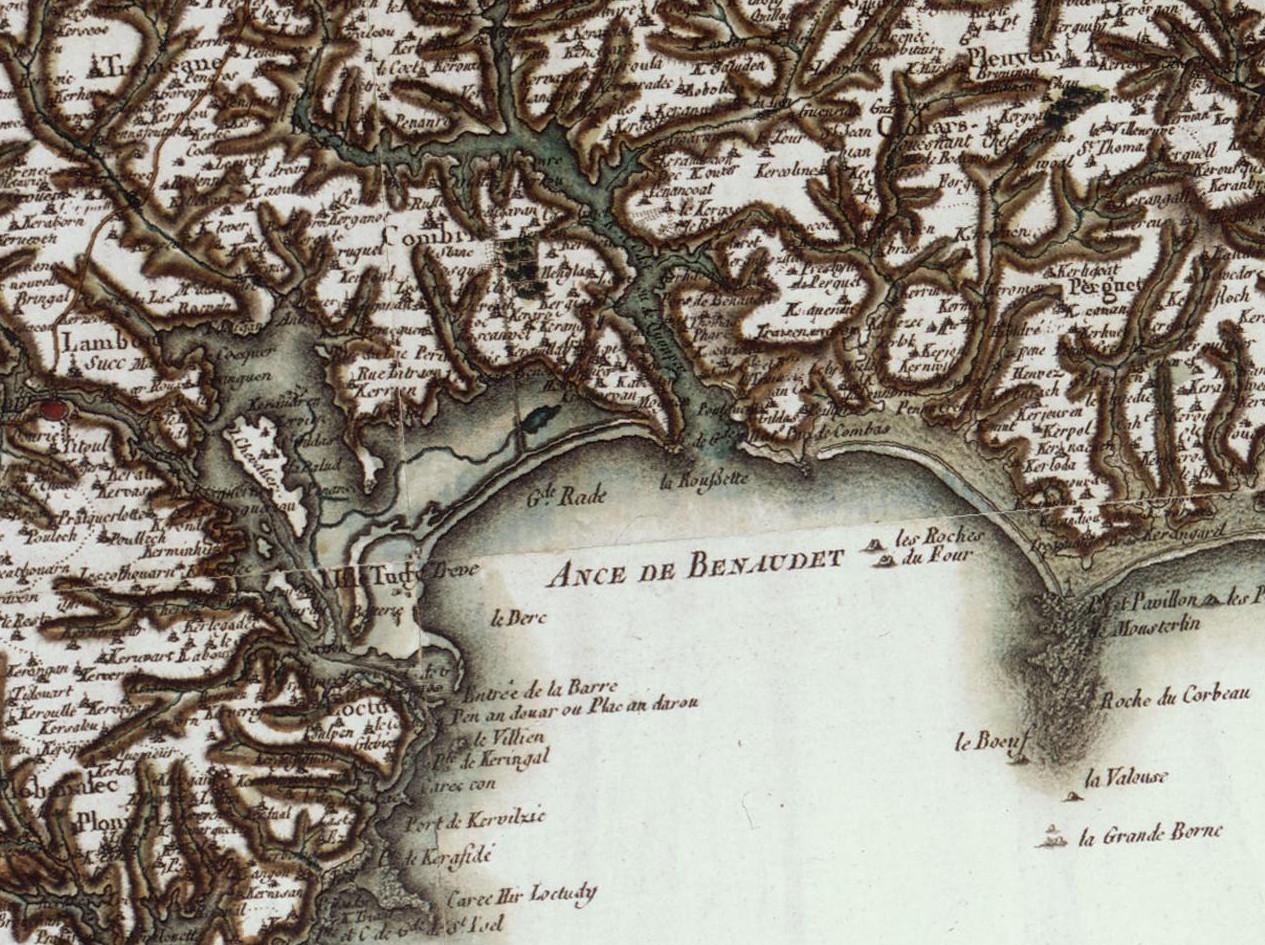
La carte de Cassini représentant Combrit et ses environs.

Le duc de Chaulnes, alors gouverneur de la Bretagne, fit pendre 14 paysans de Combrit à un même chêne dans l'avenue seigneuriale du Cosquer et en envoya d'autres aux galères. Madame de Sévigné écrivit à leur propos : « On commence à pendre. La penderie me paraît maintenant un rafraîchissement [sic]. J'ai une toute [sic] autre idée de la justice depuis que je suis en ce pays. (...). Je trouve tout fort bon pourvu qu'on ne m'empêche pas de me promener dans mes bois ».
En représailles, le duc de Chaulnes fit raser le clocher de l'église paroissiale de Combrit, ainsi que cinq autres clochers. Toutefois, à la différence des autres églises décapitées du Pays Bigouden, dont les clochers sont restés rasés (« défense de les reconstruire jamais »), celui de l'église paroisse de Combrit fut reconstruit vers 1770 grâce à une permission royale, à la suite d'une requête des paroissiens de Combrit, appuyée par un petit-fils de Nicolas Euzenou.

#### Description de Combrit en 1778

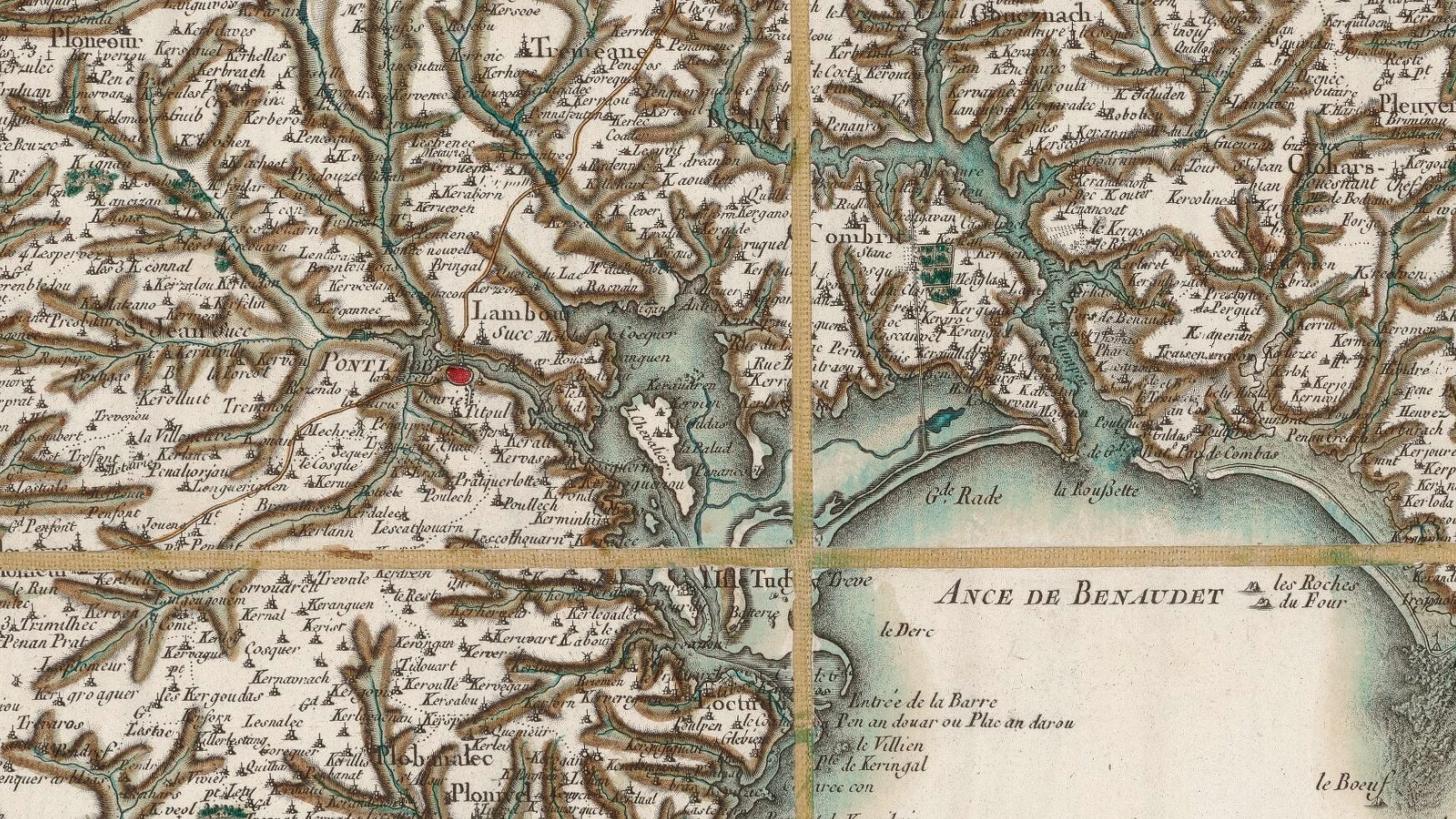
Carte de Cassini (1783) : Combrit et ses environs.

En 1759, une ordonnance de Louis XV ordonne à la paroisse de Combrit et l'Île-Tudy de fournir 21 hommes et de payer 137 livres pour « la dépense annuelle de la garde-côte de Bretagne ».
Jean-Baptiste Ogée décrit ainsi Combrit en 1778 : « Son territoire, environné de la mer, forme une presqu'île dont les terres sont très bonnes et bien cultivées par des femmes qui sont fort laborieuses, tandis que les hommes font leur occupation de la pêche ou de la navigation. Il est fâcheux que ce terrein [l'orthographe de l'époque a été respectée], si bon et si utilement employé, soit aussi couvert qu'il l'est par les sables de la mer et qu'il soit rempli de monticules dont le sol paraît de peu de valeur ». Selon lui, la paroisse de Combrit, y compris ses trèves de Lambour et de l'Île-Tudy, comptait alors 2 700 communiants.

### Révolution française
En 1789, la paroisse de Combrit, qui possède alors 130 feux, envoie trois députés (René Cariou, René Le Gal, Yves Nicolas) à l'assemblée du tiers-état de la sénéchaussée de Quimper, chargée de désigner ensuite ses représentants aux États généraux de 1789.
Le décret de l'Assemblée nationale du 16 août 1791 précise que hors la ville, les paroisses du district de Quimper sont réduites à 18. Parmi elles, « Combrit, qui aura pour succursale l'Île-Tudy ». Ce découpage ne fut que provisoire et non repris lors de la création des communes par le décret de la Convention nationale du 10 brumaire an II (31 octobre 1793).
Françoise-Pétronille Bochhen, née à Combrit, tricoteuse, couturière et commissionnaire, née le 15 avril 1743 à Combrit, mais vivant à Morlaix, fut la première femme du département à être guillotinée à Brest le 28 mars 1794, pendant la Terreur, accusée d'avoir fait plusieurs voyages en Allemagne, à Guernesey et surtout à Londres, pour le compte des émigrés.
Combrit perd à cette époque la trève de Lambour, alors rattachée à Pont-l'Abbé, et l'ancienne trève de l'Île-Tudy, qui devient aussi en 1793 une commune indépendante.

### LeXIXesiècle

#### LePremier Empireet laRestauration
En raison du blocus continental, le 12 novembre 1808, le maire de Combrit écrit : « L'ennemi [Anglais] a attaqué sept chasse-marées venant de Bordeaux à Quimper et bien chargés. Ils se sont défendus avec leurs canons et leurs pierriers. L'un d'eux a coulé pendant le combat ».
L'ordonnance du 5 mars 1826 érige l'Île-Tudy en paroisse autonome, ne dépendant plus de Combrit.

#### Description de Combrit en 1843
Selon A. Marteville et P. Varin, continuateurs d'Ogée, Combrit en 1843, pour une superficie totale de 2 332 ha, possédait alors 888 ha de terres labourables, 144 ha de prés et pâtures, 115 ha de bois, 201 ha de canaux et marais, 903 ha de landes et incultes ; la commune possédait deux moulins à eau (les moulins du Pouldon et du Corrouac'h) et les auteurs précisent :  « On parle le breton ».

#### Description du château du Cosquer au milieu duXIXesiècle

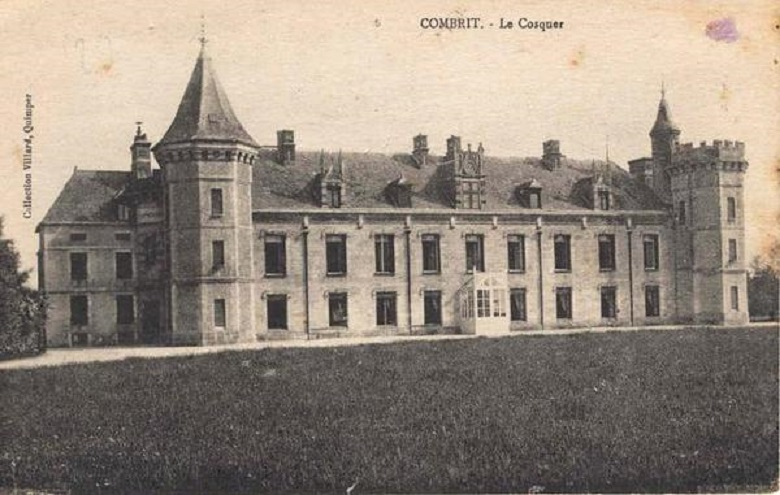
Le château du Cosquer (collection Villard).

Édouard Vallin décrit ainsi le château du Cosquer au milieu du XIXe siècle :

« Voici déjà le château du Cosquer, avec ses tours, ses fossés, ses machicoulis et ses gargouilles bizarres, qui attestent un édifice de la fin du quinzième siècle ; mais, si toute médaille a un revers, un château a aussi deux façades qui ne se ressemblent pas toujours. Le château du Cosquer a été en effet reconstruit à une époque assez peu éloignée, et l'étrange variété de son ensemble serait capable de troubler le cerveau de quelque touriste sous l'empire de nos merveilleuses légendes bretonnes, et voyageant, à la nuit close, dans ces paisibles contrées. »

Durant la seconde moitié du XIXe siècle, le château du Cosquer appartient à Charles Cousin-Montauban, comte de Palikao. À la fin du XIXe siècle et au début du XXe siècle, le château du Cosquer est la propriété de la comtesse Cousin-Montauban de Palikao, née de Gricourt, qui habite à Paris, rue du faubourg Saint-Honoré, mais y réside pendant la saison touristique.

#### Le mauvais état des routes
En 1861, la route reliant Pont-l'Abbé à Fouesnant est classée Chemin de grande communication (sauf le passage dans le bourg de Combrit, sanctionné car en trop mauvais état). Les communes de Pont-l'Abbé, Combrit, Perguet (Bénodet) et Fouesnant sont désignées pour pourvoir à son entretien.
Lors d'une longue discussion à propos du projet de création d'un nouveau bac charretier entre Bénodet et Sainte-Marine, le conseil général du Finistère évoque en 1872 le mauvais état de la route reliant Combrit à Pont-l'Abbé :

« La commune de Combrit est accidentée à certains endroits ; un vallon profond la sépare de la commune de Pont-l'Abbé. Pour passer d'une commune à l'autre, jadis il fallait traverser une chaussée étroite où la circulation était très difficile. Le chemin vicinal de Combrit traversait des terres humides, toujours détrempées en hiver. Pendant de longues années, il y avait nécessité de faire un long détour, d'emprunter le chemin du bourg [de Combrit] à Quimper, pour ensuite rejoindre la route départementale, c'est-à-dire d'effectuer un trajet de 12 kilomètres, quand aujourd'hui on n'a plus à faire que 7 ou 8 kilomètres. Le seul passage difficile se trouve aux abords de Sainte-Marine, et c'est pour faire cesser cette lacune qu'une subvention a été réclamée cette année [en 1872]. »

#### L'aménagement des marais entourant l'Anse du Pouldon
Les travaux de la digue Laënnec, au fond de l'Anse du Pouldon, commencèrent en mars 1825 et se terminèrent en mars 1826. La digue de pierre est longue de 77 mètres et a 5 m d'épaisseur ; elle est renforcée à sa base par un remblai de terre côté ouest. Cette digue a pour but de rendre hors eau, en y créant un polder, l'ancienne palue du Cosquer qui avait environ 25 ha de superficie : c'était un ancien marais maritime formé de vasières malodorantes, avec aussi des parties recouvertes d'ajoncs, d'oseraies et de bruyères. René-Théophile Laënnec  était le propriétaire de la quasi-totalité des terres avoisinantes, en partie par héritage, en partie par acquisition. Un voisin, le docteur Bohan, contesta opiniâtrement en justice le droit de Laënnec d'aménager ainsi une partie du domaine public maritime et gagna finalement son procès, après plusieurs rebondissements, en novembre 1828, plus de deux ans après l'achèvement des travaux et le décès de Laënnec ; ses héritiers durent racheter les terrains aménagés.
La palue du Cosquer commença à être asséchée dès la fin du XVIIIe siècle quand Monsieur de Kersalaün, châtelain du Cosquer en Combrit, construisit la chaussée de Pont-Rouge, qui soustraiya à l'influence de la marée son quart oriental. En 1827, Jean-Julien Derrien, entrepreneur, acquit 300 ha de vasières et prés salés qui servaient de pâture pour le bétail des riverains et d'espace de séchage pour le goémon, mais renonça finalement à aménager cette zone qui fut revendue en 1851 au comte Gaston du Plessis de Grénédan, qui habitait le manoir de Kerascoët en Pluguffan, lequel construisit une digue de plus de 500 mètres de long allant de la Pointe du Haffont en Combrit à la partie nord du sillon de Combrit, afin de poldériser cette zone. Ces travaux furent contestés par la majeure partie des habitants de l'Île-Tudy, y compris son maire Jegou. Les travaux furent achevés en 1854, un an avant le décès de Gaston du Plessis de Grénédan, mais son fils, qui avait le même prénom, et un associé, Victor de Crésolles, poursuivirent l'aménagement, y créant plusieurs fermes (Le Treustel, Kermor, Beg an Fry) et un étang de 13 ha, qui permit la création de la "Société des Pêcheries de Kermor" dont le duc de Morny devint l'un des principaux actionnaires ; cette société fut rachetée en 1869 par le baron Théodore Gudin, peintre de la marine et fondateur de la Société centrale de sauvetage des naufragés, associé à plusieurs autres personnes, dont Fortuné Halna du Fretay et Eugène Le Goazre de Toulgoët, qui habitait le château de Malakoff en Sainte-Marine, qui fit aussi une tentative de pisciculture à Veilh Vor, au fond du port de Guilvinec-Léchiagat en 1865. L'exploitation commença en 1871, certains compartiments étant consacrés à l'entrepôt des crustacés, homards et langoustes, d'autres à l'élevage de poissons de luxe comme des turbots et des bars, approvisionnés par les pêcheurs des ports voisins. Mais l'affaire se révéla guère rentable et fut revendue en 1888 à un ancien notaire de Pont-l'Abbé, Guillaume Le Diélou, lequel fut assassiné le 30 juillet 1891 à Pont-l'Abbé par un boulanger qui l'accusait de malversations.
En 1840, Hyacinthe le Bleis achète à Édouard Le Normant des Varannes, châtelain de Kerazan, un terrain fermé par la digue de Pen-Glaouic, construite par ce dernier en 1835, afin d'y faire l'élevage des sangsues. Le même Hyacinthe Le Bleis eût en mai 1860 le projet d'endiguer les terrains entourant l'Île aux Rats et l'Île Queffen, mais y renonça en 1862.

#### Les pêcheries de Kermor

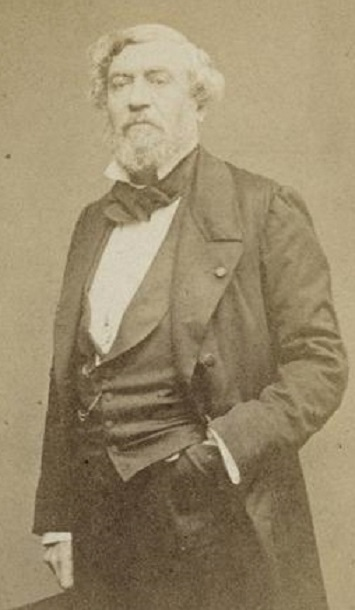
Portrait de Théodore Gudin (photographie, vers 1865, musée d'Orsay).

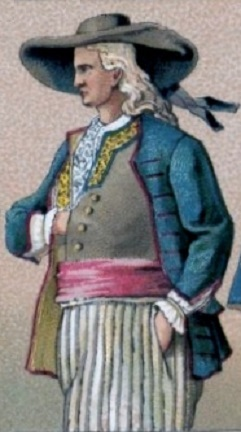
Costume d'un habitant de Combrit (dessin d'Albert Racinet, 1888).

En 1871, le peintre Théodore Gudin, qui est aussi propriétaire des marais de Kermor, confie à Eugène de Toulgoët, un armateur de Loctudy, la direction de la « Société des pêcheries de Kermor » qui se lance dans la pisciculture dans des bassins créés en arrière de la digue, mais l'expérience tourne court. Selon une proposition de vente datant de 1900, les Pêcheries de Kermor, implantées sur le territoire de Combrit, mais situées à seulement 600 mètres du bourg de l'Île-Tudy, étaient constituées de trois bassins murés, dont un à crustacés, d'une superficie de 500 m2, de quatre grands réservoirs, dont un d'eau douce et la superficie totale des pêcheries, alimentées par une prise d'eau dans l'Anse du Pouldon, était de 60 hectares. Cette proposition de vente indique aussi que ces pêcheries sont protégées par une digue de 500 mètres de long, dont 398 mètres ont été refaits en 1897, que « la main-d'œuvre est à bas prix dans le pays » et inclut deux métairies, celle de Pendiry (59 hectares) et celle de Beg-ar-Fritz (35 hectares) « bordée d'une grande plage de beau sable blanc de plusieurs kilomètres ; on pourrait, comme spéculation, vendre des terrains pour construire des villas ».

#### La mise en service de la voie ferrée allant de Quimper à Pont-l'Abbé
Le 7 avril 1884, grâce à la mise en service de la voie ferrée allant de Quimper à Pont-l'Abbé, ouvre la gare de Combrit-Tréméoc.
Combrit connaît un essor économique important, grâce à l'amendement des terres par le maërl de l'archipel des Glénan. La mécanisation voit l'implantation de nombreuses conserveries approvisionnées en céréales, pommes de terre, petits pois et haricots par les paysans de Combrit et des communes voisines. Le train permet, à partir de la gare de Combrit-Tréméoc, les expéditions de ces denrées vers le reste de la France. Cette gare permet aussi l'accès aux stations balnéaires de Sainte-Marine et de l'Île-Tudy.

#### Les costumes traditionnels des Combritois
Le costume de fête des habitants de Combrit est ainsi décrit en 1888 par Albert Racinet : « Veste et gilet de drap, passementés sur les bords ; large pantalon de laine. Chaussures : sabots à bouts noircis. Chapeau de feutre de moyenne dimension, avec ruban noir ».
Le costume des Combritoises à la sortie de la messe est ainsi décrit en 1897 :« Ici, les riches costumes de la Bretagne existent heureusement toujours : les femmes portent deux ou trois jupons de différentes longueurs garnis de jaune, et comme coiffure de charmants petits bonnets parsemés de paillettes d'argent et ornés de rubans roses ou bleus. Par un beau soleil de printemps, c'est un coup d'œil ravissant ».
Une complainte rapportée par Auguste Brizeux disait (en breton) :
Tête-de-sardine, ceux de Concarneau

Tête-de-saumon, ceux de Châteaulin

Tête-de-merlus, ceux de Combrit.

#### Les écoles de Combrit
Dès le Second Empire, deux écoles existent à Combrit, l'école privée Saint-Joseph pour les garçons et une école privée pour les filles, propriété de la comtesse de Guerdavid et gérée par les Sœurs du Saint-Esprit. Les enfants de la commune se rendaient à pied à l'école, distante pour certains de 7 kilomètres, parfois en marchant pieds nus pour ne pas abîmer leurs sabots. En 1905, la municipalité de Combrit refuse, en dépit des injonctions du Préfet du Finistère, de voter les crédits nécessaires afin de construire une école publique de filles destinée à remplacer l'école privée en passe d'être laïcisée en vertu de la loi sur les congrégations ; il faut le vote d'une loi pour permettre à l'État d'inscrire d'office la dépense. Vers 1910, on notait un fort taux d'absentéisme chez les filles, dû au travail de la dentelle qui les retenait à la maison pour rapporter de l'argent au foyer. Pour beaucoup d'enfants, l'école est la première occasion d'entendre du français. Il fallut attendre 1922 pour voir ouvrir, à Sainte-Marine, une école publique, sous l'impulsion du maire Isidore Béchennec, que les pressions de l'évêque de Quimper obligèrent à démissionner peu après.

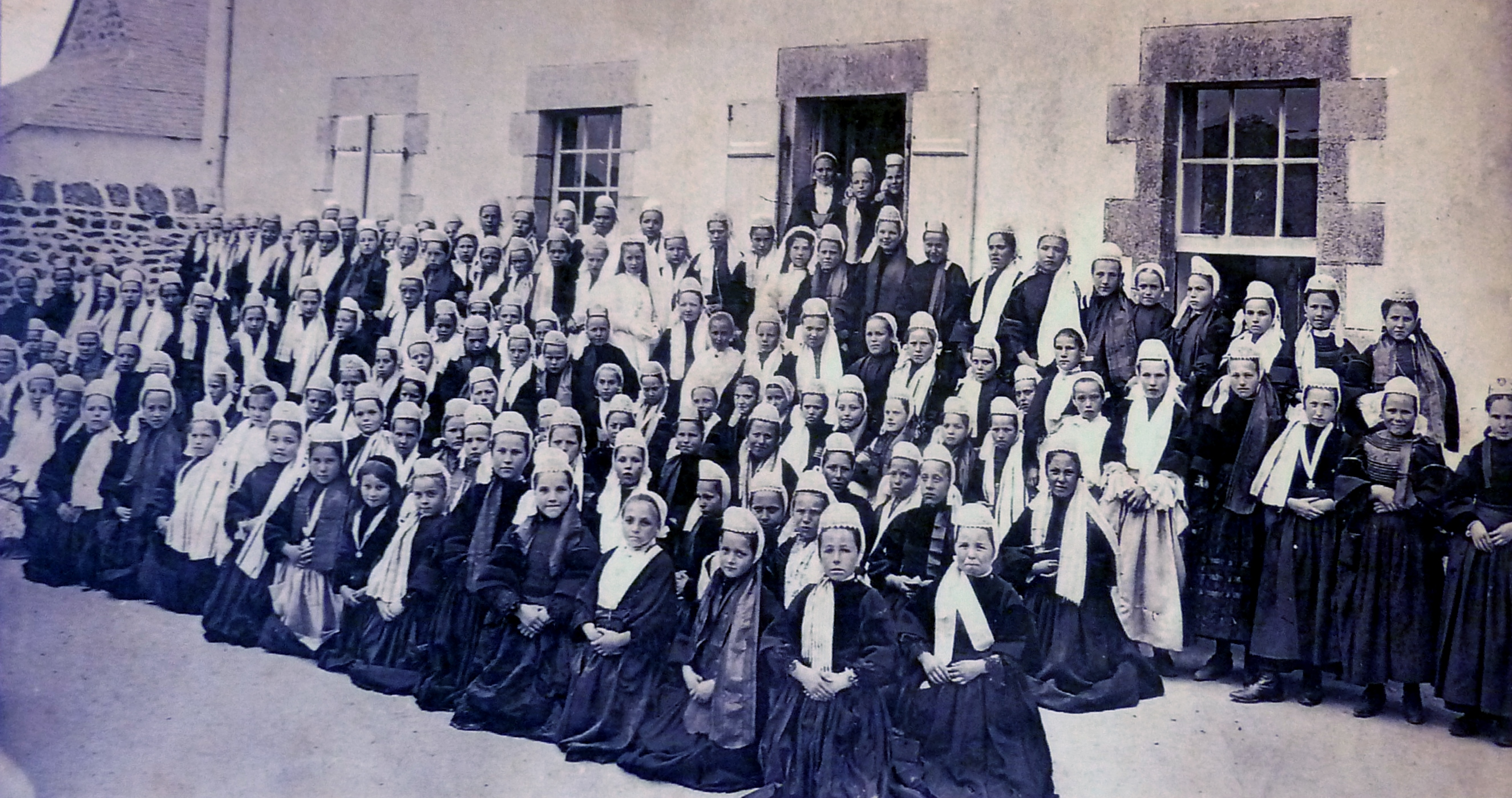
Élèves (bigoudènes) de l'école privée de filles de Combrit au début du XXe siècle (photographie de Jacques de Thézac).
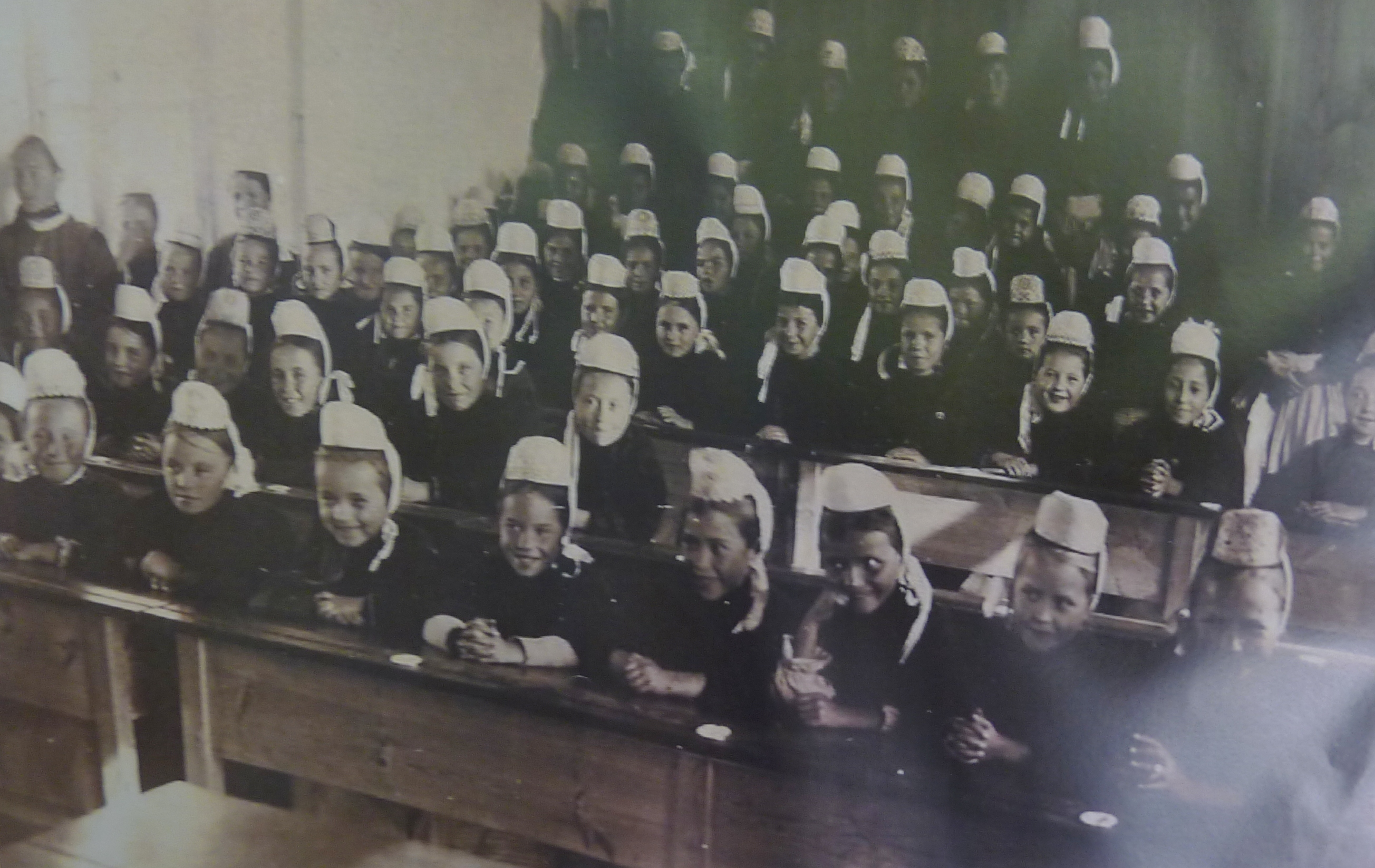
Combrit : classe des filles à l'école congréganiste à la fin du XIXe siècle (photographie de Jacques de Thézac).
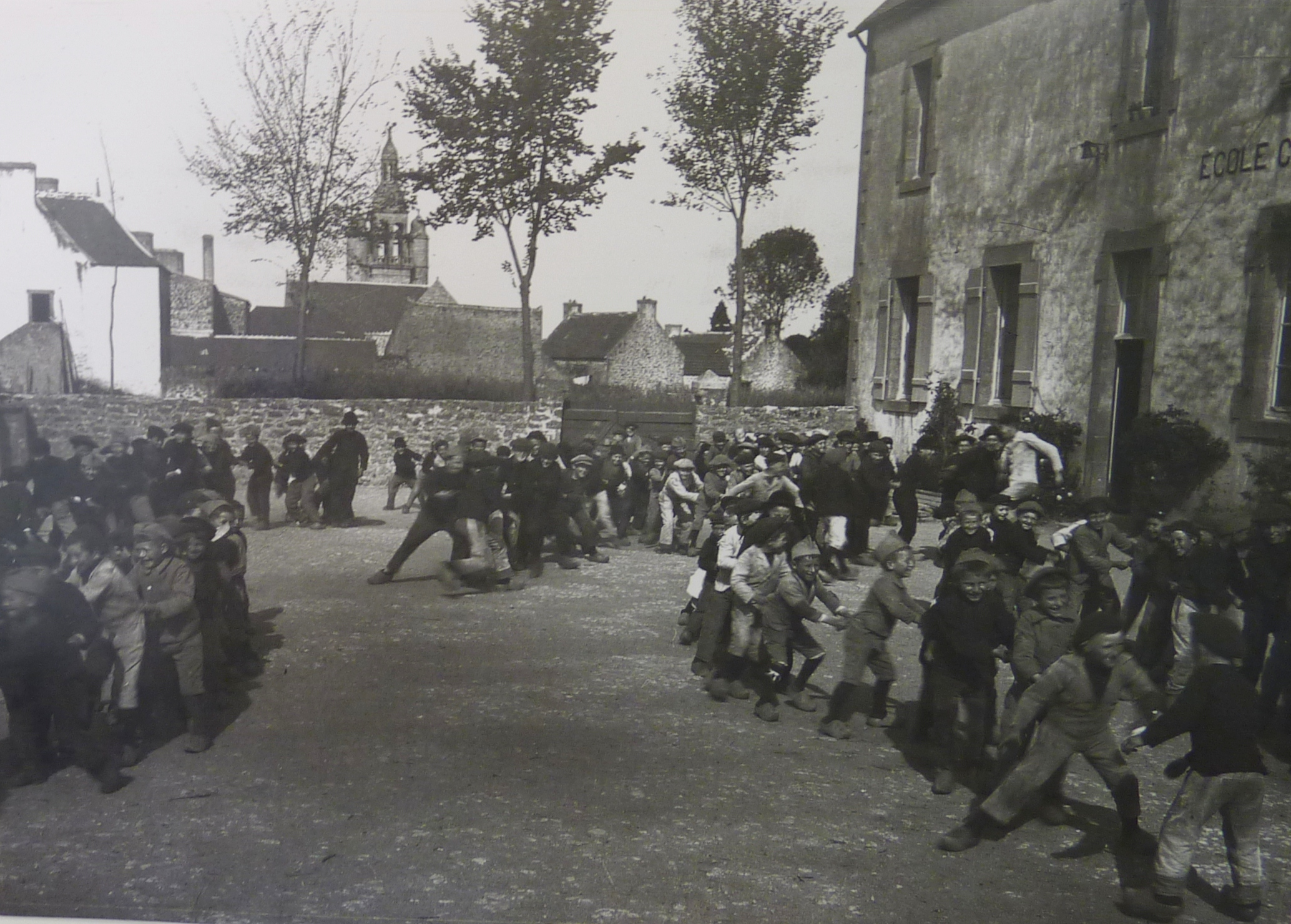
Chahut d'écoliers dans la cour de l'école privée de garçons du bourg de Combrit (début XXe siècle).

### LeXXesiècle

#### L'histoire du cheval blanc et les traditions à la chapelle de la Clarté à la fin duXIXesiècleet au début duXXesiècle
En 1891 Guillaume Grall, un cultivateur d'Elliant, perdit l'usage de son deuxième œil. Son frère l'emmène au pardon de Notre-Dame-de-La-Clarté à Combrit où il baigne ses yeux malades dans la fontaine réputée miraculeuse. Lors du chemin de retour il aurait retrouvé la vue, mais redevint aveugle car il ne tint pas sa promesse de vendre sa jument blanche. Il refit l'année suivante le pèlerinage, vendit sa jument et donna l'argent aux pauvres et retrouva la vue ! Pauline de La Jarrige a réalisé en 1943 un grand vitrail qui se trouve derrière le maître-autel de la chapelle et qui retrace cette histoire extraordinaire.
Le vitrail de Pauline Lajarrige à la chapelle Notre-Dame de la Clarté illustre l'histoire du cheval blanc : un paysan d'Elliant, Guillaume Grall, né le 23 avril 1837 à Keréven en Elliant, déjà borgne, perdit son deuxième œil en 1891. Il fut conduit en char à bancs au pardon de Notre-Dame de la Clarté. L'eau bénie de la fontaine rendit la vue au paysan... qui oublia ensuite de tenir sa promesse : vendre sa jument préférée et donner l'argent aux pauvres. Il redevint aveugle. L'année suivante, Guillaume Grall retourna au pardon et le miracle se reproduisit. Cette fois-ci, il tint parole.

« La Clarté ! Lieu touchant de pèlerinage d'où montent vers le Ciel les ferventes prières de ceux que menace la cécité ; d'où s'élèvent les poignantes supplications de ceux qui, privés de la vue, veulent voir à nouveau. La Clarté ! On y rencontre aussi les filles à marier, jeunes ou vieilles, belles ou laides ; les chastes et naïves mœurs de la Bretagne bretonnante ne sauraient être offusquées de cette foire à l'épousaille. »

#### LaBelle Époque
En mai 1903, en vertu de la loi sur les congrégations, les Frères de l'instruction chrétienne durent fermer leur école de Combrit, mais ils purent la rouvrir en 1906. La loi de séparation des Églises et de l'État entraîne la vente du presbytère de Combrit mais le chanoine Pédel et ses deux vicaires continuent à y habiter.

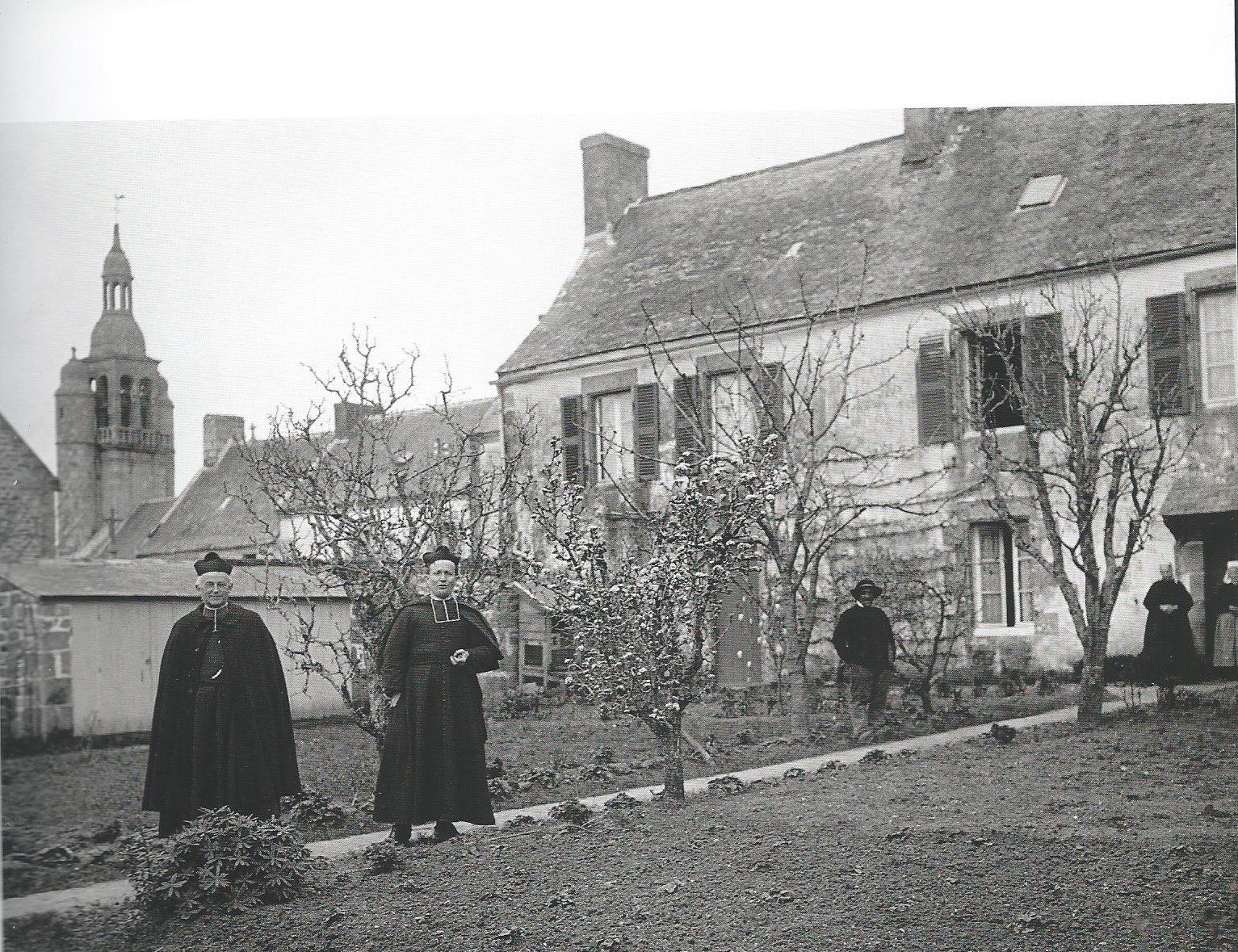
Le presbytère de Combrit vers 1905 (photographie Jacques de Thézac).

Le 8 avril 1904, le vapeur Glaneuse, qui se rendait de Brest à Quimper avec un chargement de phosphates, s'échoua dans l'anse de Combrit.
En 1907, une bagarre illustre la rivalité traditionnelle, de type clanique, entre Combrit et Tréméoc et les problèmes de l'alcoolisme : le 5 décembre 1907, à la foire de Pont-l'Abbé, « des garçons de Combrit, surexcités par l'alcool, attendirent ceux de Tréméoc sur la route pour les empêcher de passer. Une bagarre éclata et les garçons de Combrit sortirent leurs couteaux, frappèrent leurs adversaires ». La bagarre fit deux morts parmi les jeunes de Tréméoc. Un jeune homme de Combrit fut condamné à deux ans de prison et trois autres à un an avec sursis.
Le 22 mai 1913, le Sénat accepte que la commune de Combrit perçoive pendant trente ans une imposition extraordinaire pour rembourser l'emprunt de 20 208,47 francs contracté pour financer la construction du groupe scolaire du hameau de Sainte-Marine.

#### La Première Guerre mondiale

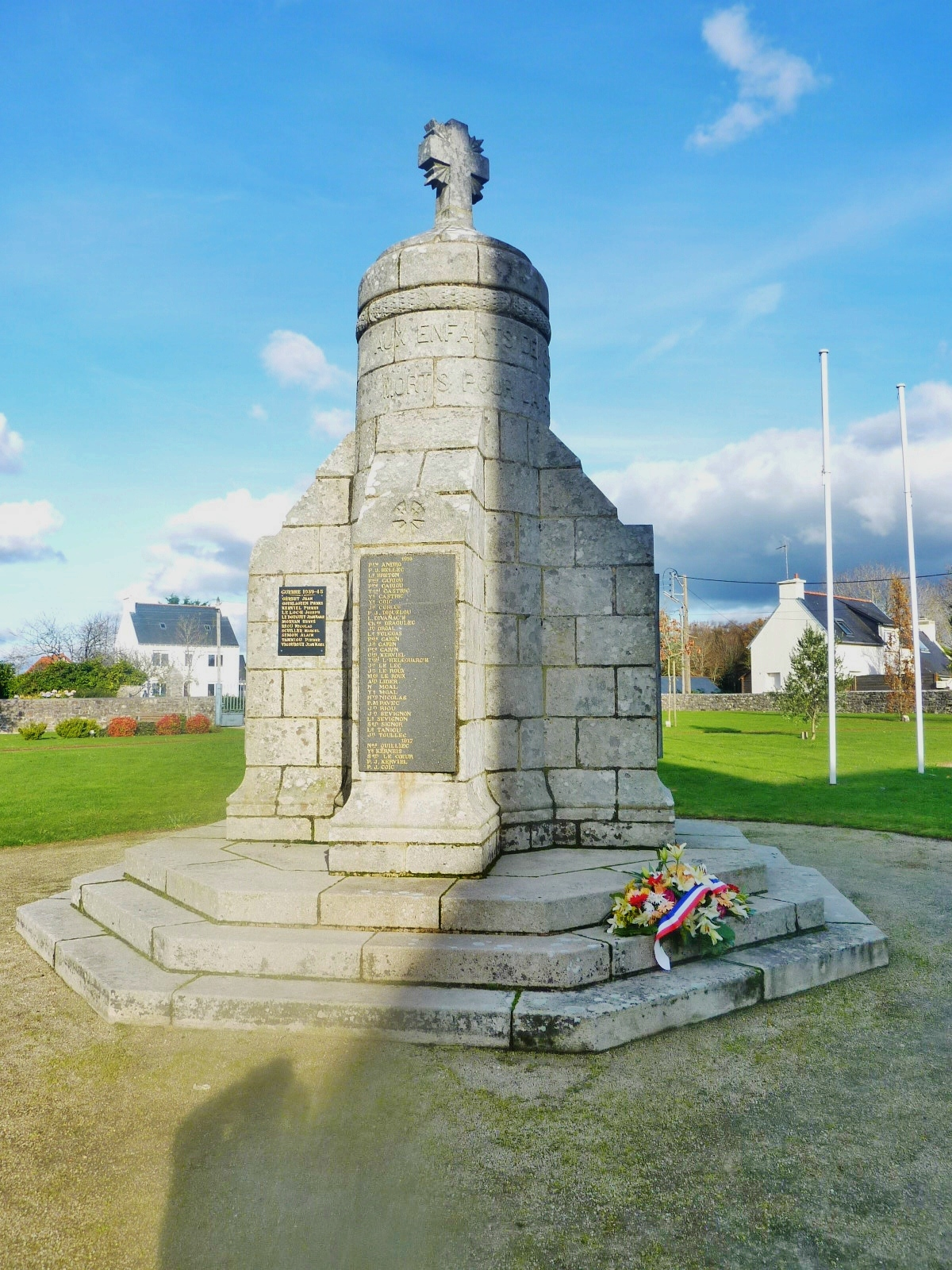
Combrit : le monument aux morts.

Le monument aux morts de Combrit porte les noms de 135 soldats morts pour la France pendant la Première Guerre mondiale. Parmi eux, huit soldats (Hervé Campion, Martin Cariou, Joseph Durand, Yves L'Helgouarc'h, Jean Le Corre, Pierre Le Mut, Jean Pellae, Corentin Poullélaouen) sont morts sur le front belge en 1914 dans les combats de Maissin (Belgique) et de Rossignol ; trois marins (Louis Le Sevignon) ; un soldat (Étienne Diquélou) est mort en Serbie dans le cadre de l'Expédition de Salonique ; un (Jean Blanchard) est mort de maladie à Casablanca (Maroc) ; la plupart des autres sont décédés sur le sol français : parmi eux, François Garin a été décoré de la Médaille militaire.
Trois soldats originaires de Combrit sont morts pour la France après la Première Guerre mondiale, un (H.P. Daniel) en 1919, un (François Carrec) en 1923, un autre (Pierre Cariou) en 1924, dans des circonstances non précisées.

#### L'Entre-deux-guerres
Début janvier 1920, le canot de pêche Jeanne d'Arc sombre dans l'anse de Combrit ; ses trois hommes d'équipage sont noyés.
En 1925, Fernand Chauvel, chirurgien, ancien élève du Docteur Émile Roux à l'institut Pasteur et du Professeur Félix Terrier, fut élu maire de Combrit. Il était également président de l'association des médecins du Finistère, président de l'œuvre Grancher du Finistère, président du Yacht-Club de l'Odet, officier de la Légion d'Honneur, Croix de Guerre 1914-1918 et membre de l'Académie Nationale de Chirurgie.
En 1935, le maître vitrail de l'église est réalisé sur des cartons et selon les directives de Pauline Lajarrige, fille du peintre Lucien Simon. Il représente les étapes de la Passion du Christ.

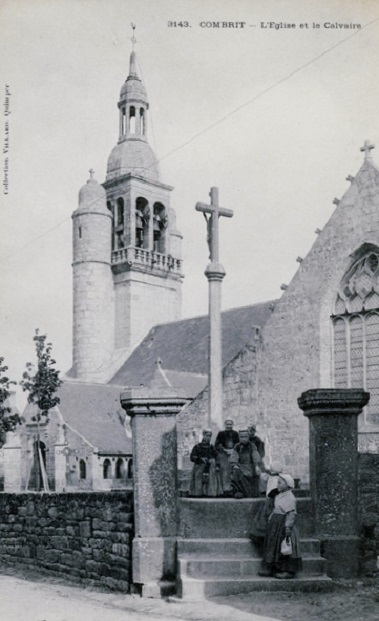
L'église paroissiale Saint-Tugdual et le calvaire vers 1920 (carte postale collection Villard).
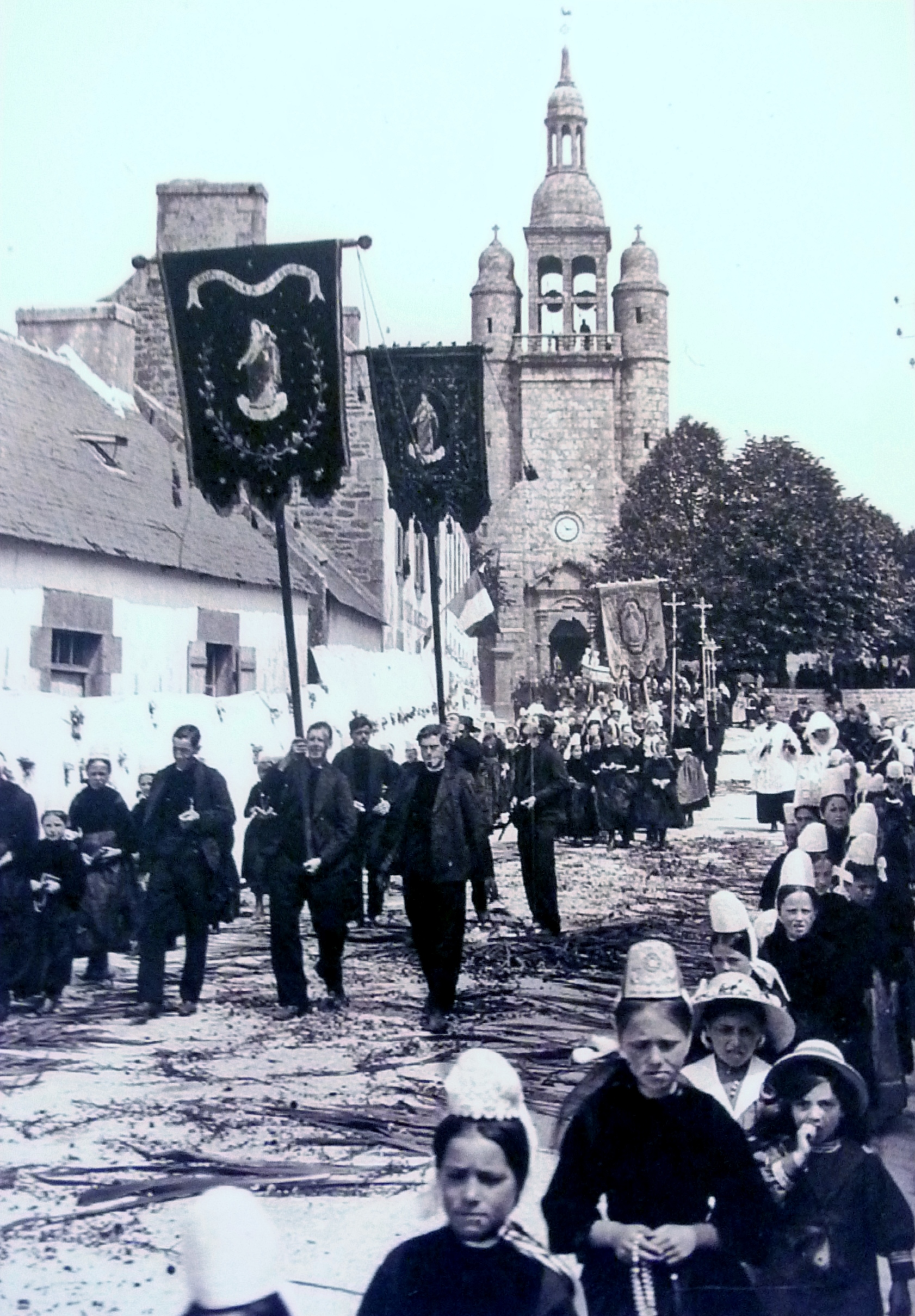
Procession de la Fête-Dieu à Combrit vers 1920 (photographie de Jacques de Thézac).
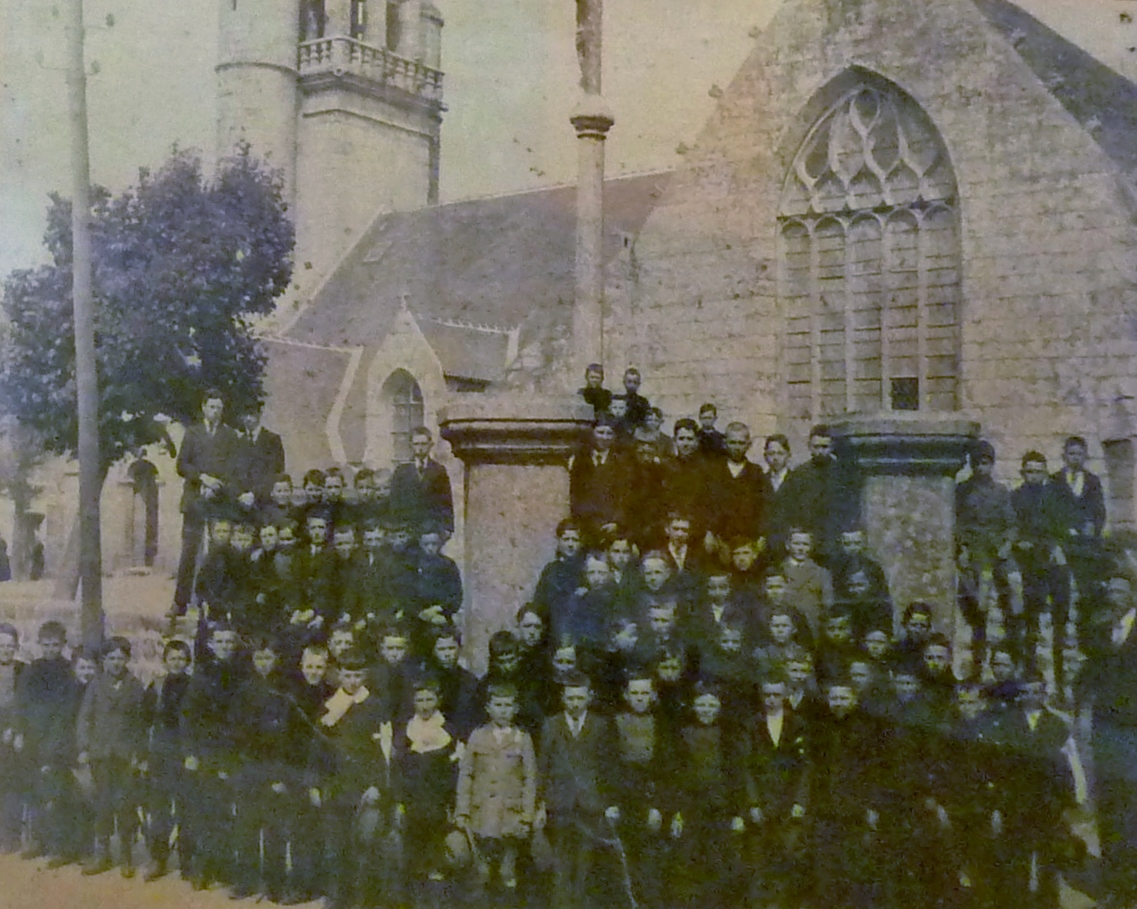
Premiers communiants devant l'église Saint-Tugdual en 1921 ou 1922 (photographie de Jacques de Thézac).
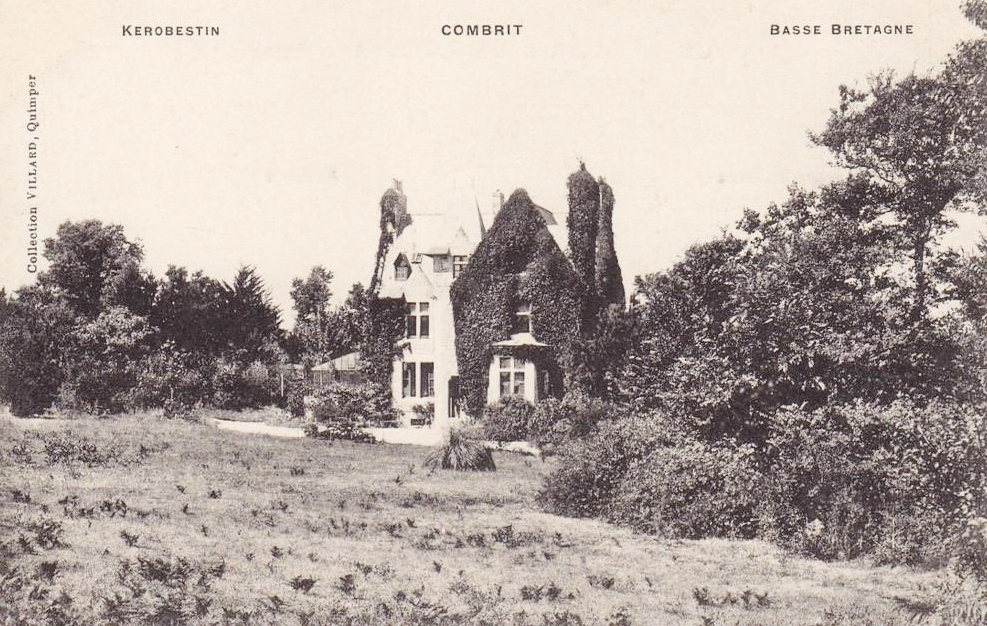
Le manoir de Kerobestin au début du XXe siècle.
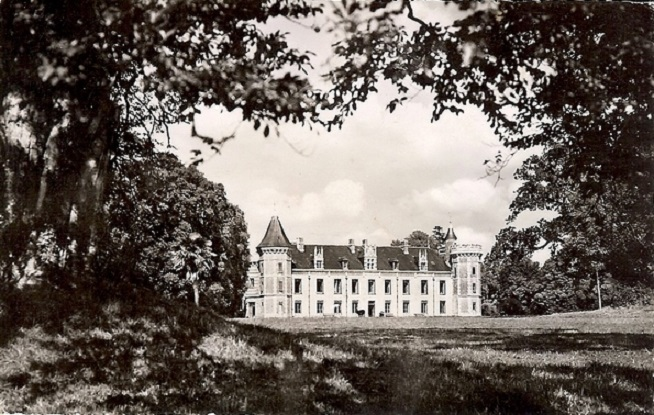
Le château du Cosquer vers 1920.

La persistance de la concentration de la propriété foncière
À Combrit, entre les deux guerres mondiales, trois propriétaires (la marquise de Mortemart, le docteur Fernand Chauvel et Jacques Queinnec, notaire à Pont-l'Abbé et sénateur), possèdent les trois-quarts des terres, la marquise de Mortemart ayant à elle seule de 30 à 40 fermes.
Louis de Penfentenyo de Kervéréguin, saint-cyrien de la promotion du chevalier Bayard (1923-1925), est mort pour la France en 1933 au Maroc.

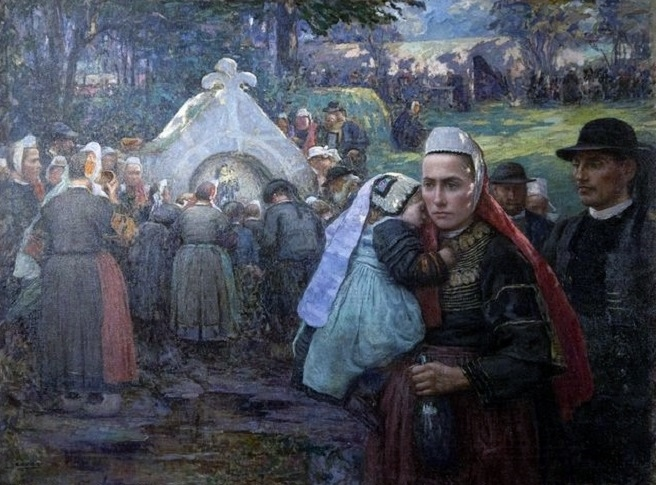
Henri Guinier : La fontaine miraculeuse, pardon des aveugles, chapelle de La Clarté à Combrit dans le Pays Bigouden (1914, Musée départemental breton).
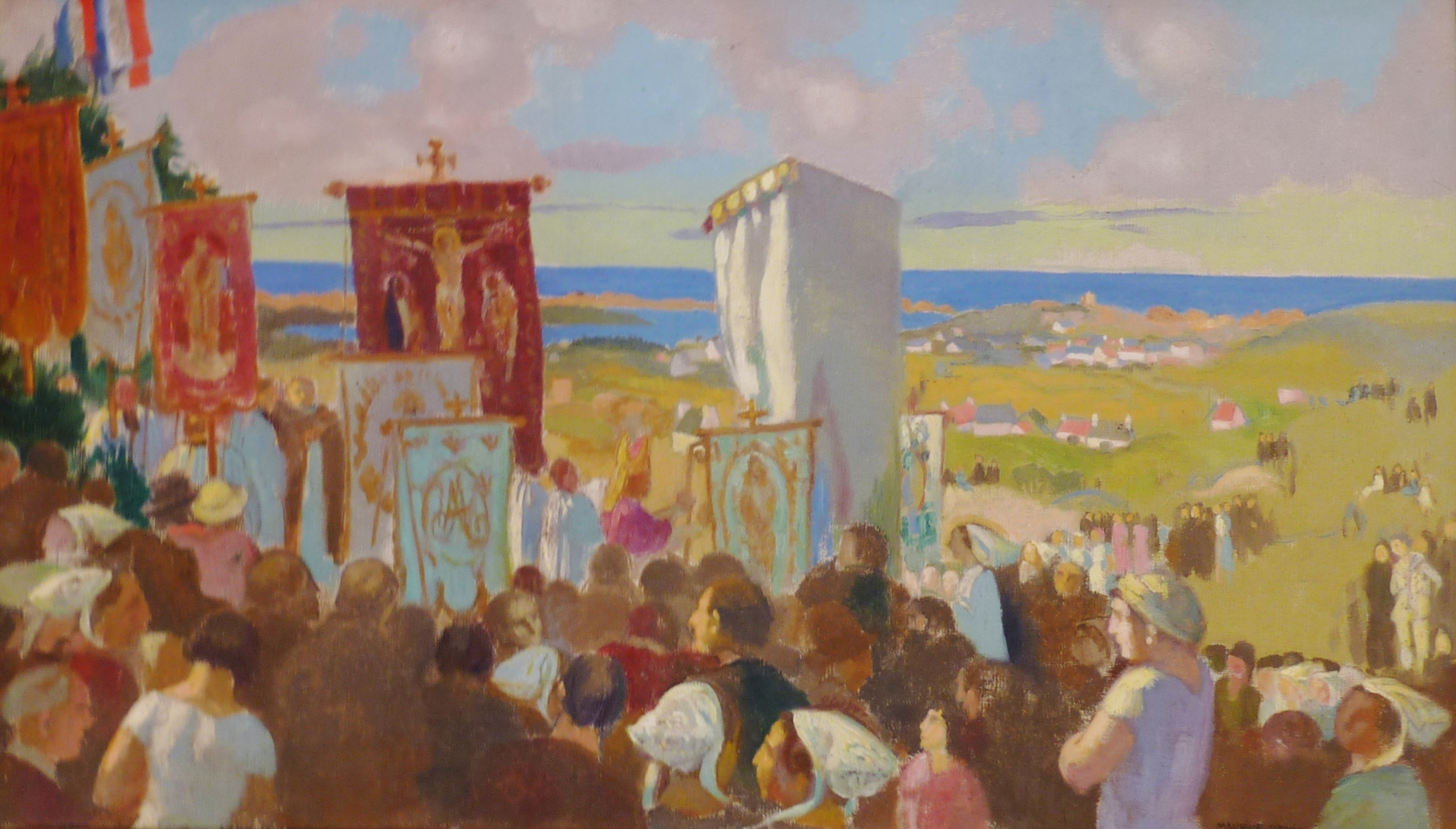
Maurice Denis : Le pardon de Notre-Dame de la Clarté (1926, manoir de Kerazan, fondation Astor).

#### La Seconde Guerre mondiale
Le monument aux morts de Combrit porte les noms de 25 personnes mortes pour la France pendant la Seconde Guerre mondiale : parmi elles, François de Penfentenyo de Kervéréguin chevalier de la Légion d'honneur et Croix de Guerre avec palme, est décédé le 23 mai 1940 à Blaregnies (Belgique) ; Félix Le Bleis, soldat du 25e régiment d'infanterie, est décédé le 10 juin 1940, Hervé Morvan, du 25e régiment d'artillerie, le 15 juin 1940 et Félix Diquélou, du 47e régiment d'infanterie, le 20 juin 1940, tous trois pendant la Débâcle ; Louis Adam, matelot chauffeur à bord du Mogador, est décédé lors de la bataille de Mers el-Kébir ; Jean Canevet et Pierre Tanniou sont des marins disparus en mer ; Corentin Castric est décédé au Maroc (il a été décoré à titre posthume de la Médaille militaire et de la Croix de guerre) ; Louis Garin est mort en déportation le 27 juin 1945 à Friedberg en Allemagne ; Jean Gerbet, soldat du 137e régiment d'infanterie le 15 février 1943 et René Castric sont décédés en captivité en Allemagne.
Deux aviateurs anglais, Richard Rigby et Walter Tonge, tués lors de la perte en mer de leur avion Mosquito abattu par la flak allemande au large de Bénodet le 30 juin 1944, sont inhumés dans le cimetière de Combrit.
Dans la nuit du 9 août 1944 un groupe de 22 résistants du Bataillon bigouden attaque au Corroac'h  un convoi allemand, constitué de 7 camions et un side-car, parti de Pont-l'Abbépour se replier dans la presqu'île de Crozon ; le combat fit un blessé parmi les résistants et de nombreuses victimes allemandes ; leur convoi dut se replier vers Sainte-Marine et traverser l'Odet. Une stèle au Corroac'h commémore ce combat.
Parmi les résistants originaires de Combrit, Robert Diquélou a une rue à son nom à Sainte-Marine.
Les Allemands ont construit, dans le cadre du Mur de l'Atlantique, plusieurs blockhaus, notamment à la pointe de Combrit (une casemate de type Regelbau 630 positionnée en direction de la plage et une casemate de type Regelbau 631 au pied du fort de Combrit), à la plage du Treustel (positionné dans la dune au milieu de la plage, il a été dégagé de la dune par l'action de l'érosion et détruit en 2017) et un Tobrouk (un abri bétonné) le long de la rive de l'estuaire de l'Odet (visible au pied de l'actuel pont de Cornouaille).

#### L'après-Seconde Guerre mondiale
Alain de Penfentenyo de Kervéréguin et Jean Le Nir sont morts pour la France pendant la guerre d'Indochine.
Les salaisons Jaouen, créées en 1925 dans un atelier installé face à l'église, déménagées au lieu-dit « Bonèze » après la Seconde Guerre mondiale, employèrent jusqu'à une centaine de personnes vers 1968, mais fermèrent en 1983.

## Politique et administration

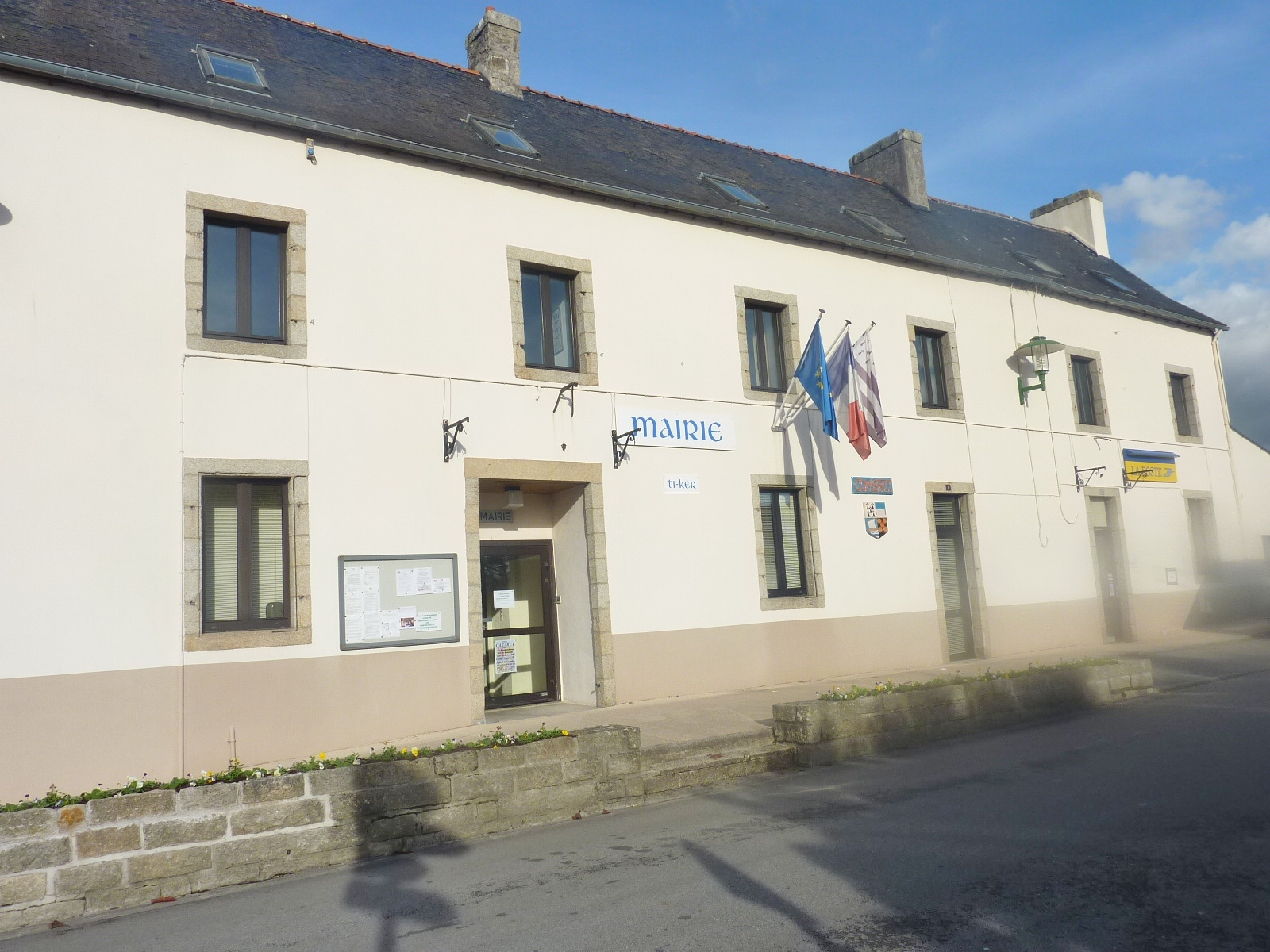
Combrit : la mairie (Ti-Ker) et la poste.

### Administration municipale
Le nombre d'habitants au dernier recensement étant compris entre 2 500 et 3 499, le nombre de membres du conseil municipal est de 23.

### Jumelages
- Grafenhausen (Allemagne)

## Population et société

### Démographie
L'évolution du nombre d'habitants est connue à travers les recensements de la population effectués dans la commune depuis 1793. Pour les communes de moins de 10 000 habitants, une enquête de recensement portant sur toute la population est réalisée tous les cinq ans, les populations de référence des années intermédiaires étant quant à elles estimées par interpolation ou extrapolation. Pour la commune, le premier recensement exhaustif entrant dans le cadre du nouveau dispositif a été réalisé en 2005.

En 2022, la commune comptait 4 271 habitants, en évolution de +5,51 % par rapport à 2016 (Finistère : +2,16 %, France hors Mayotte : +2,11 %).
| 1793  | 1800  | 1806  | 1821  | 1831  | 1836  | 1841  | 1846  | 1851  |
| ----- | ----- | ----- | ----- | ----- | ----- | ----- | ----- | ----- |
| 1 145 | 1 392 | 1 340 | 1 516 | 1 617 | 1 640 | 1 623 | 1 696 | 1 616 |

| 1856  | 1861  | 1866  | 1872  | 1876  | 1881  | 1886  | 1891  | 1896  |
| ----- | ----- | ----- | ----- | ----- | ----- | ----- | ----- | ----- |
| 1 650 | 1 778 | 1 836 | 1 870 | 2 108 | 2 354 | 2 390 | 2 421 | 2 553 |

| 1901  | 1906  | 1911  | 1921  | 1926  | 1931  | 1936  | 1946  | 1954  |
| ----- | ----- | ----- | ----- | ----- | ----- | ----- | ----- | ----- |
| 2 630 | 2 641 | 2 760 | 2 730 | 2 628 | 2 574 | 2 442 | 2 479 | 2 292 |

| 1962  | 1968  | 1975  | 1982  | 1990  | 1999  | 2005  | 2006  | 2010  |
| ----- | ----- | ----- | ----- | ----- | ----- | ----- | ----- | ----- |
| 2 262 | 2 233 | 2 302 | 2 495 | 2 673 | 3 165 | 3 364 | 3 394 | 3 521 |

| 2015  | 2020  | 2022  | - | - | - | - | - | - |
| ----- | ----- | ----- | - | - | - | - | - | - |
| 4 011 | 4 236 | 4 271 | - | - | - | - | - | - |

Commentaire : La population de Combrit a été multipliée par 3,3 en un peu plus de deux siècles (entre 1793 et 2013), mais cette augmentation n'a pas été constante : un premier pic démographique est atteint en 1911 avec 2 760 habitants (la population a été multipliée par 2,4 entre 1793 et 1911) ; un déclin démographique persiste pendant une cinquantaine d'années entre 1911 et 1968, année où la population n'est plus que de 2 233 habitants, la commune ayant perdu 527 habitants en 57 ans, en raison de l'exode rural ; par contre depuis 1968, l'augmentation de la population est constante, la commune gagnant 1593 habitants en 45 ans et le rythme d'augmentation va en s'accélérant, l'attractivité de la commune croissant en raison de sa situation littorale et de sa proximité de l'agglomération quimpéroise.
La population communale augmente en raison d'une immigration nette notable : depuis 1968, le solde migratoire est constamment positif, compris selon les intervalles intercensitaires entre + 1 % et + 2,1 % l'an (+ 1,9 % l'an entre 2007 et 2012) ; par contre le solde naturel est constamment négatif ces dernières décennies, compris entre - 0,2 % et - 0,8 % l'an selon les années (- 0,3 % l'an entre 2007 et 2012). Entre 2007 et 2014 inclus, le nombre total des décès a été de 367 alors que celui des naissances n'a été que de 263 ; entre 2007 et 2012, le taux de natalité a été en moyenne de 9,3 pour mille et le taux de mortalité de 12,4 pour mille, le taux d'accroissement naturel étant donc négatif (- 3,1 pour mille).
Le nombre des résidences principales (1 475 en 2007, 1 671 en 2012) va croissant, en raison de la construction de plusieurs lotissements ces dernières décennies à la périphérie du bourg et de Sainte-Marine, mais celui des résidences secondaires augmente encore plus vite (956 en 2007, 1 193 en 2012 ; elles forment en 2012 plus de 40 % du parc immobilier total constitué à plus de 92 % de maisons individuelles) en raison de son attractivité balnéaire, qui entraîne aussi, en raison de l'afflux de retraités, un certain vieillissement de la population : en 2012 les 65 ans et plus représentaient 24,8 % de la population totale alors que les 0 à 19 ans n'en représentaient que 16,3 %.
En 2012, il ne subsistait que quatre agriculteurs exploitants dans la commune (24 en 2007) ; les migrants pendulaires sont nombreux : 47, 6 % des actifs combritois en 2012 travaillaient à l'extérieur de la commune, principalement à Quimper ; la commune est donc partiellement une ville-dortoir.
Entre 2011 et 2016 Combrit est la commune la plus dynamique démographiquement du Pays Bigouden, passant de 3 620 habitants en 2011 à 4 048 habitants en 2016.

### Manifestations culturelles et festivités

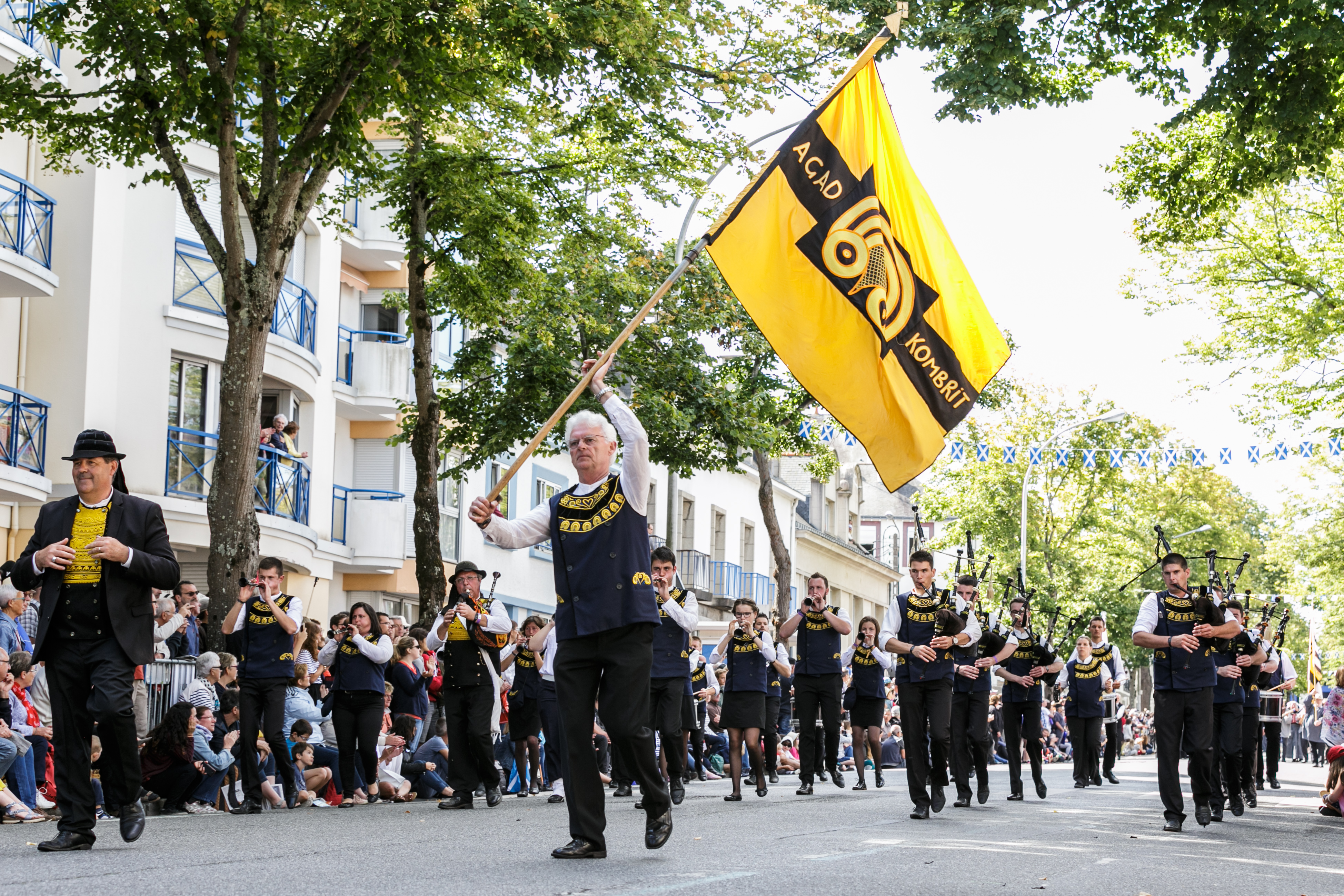
Le bagad au festival interceltique de Lorient.

Le bagad et le cercle celtique de Combrit sont régulièrement primés au Festival interceltique de Lorient et dans d'autres manifestations culturelles.

### Sports
Combrit est l'un des sites où se pratique la galoche bigoudène.

### Cultes
Outre l'église paroissiale, placée sous l'invocation de saint Tugdual, la paroisse compte deux chapelles actives, l'une dédiée à sainte Marine, l'autre à Notre Dame de la Clarté.

## Économie

### Revenus de la population et fiscalité
En 2010, le revenu fiscal médian par ménage était de 32 220 €, ce qui plaçait Combrit au 10 371e rang parmi les 31 525 communes de plus de 39 ménages en métropole.

### Emploi
En 2009, la population âgée de 15 à 64 ans s'élevait à 2 055 personnes, parmi lesquelles on comptait 69,2 % d'actifs dont 63,6 % ayant un emploi et 5,6 % de chômeurs.
On comptait 738 emplois dans la zone d'emploi, contre 594 en 1999. Le nombre d'actifs ayant un emploi résidant dans la zone d'emploi étant de 1 312, l'indicateur de concentration d'emploi est de 56,3 %, ce qui signifie que la zone d'emploi n'offre qu'un peu plus d'un emploi emplois pour deux habitants actifs.

### Entreprises et commerces
Au 31 décembre 2010, Combrit comptait 300 établissements : 28 dans l'agriculture-sylviculture-pêche, 16 dans l'industrie, 43 dans la construction, 167 dans le commerce-transports-services divers et 46 étaient relatifs au secteur administratif.
En 2011, 23 entreprises ont été créées à Combrit, dont 12 par des autoentrepreneurs.

## Culture locale et patrimoine

### Lieux et monuments

#### Lieux et monuments remarquables
La commune compte deux monuments répertoriés à l'inventaire des monuments historiques et aucun lieu ou monument répertorié à l'inventaire général du patrimoine culturel :
- l'abri du marin, construit en 1904, inscrit depuis le 1er octobre 2007[149] ;
- la stèle protohistorique, inscrite depuis le 14 juin 1973[150].

Par ailleurs, elle compte deux objets répertoriés à l'inventaire des monuments historiques et aucun objet répertorié à l'inventaire général du patrimoine culturel :
- une garniture d'autel composée d'une croix et six chandeliers, en cuivre argenté, daté de l'époque Louis XIV, classée depuis le 23 février 1960[153] ;
- une sculpture représentant la Trinité, inscrite depuis le 14 juin 1973[154].

#### Autres lieux et monuments de
On peut citer également :
- l'Anse du Pouldon, gérée par le Conservatoire du littoral[155] : les vasières et prés salés y occupent de vastes étendues et, en fonction de leur recouvrement plus ou moins important selon les endroits et selon les marées, ces habitats naturels accueillent une végétation caractéristique des estuaires, permettant aux oiseaux (c'est une zone d'hivernage pour les limicoles) de s'y reposer et de s'y alimenter, grâce aux micro-organismes, mollusques, crustacés et vers qui se trouvent dans la vase qui s'y est accumulée. Un sentier de randonnée, tronçon du GR 34, a été ouvert en 2023 le long de la rive combritoise de l'anse, permettant désormais aux randonneurs de profiter des paysages de ce site classé Natura 2000[156].

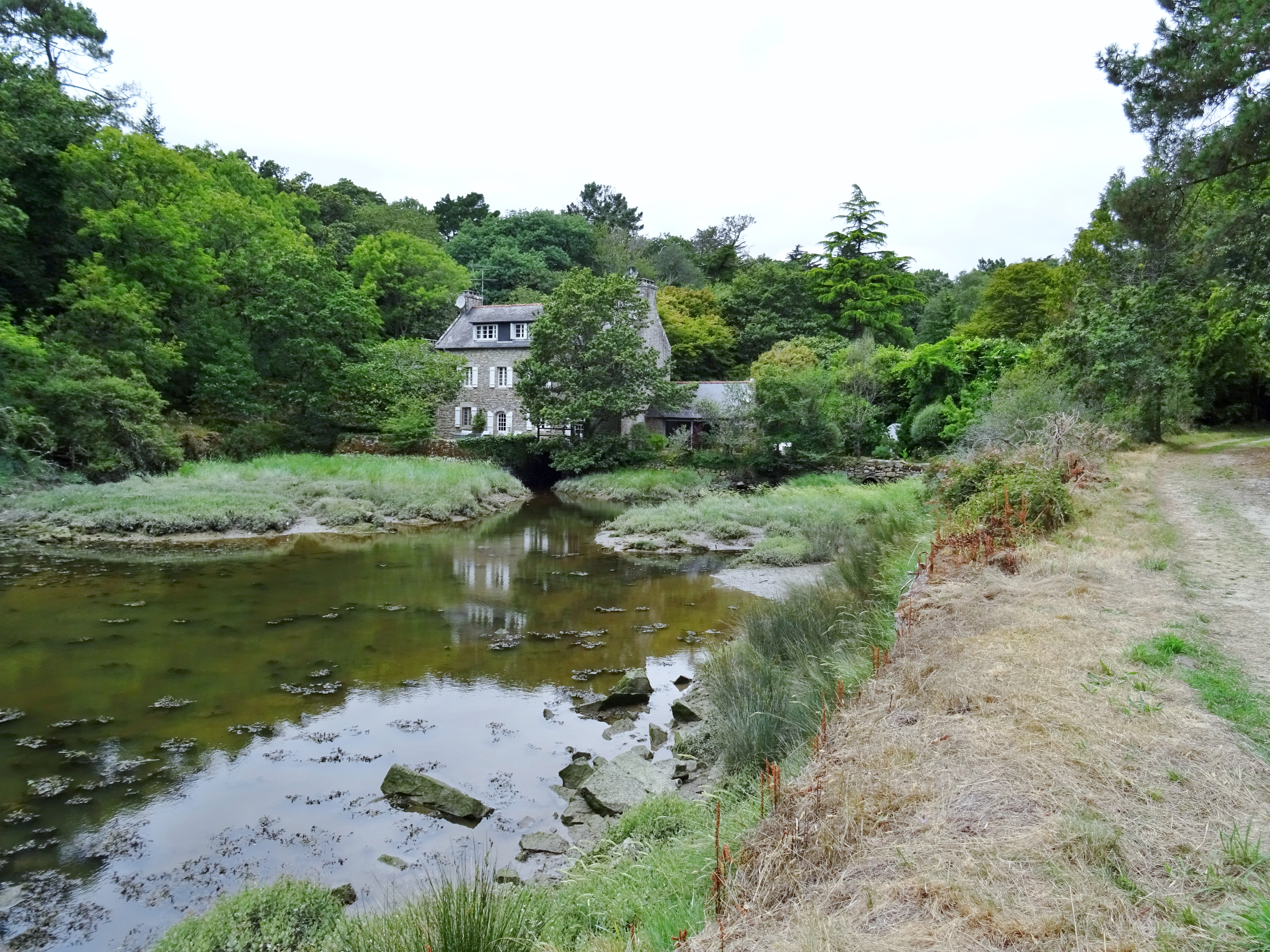
L'extrémité nord de l'anse du Pouldon (estuaire du minuscule fleuve côtier Tréméoc) et le moulin de Pouldon Kergadec.
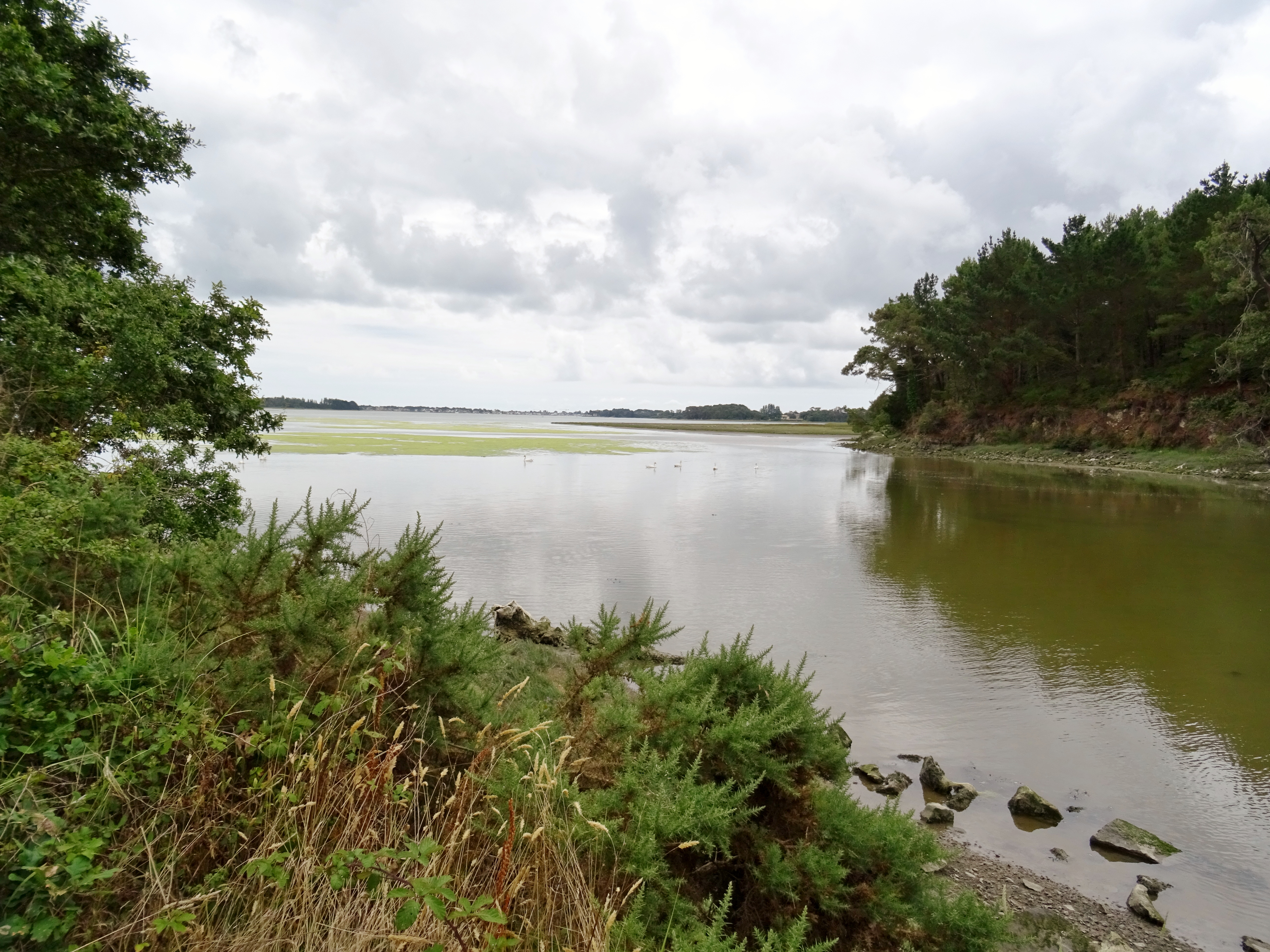
L'Anse du Pouldon vue depuis son extrémité nord (près de Kergadec, en Combrit).
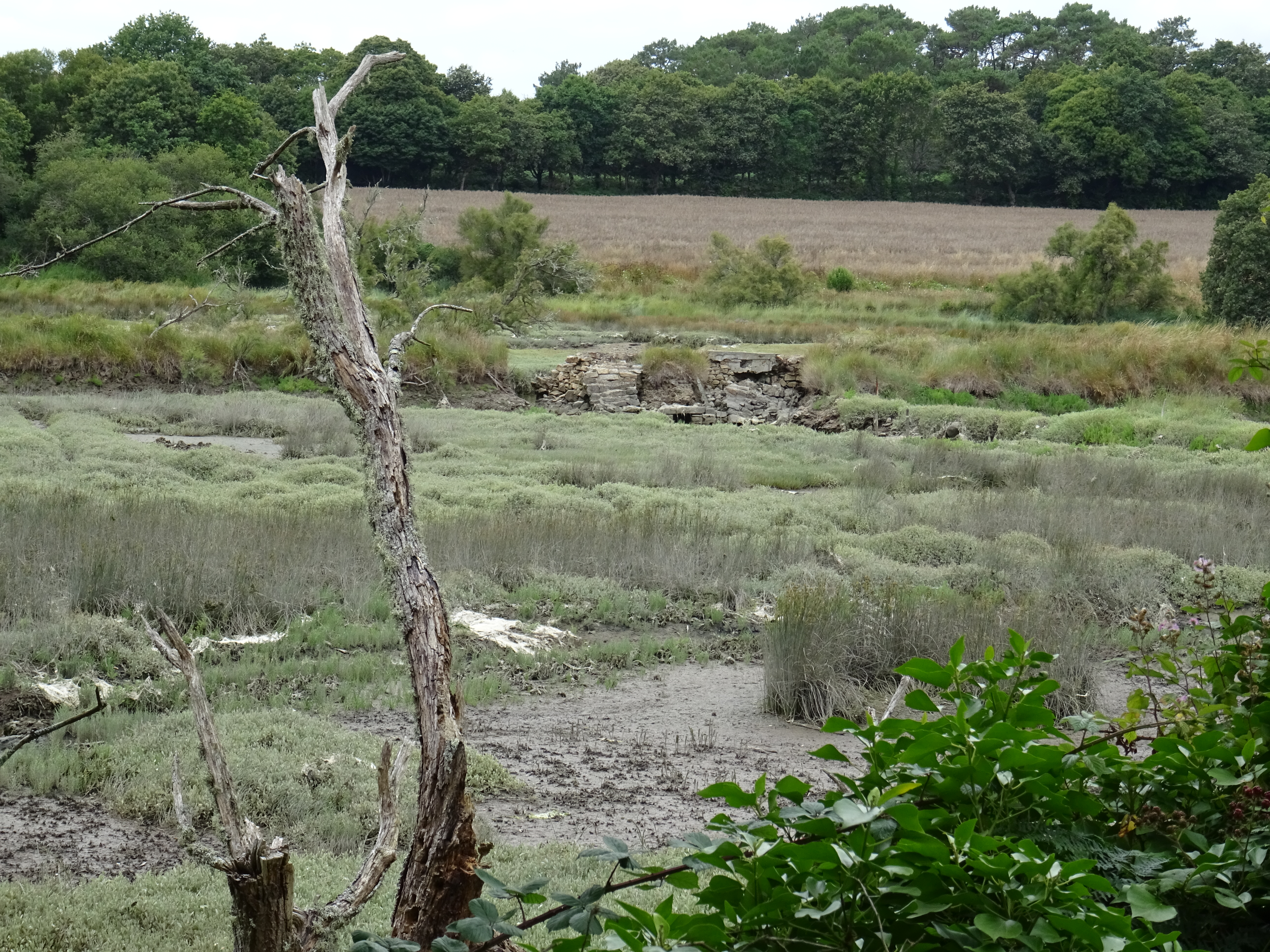
Anse du Pouldon ː ancienne digue ruinée à l'ouest de Kerboul.
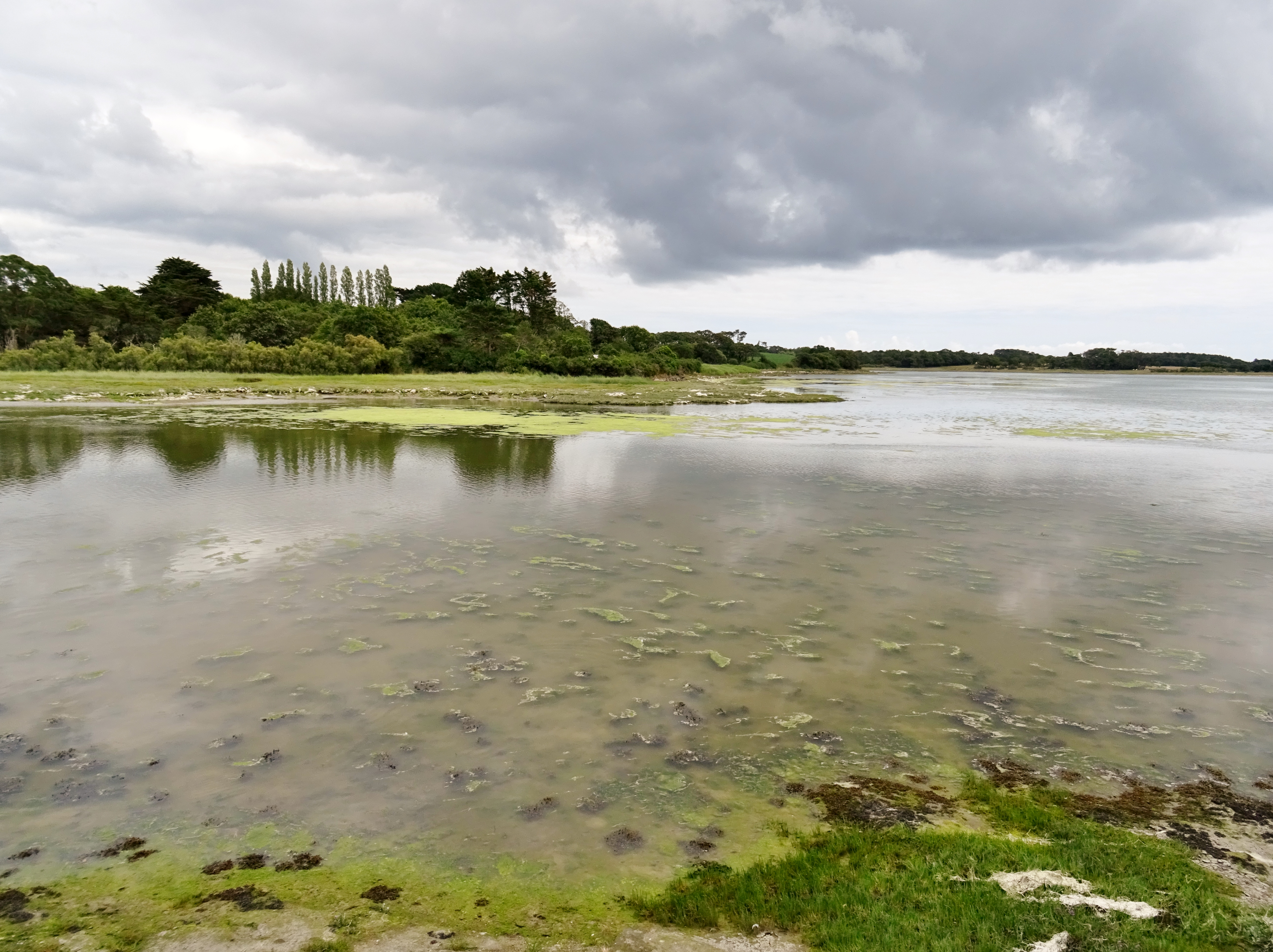
Anse du Pouldon ː l'anse de Ty Conan et la pointe située à l'ouest de Ty Rhu, vues depuis le GR 34 au sud de Tromarzin Dinaou.
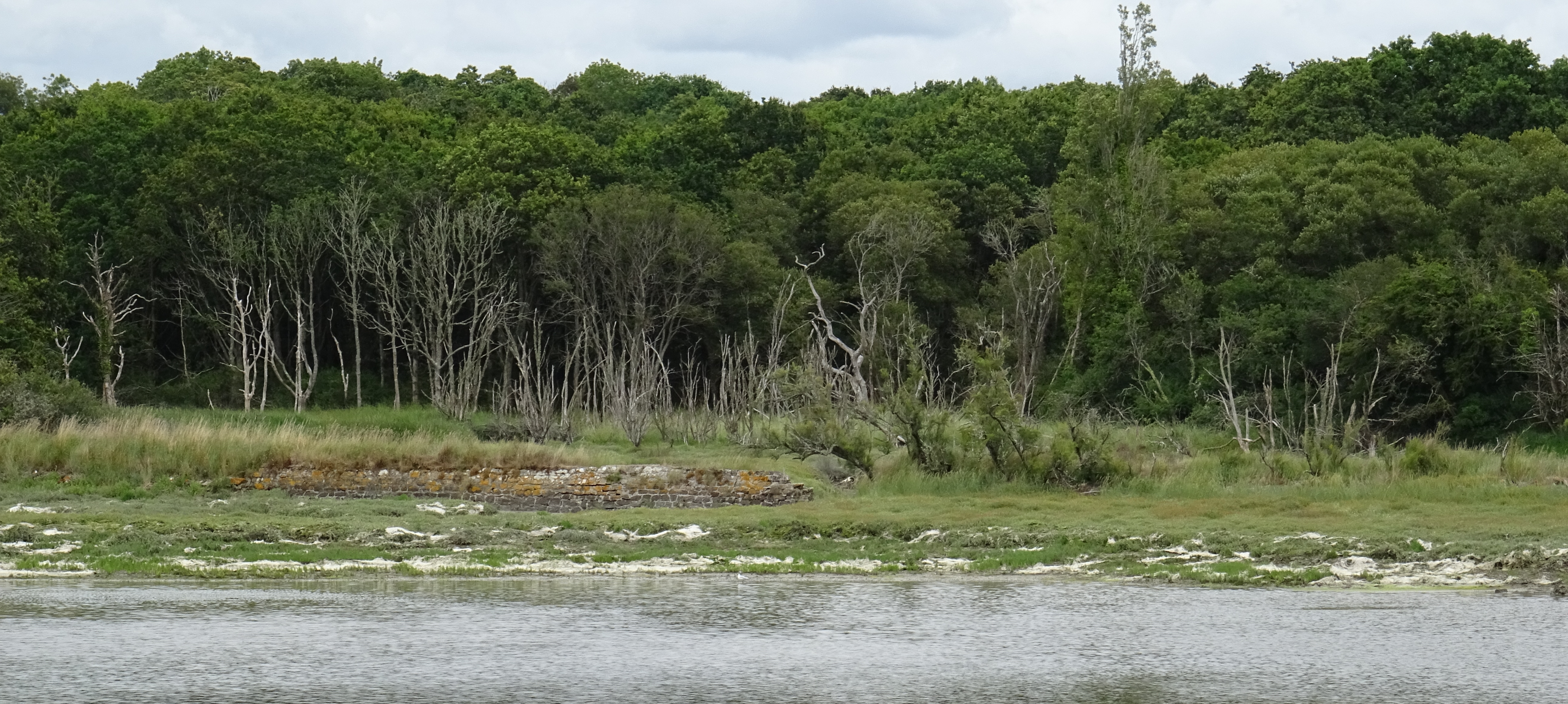
Anse du Pouldon ː digue désaffectée barrant une anse au sud de Tromarzin Dinaou (l'anse est redevenue un marais maritime).

- le Phare de Sainte-Marine ;
- la Pointe de Combrit et son corps de garde pour 8 hommes (maison Ti Napoléon), ancien casernement d'une batterie côtière datant du XVIIIe siècle[157] ;
- le fort de Combrit (situé près de la Pointe de Combrit, à Sainte-Marine), construit en 1861-1862 est le réduit d'une batterie, opérationnelle pendant une trentaine d'années. Ce corps de garde crénelé modèle 1846 prévu pour accueillir 60 hommes, fut occupé par les Allemands pendant la Seconde Guerre mondiale. En 1990, il a été acheté par la commune de Combrit, qui l'a restauré et il sert désormais de lieu pour des expositions temporaires[158] ;

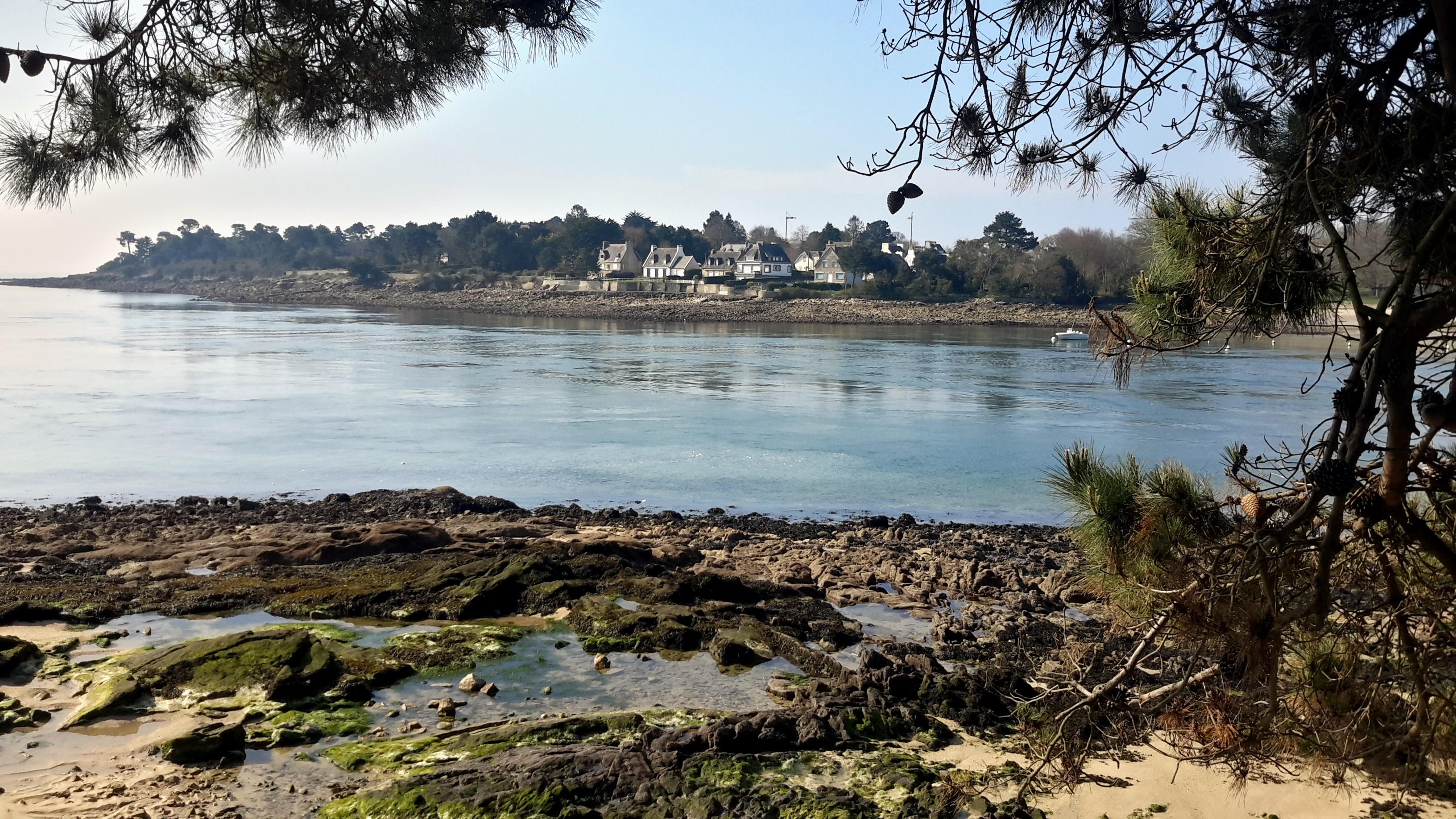
La Pointe de Combrit vue depuis Bénodet.
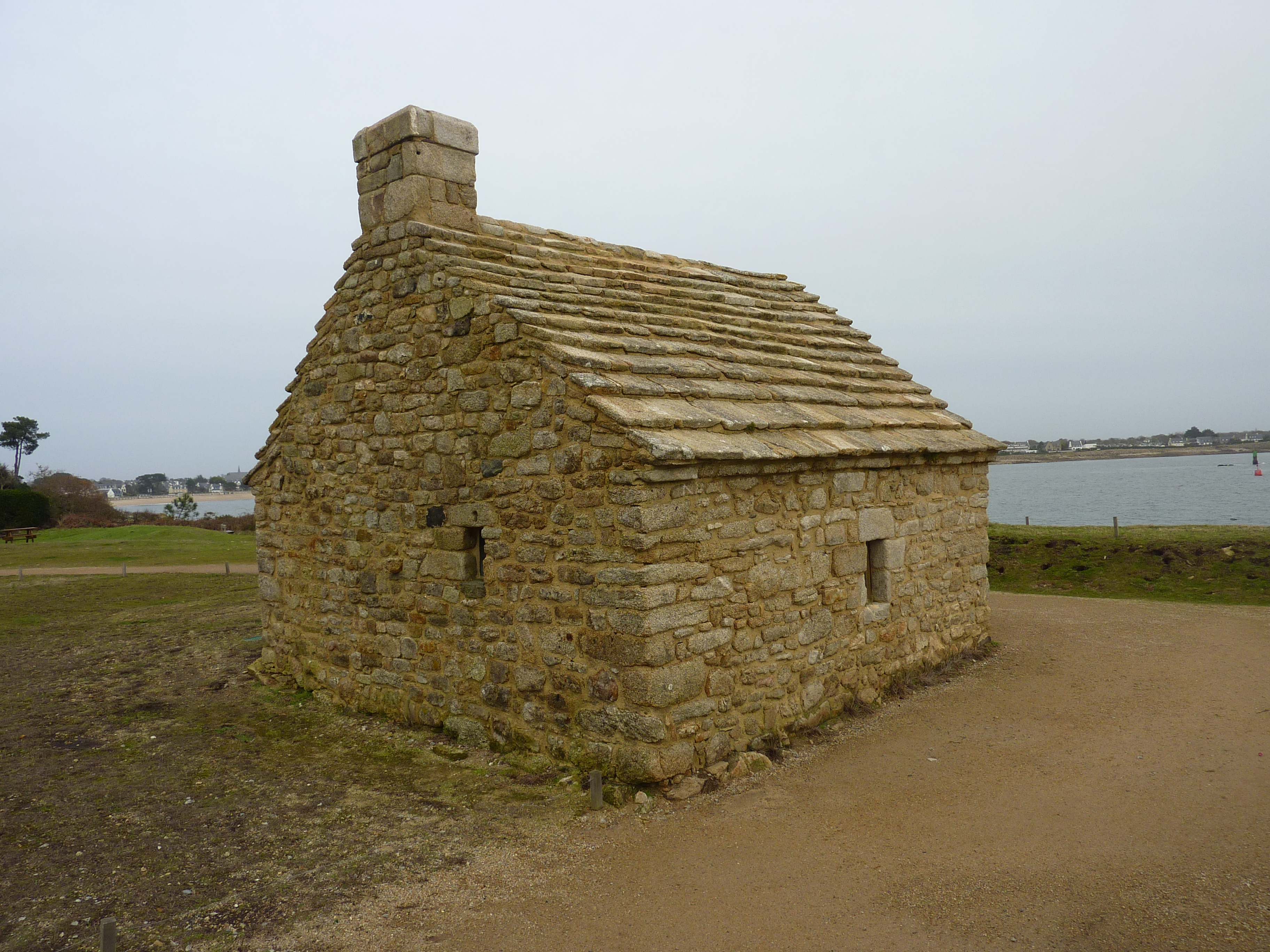
Le poste de garde (datant du XVIIIe siècle) à la Pointe de Combrit.
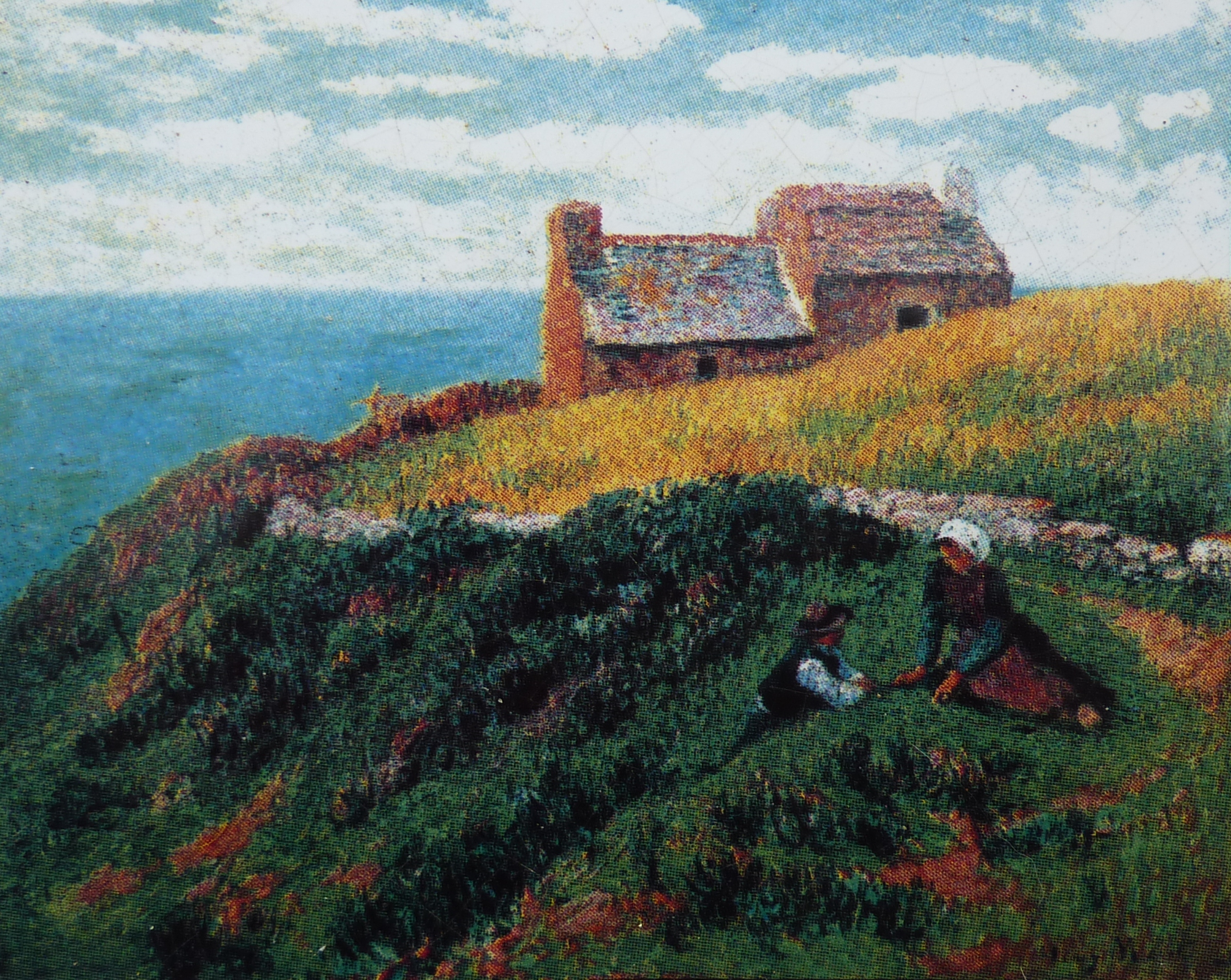
Henry Moret : Jour de calme à Sainte-Marine.
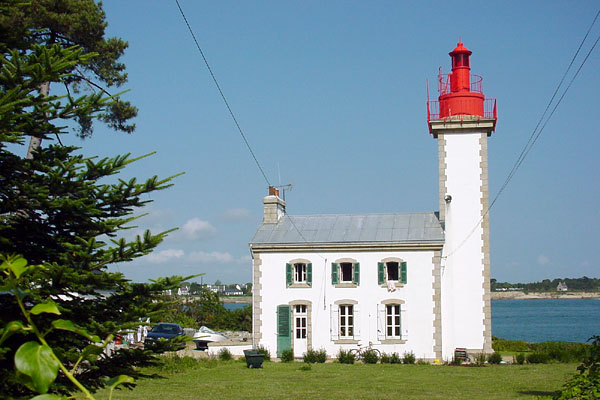
Le phare de Sainte-Marine.
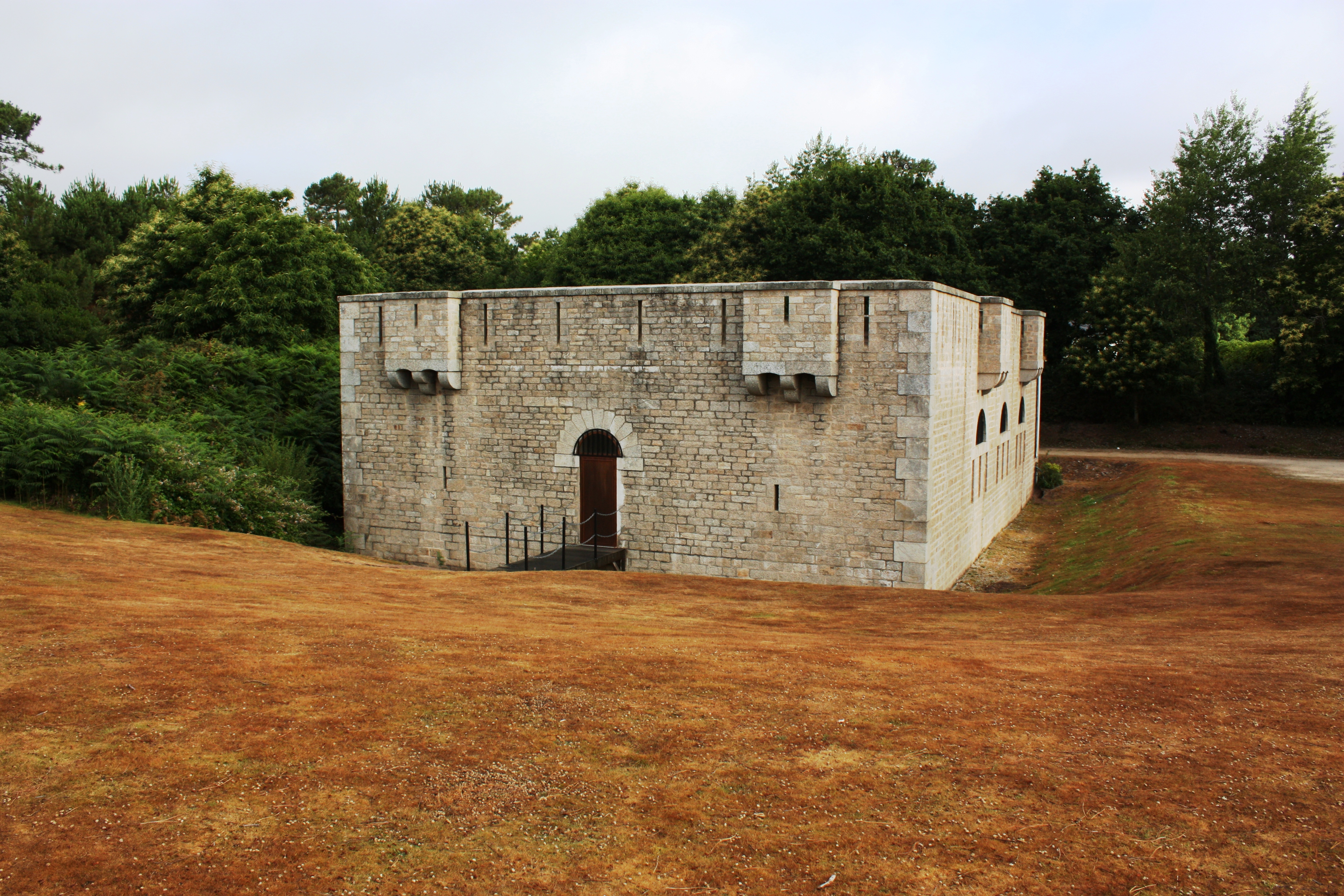
Le fort de Combrit 1 (à Sainte-Marine).
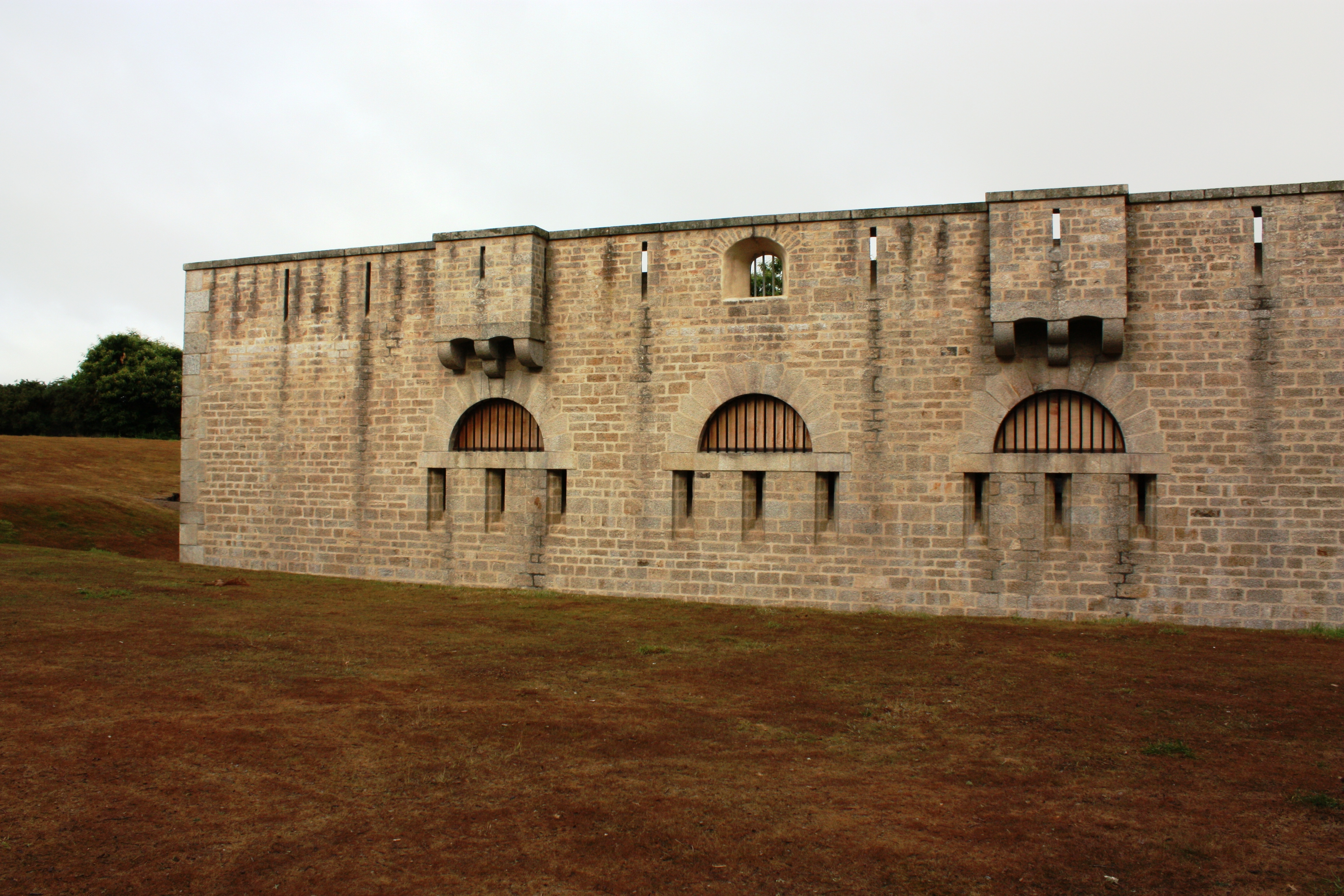
Le fort de Combrit 2 (à Sainte-Marine).

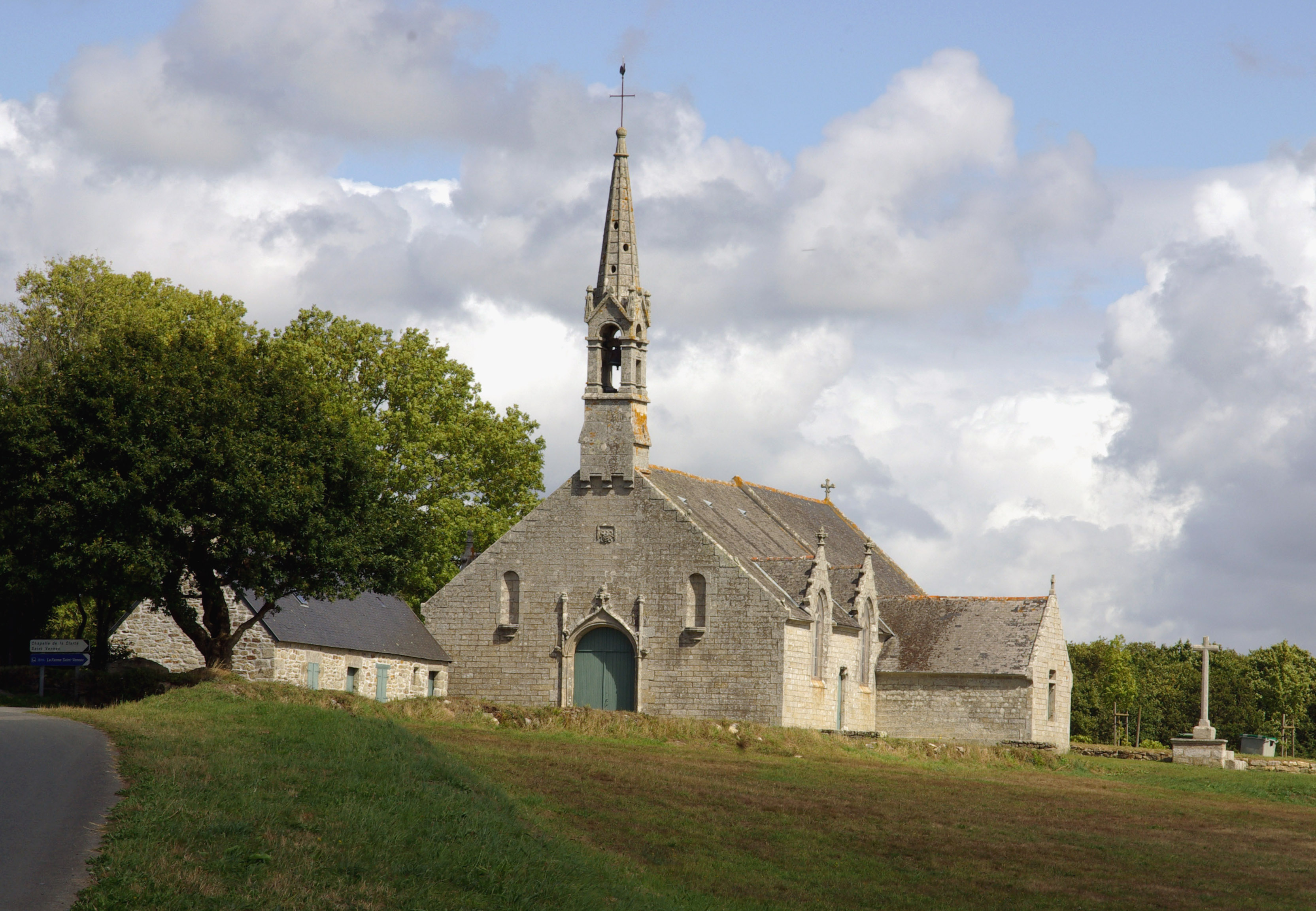
Vue de la chapelle Notre-Dame-de-la-Clarté de Combrit.

- la chapelle Notre-Dame-de-la-Clarté, dite aussi chapelle Saint-Vennec. Un tableau du peintre Émile Simon la représente : Pardon de la chapelle de la Clarté (collection du domaine départemental du Finistère au domaine de Squividan, legs Madeleine Fié-Fieux). Les panneaux d'un chemin de croix créés en 1933 par Xavier de Langlais, qui se trouvaient dans la chapelle désaffectée du lycée Saint-Gabriel de Pont-l'Abbé, ont été installés en 2007 dans la chapelle Notre-Dame-de-la-Clarté ;

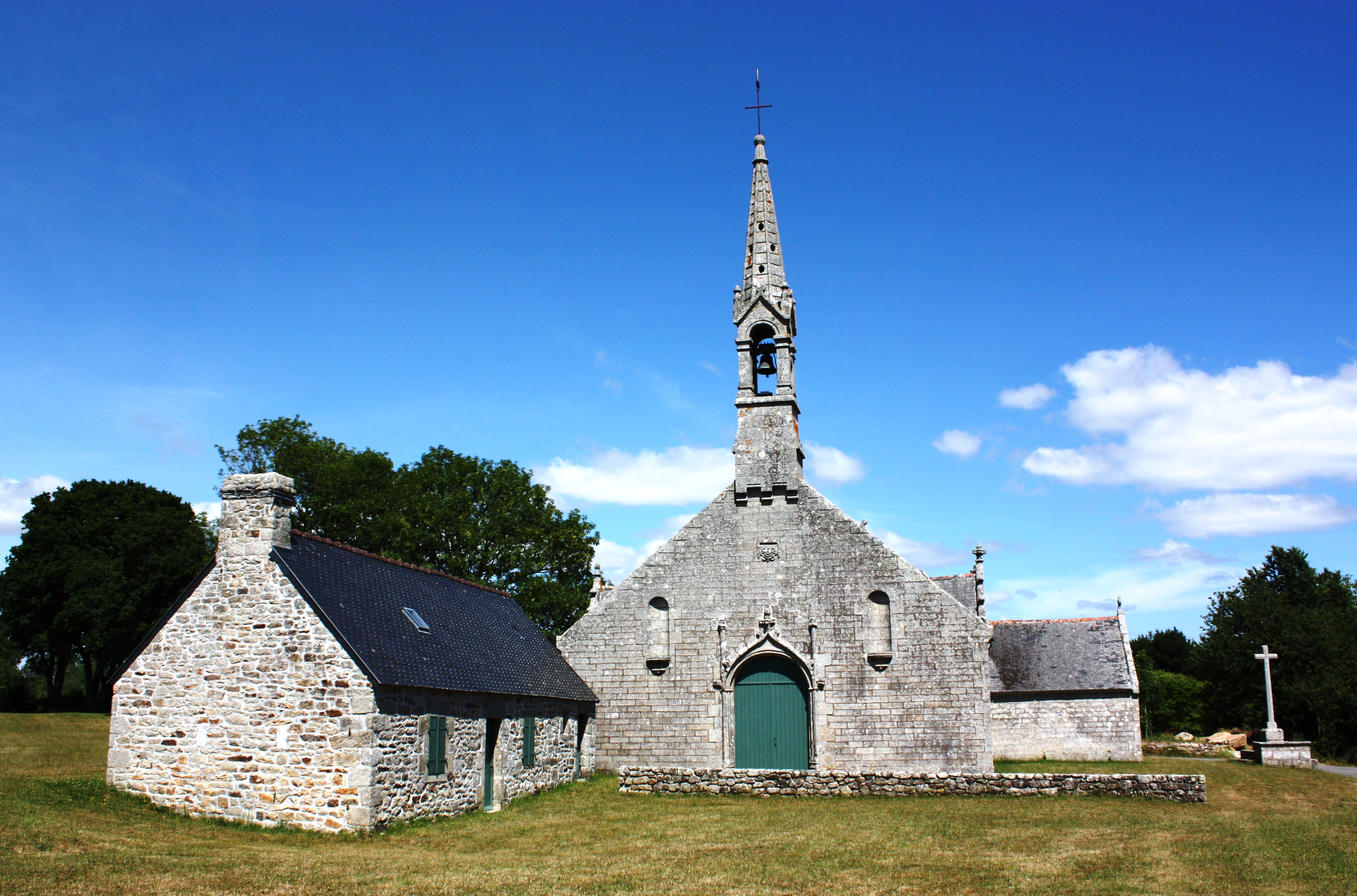
Combrit : la chapelle Saint-Vennec : vue extérieure d'ensemble 1.
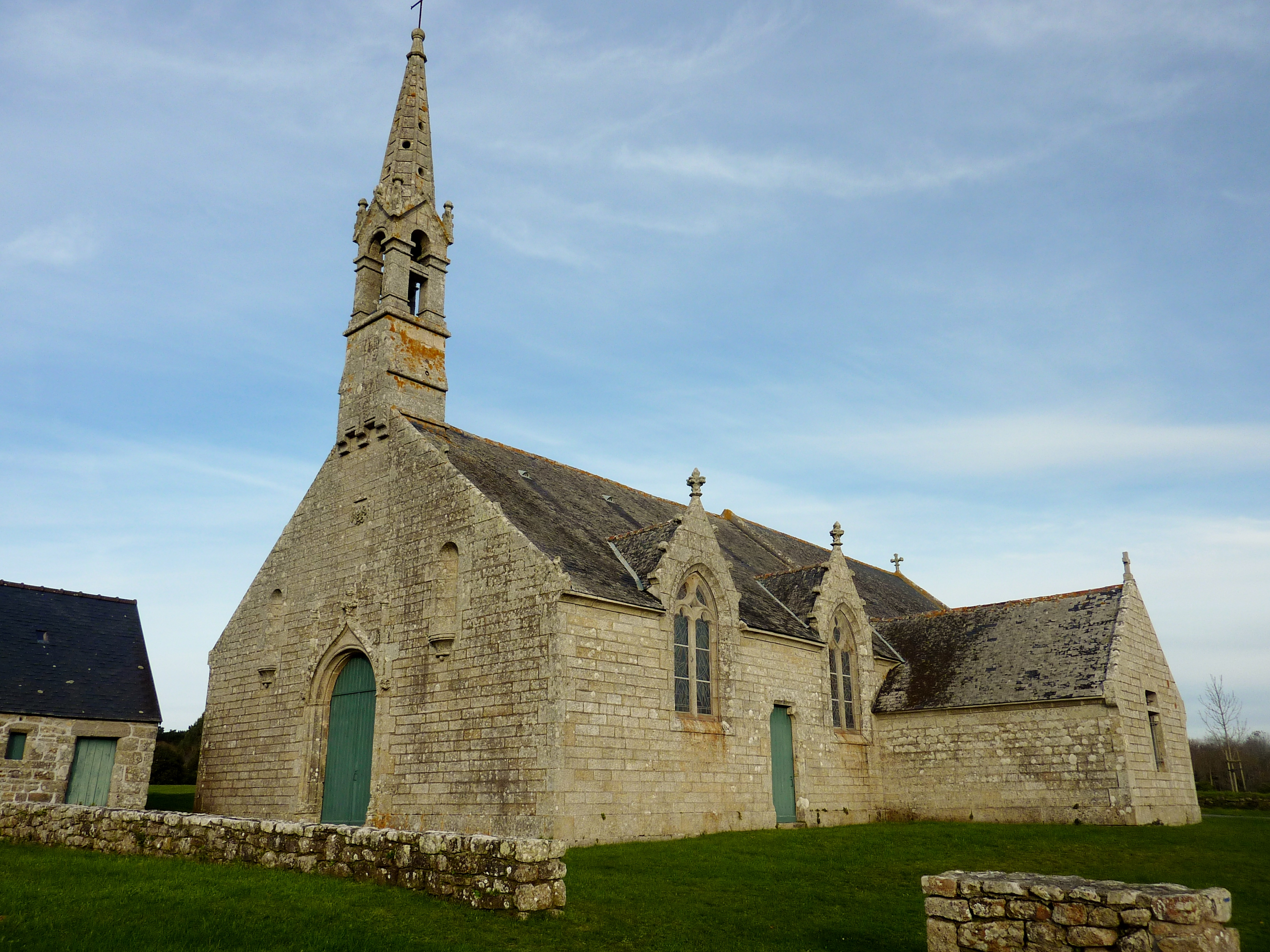
Combrit : la chapelle Saint-Vennec : vue extérieure d'ensemble 2.
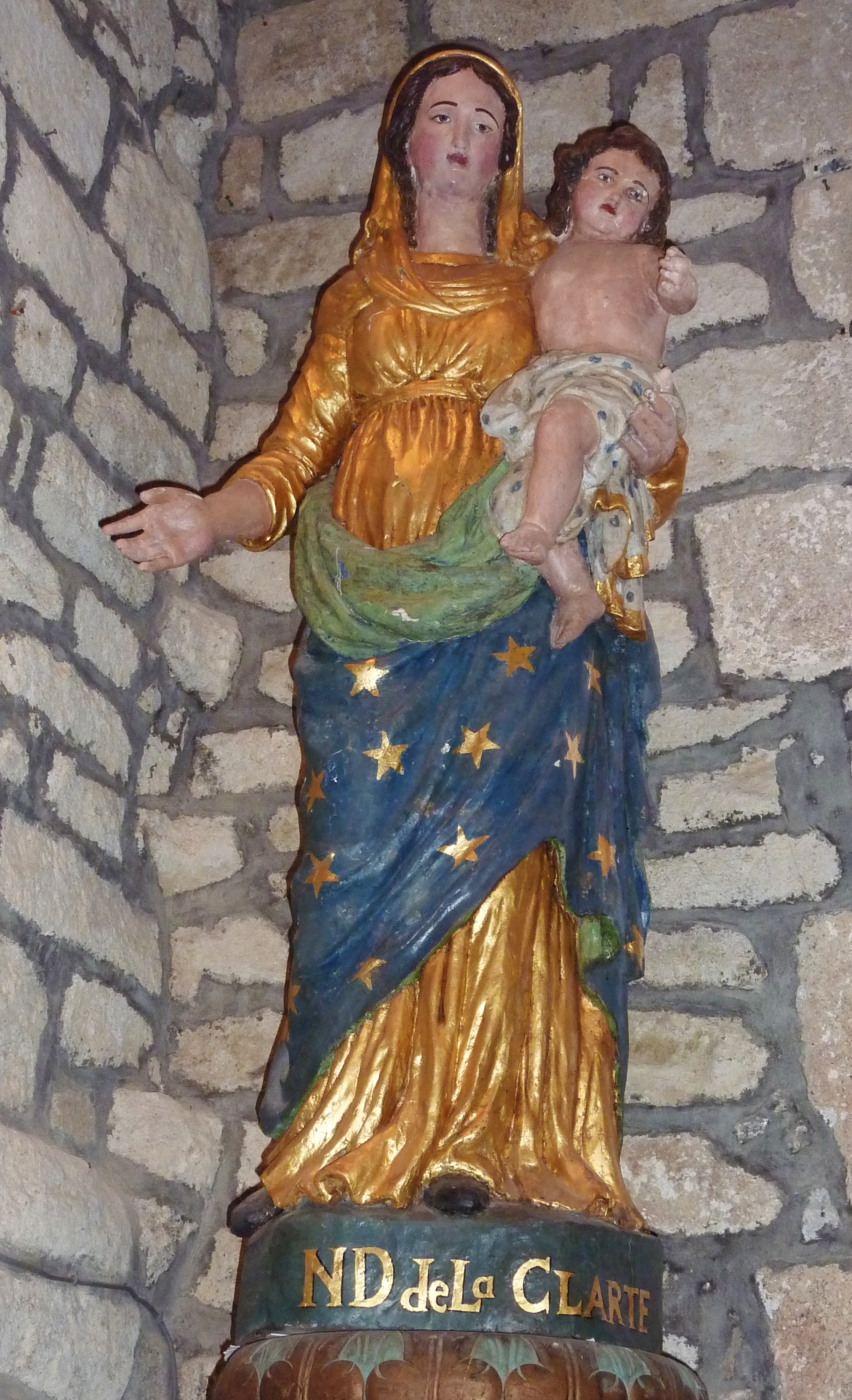
Combrit : chapelle Saint-Vennec, statue de Notre-Dame de la Clarté.
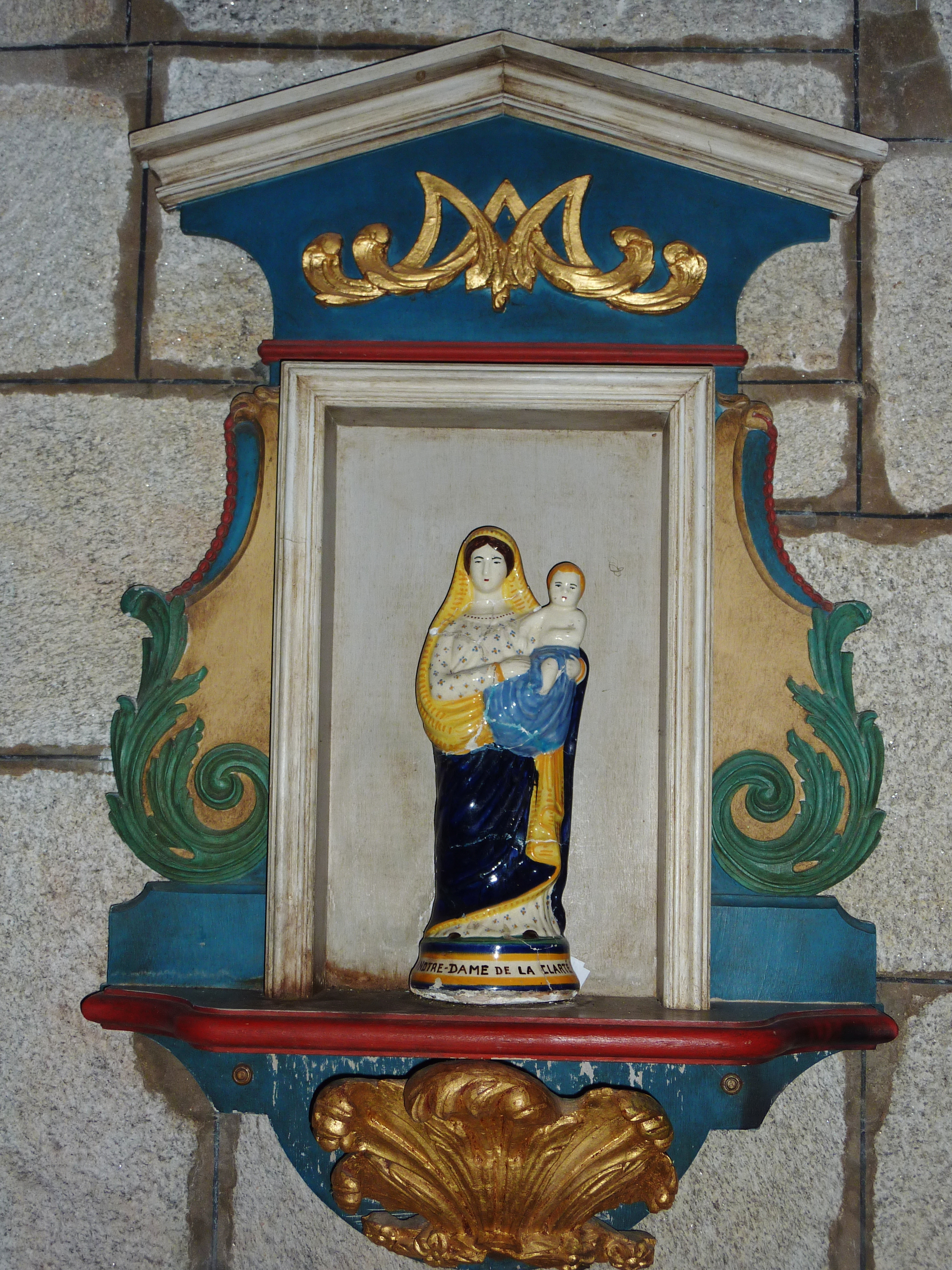
Combrit : chapelle Saint-Vennec, statue de Notre-Dame de la Clarté en faïence de Quimper.
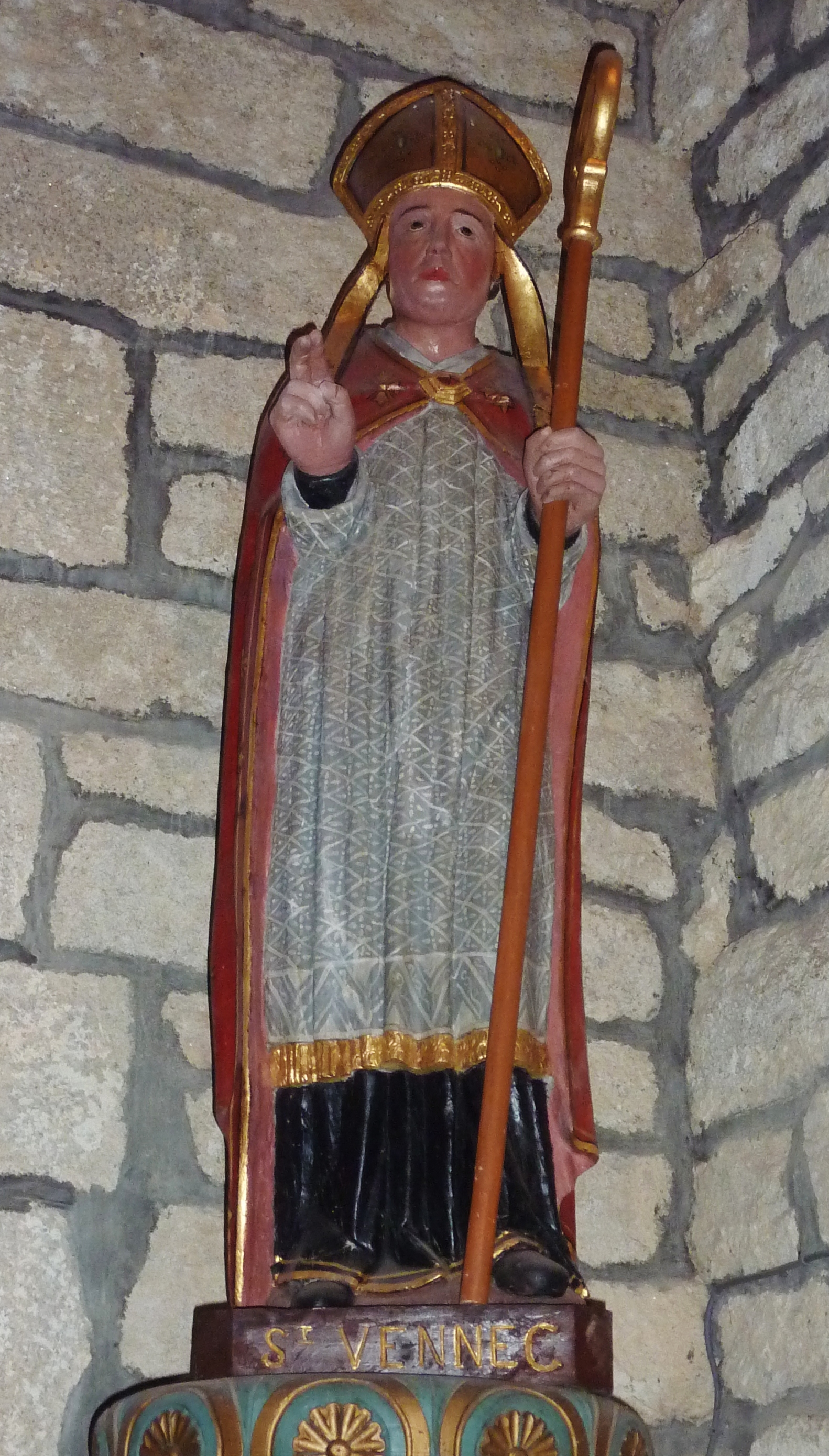
Combrit : chapelle Saint-Vennec, statue de saint Vennec.

- l'église paroissiale Saint-Tugdual, dédiée à saint Tugdual, édifiée à la fin du XIIIe siècle ou au début du XIVe siècle (raison pour laquelle les deux piliers et arches de gauche, les plus proches du maître-autel, sont de style roman), fut largement remaniée à la fin du XVe siècle ou dans la première moitié du XVIe siècle (les quatre autres piliers datent de cette époque). Les plus anciennes poutres sablières sculptées datent de cette époque. Les retables datent du XVIIe siècle, le bénitier de 1611, le baptistère des XVIe siècle et XVIIIe siècle, le cadran solaire du XVIe siècle, la chaire du XVIIIe siècle ; parmi les statues, une représente saint Tugdual et une autre saint Jean Discalceat. En représailles de la Révolte des Bonnets rouges, la flèche gothique de l'église fut arasée en 1675 et ce n'est qu'en 1774 que le roi Louis XVI accorda le droit de reconstruire le clocher actuel, à dôme et à lanternon. Le pardon de Saint Tugdual est organisé en décembre[159]. Son clocher en forme de trois dômes a été reconstruit après 1774, date à laquelle Louis XVI en autorisa la construction ; le clocher antérieur avait été démoli en 1675 à la suite de la Révolte des Bonnets Rouges. Ce type de clocher est surnommé "dôme Bigot" du nom de l'architecte diocésain en fonction en 1774, Étienne Bigot, grand-père de l'architecte Joseph Bigot.

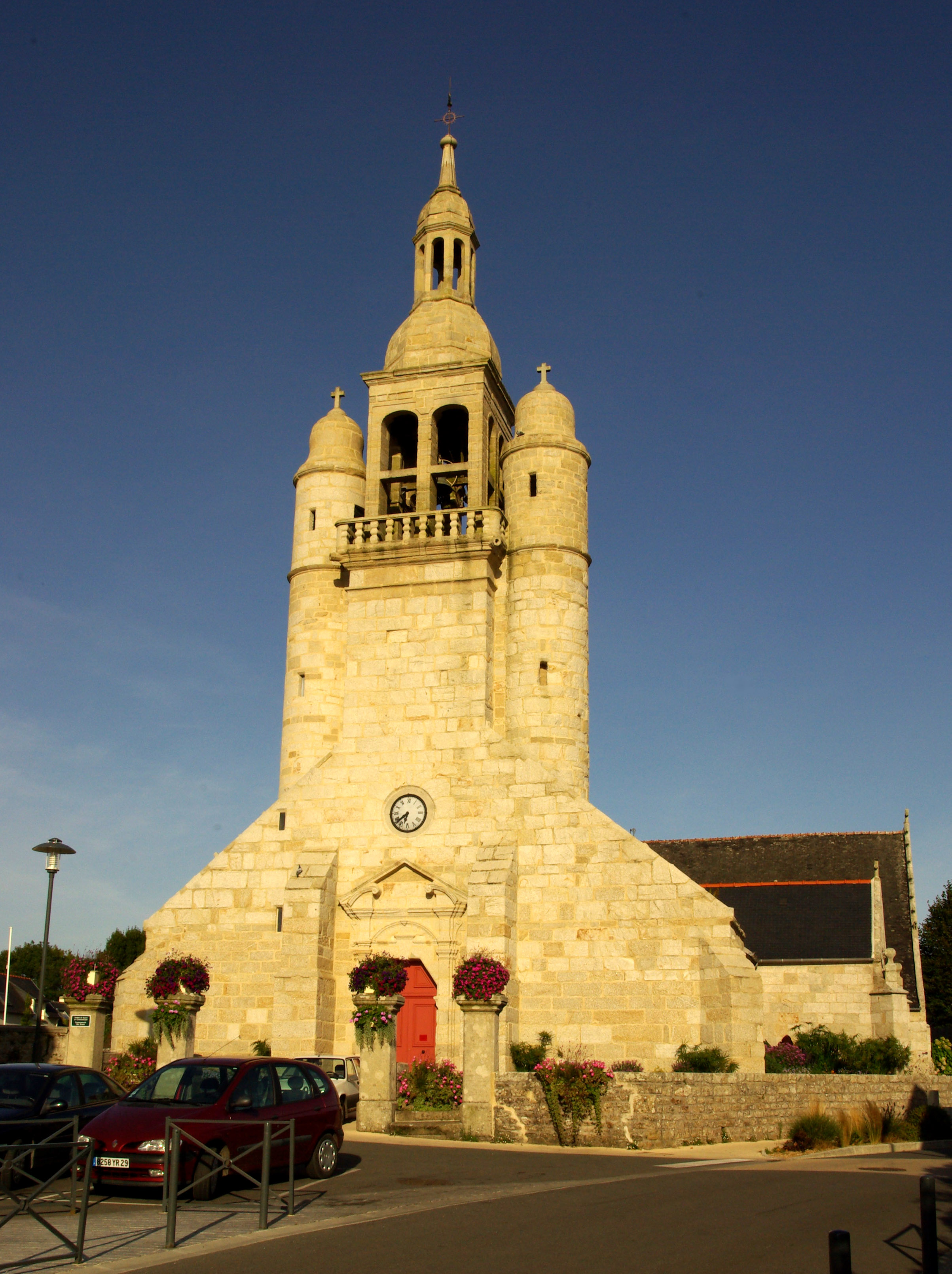
Façade principale de l'église Saint-Tugdual.
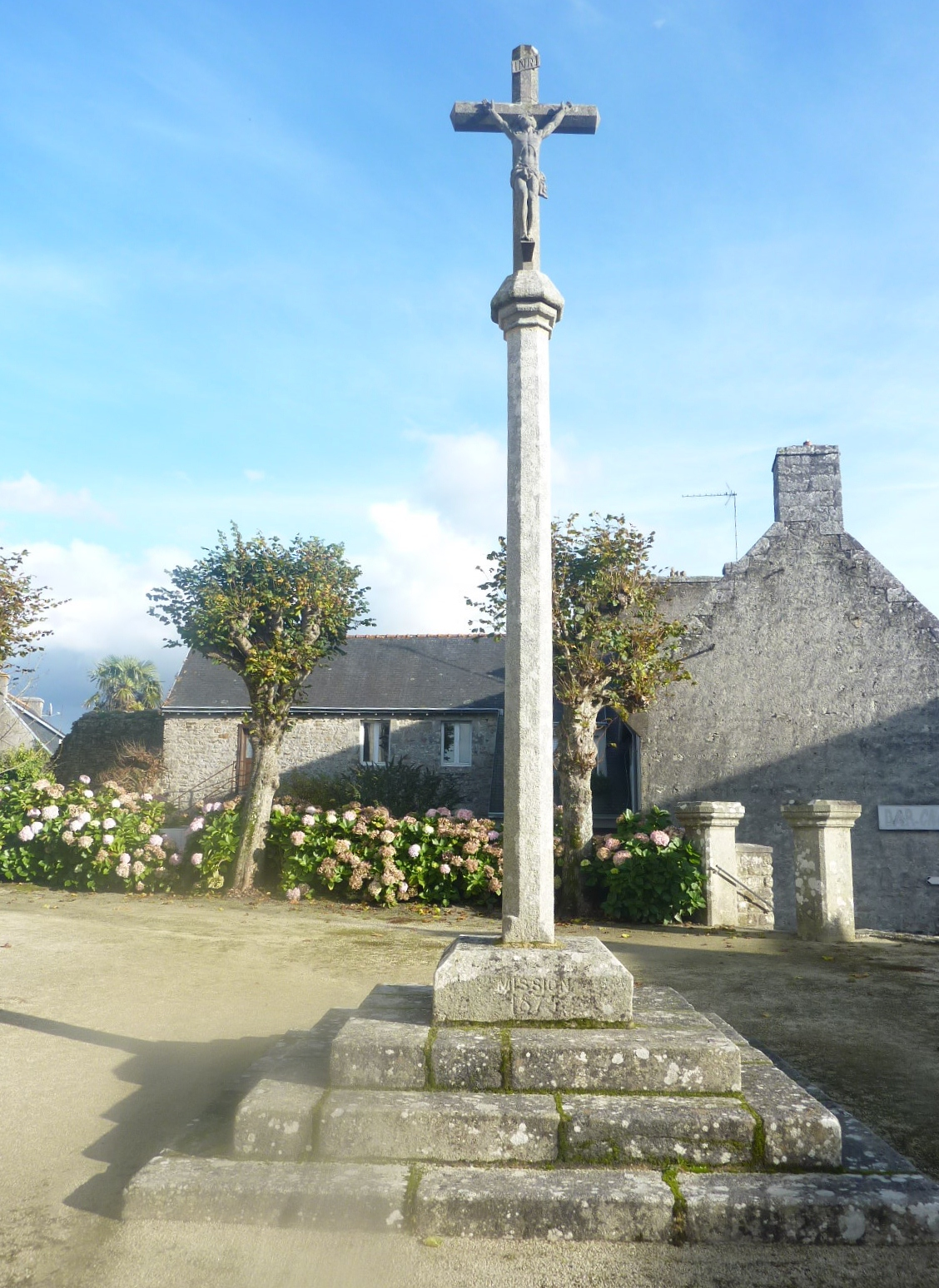
Le calvaire devant l'église Saint-Tugdual (il date de la mission de 1874).
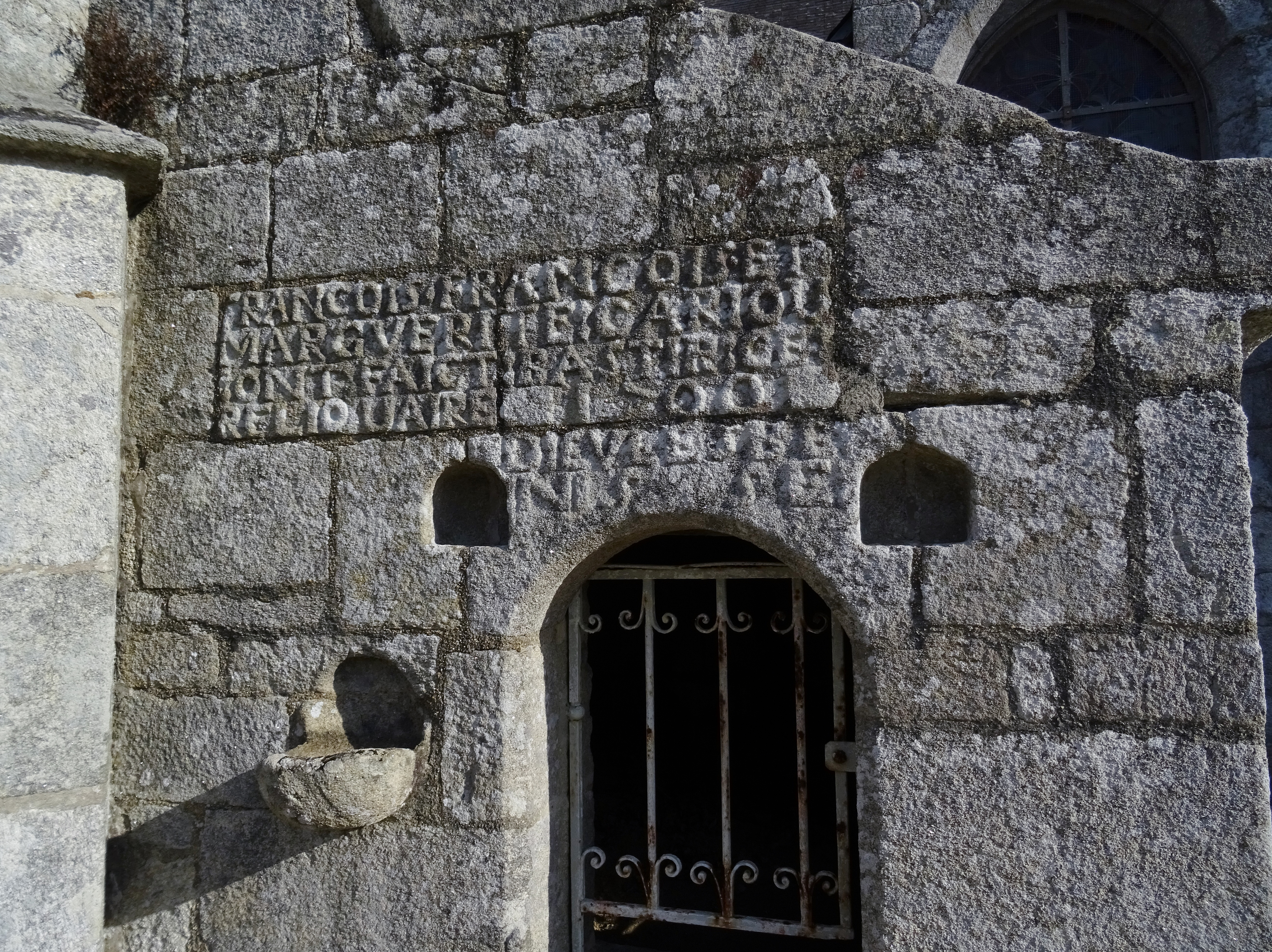
Combrit : inscription sur un mur extérieur de l'église paroissiale Saint-Tugdual.
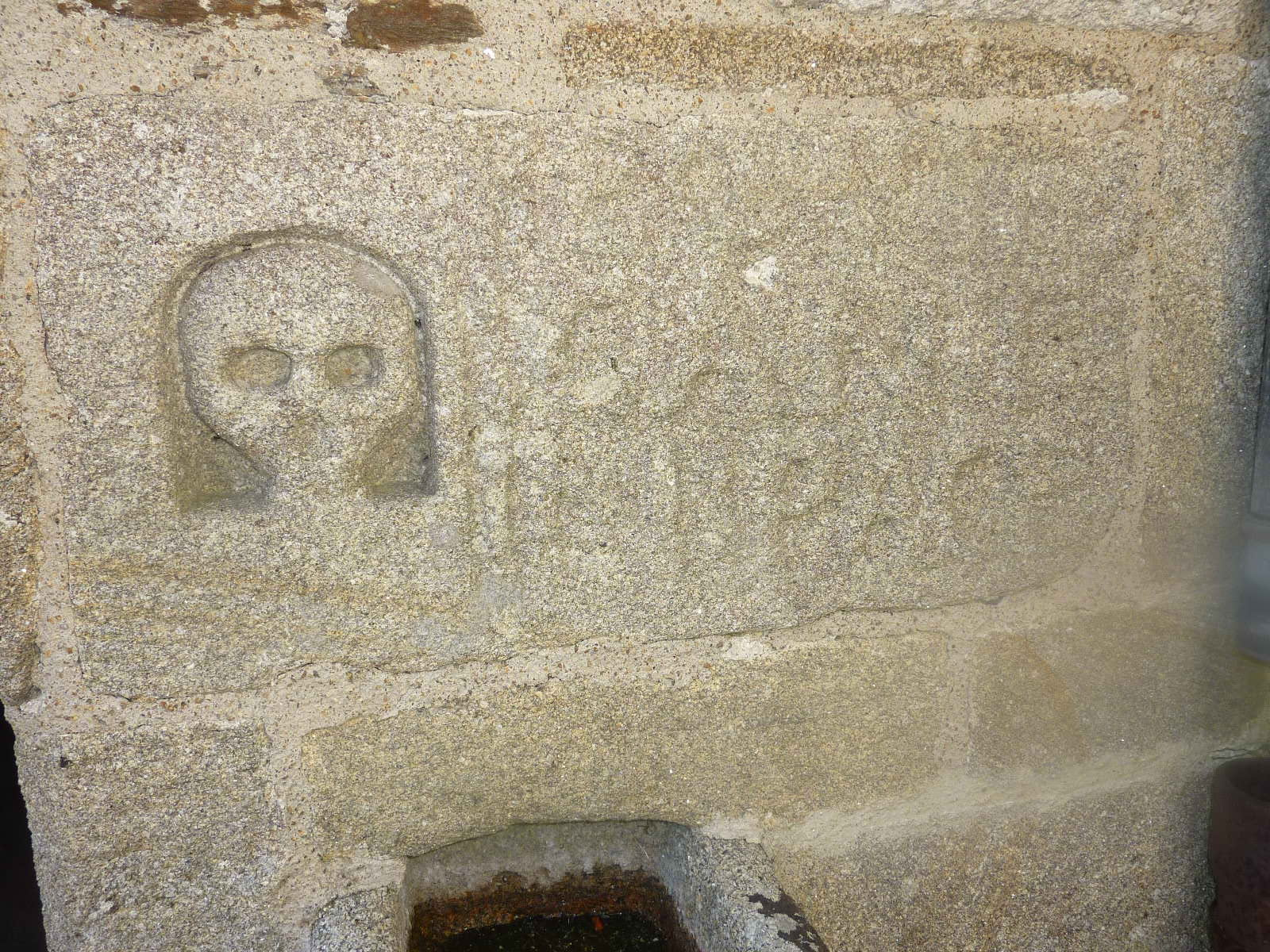
Combrit : tête de mort sur un mur extérieur de l'église paroissiale Saint-Tugdual.
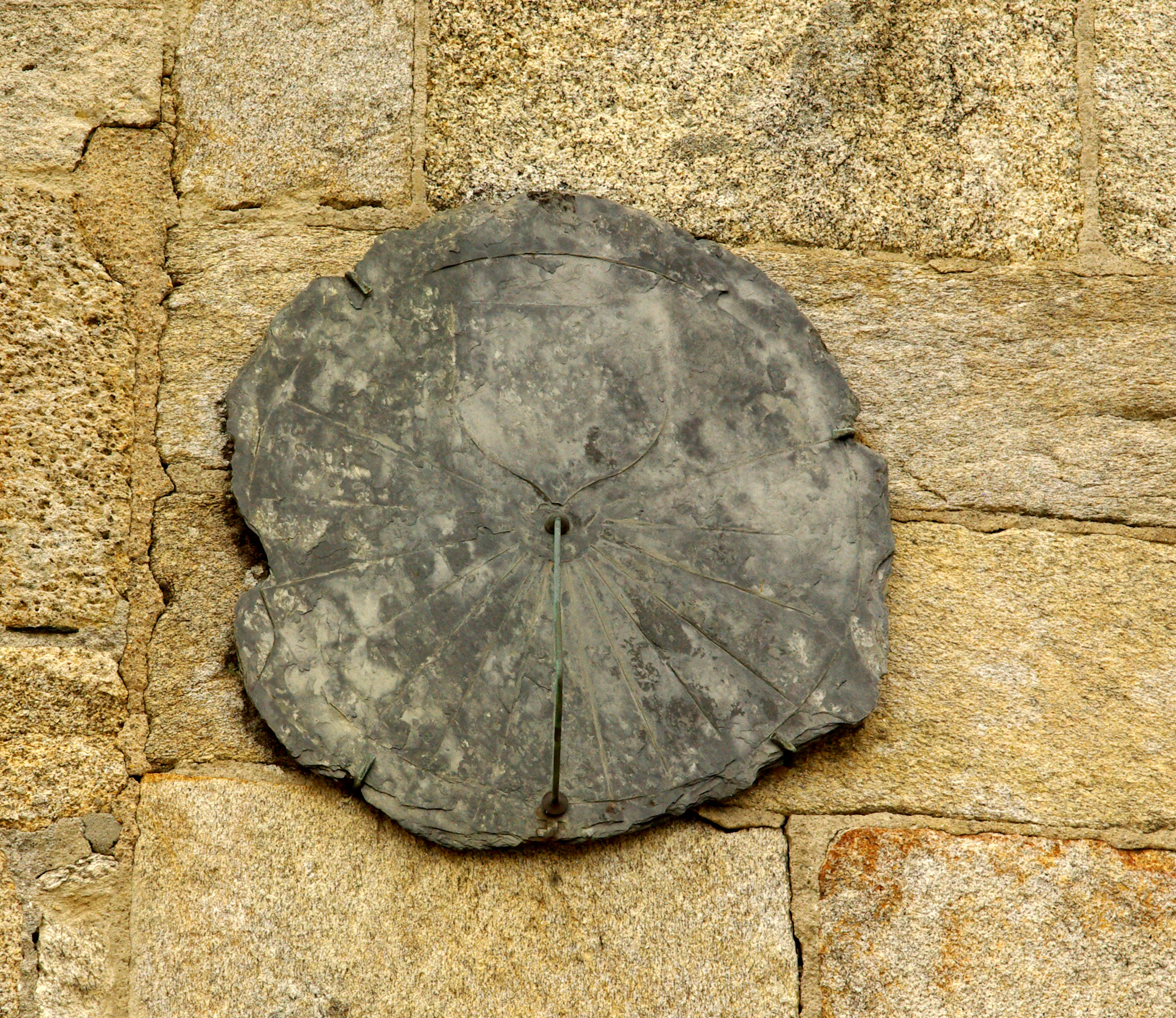
Cadran solaire sur la façade sud de l'église Saint-Tugdual.

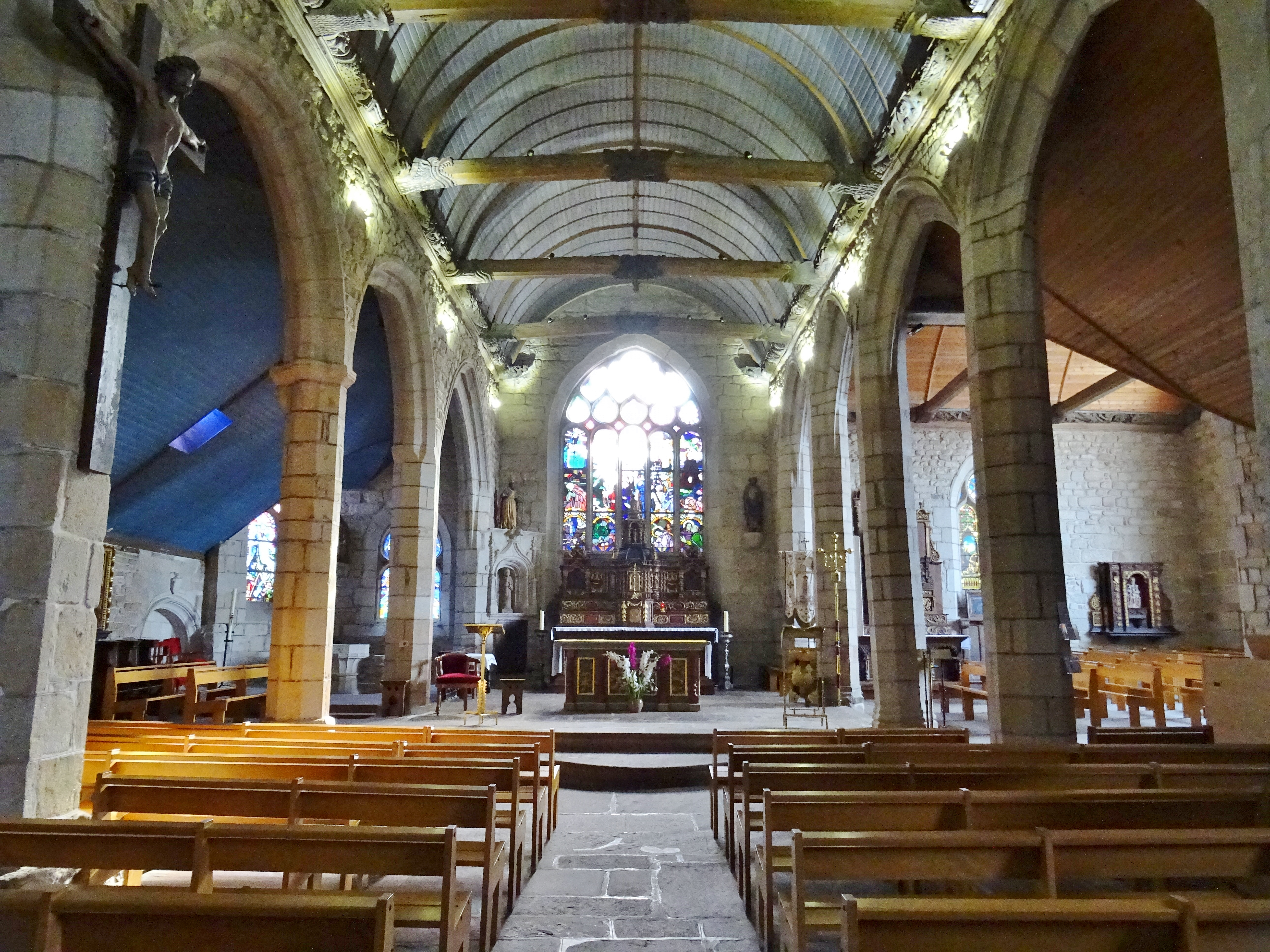
Vue intérieure d'ensemble.
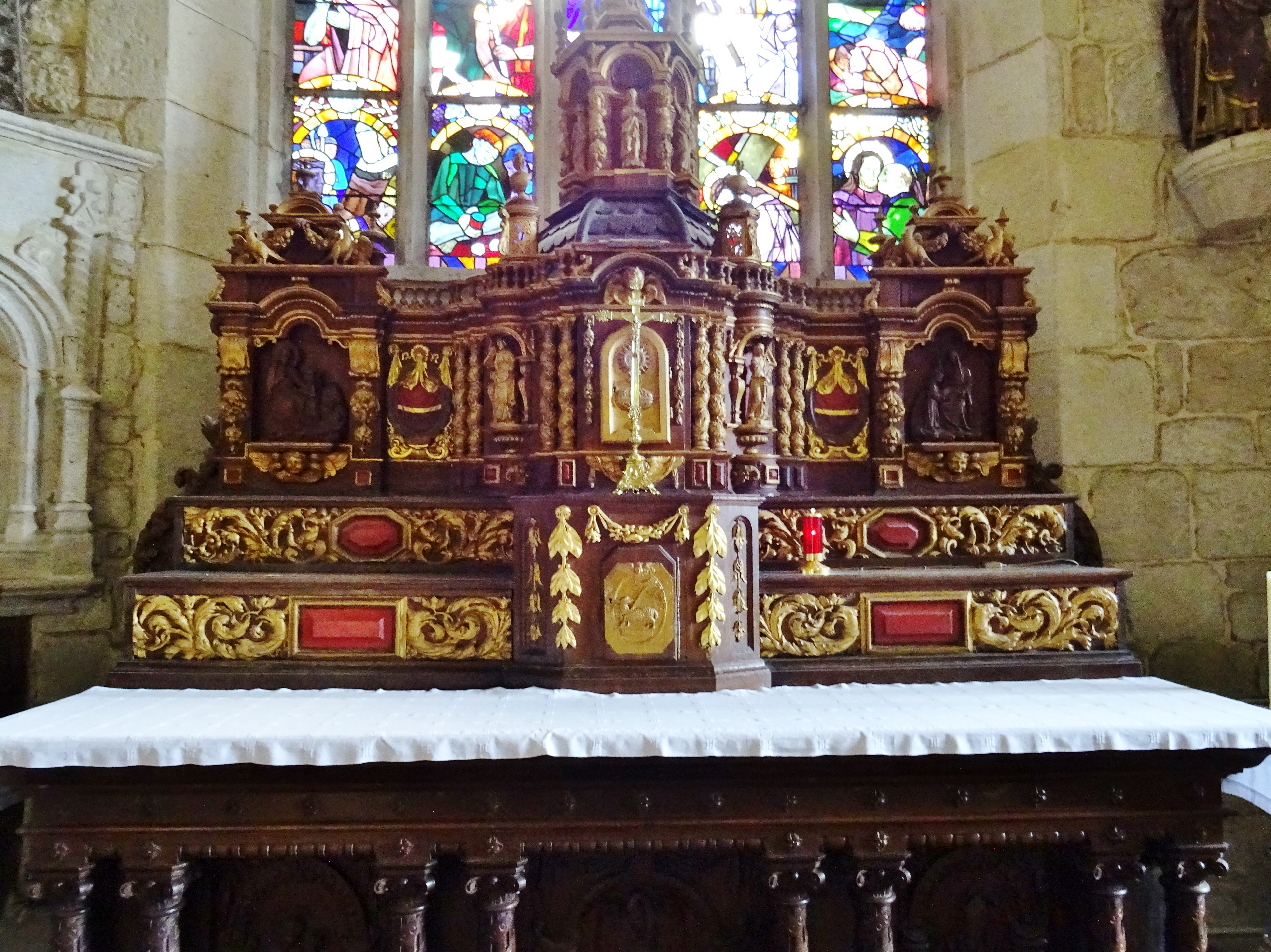
Le maître-autel.
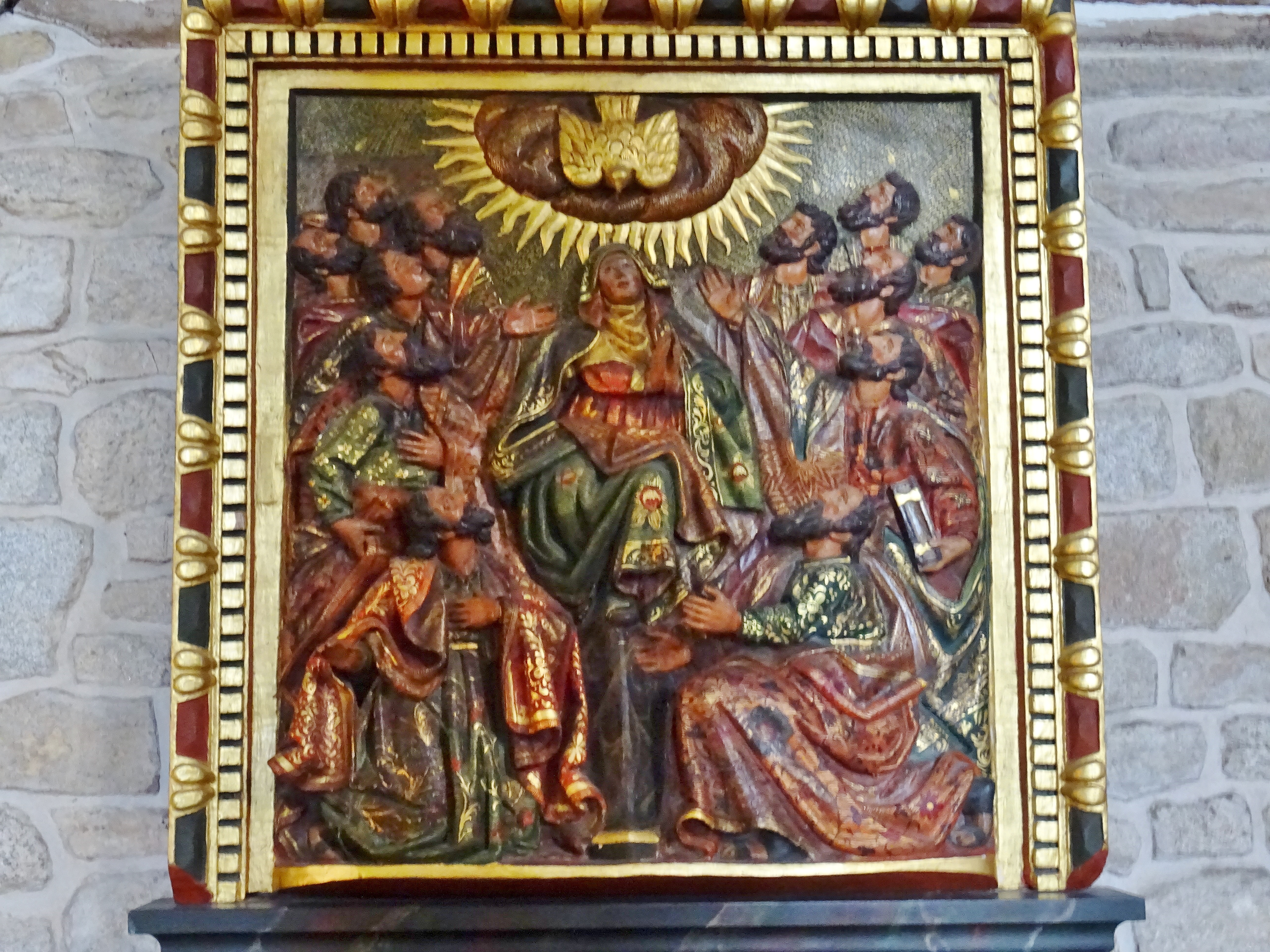
Tableau représentant l'Assomption de la Vierge Marie.
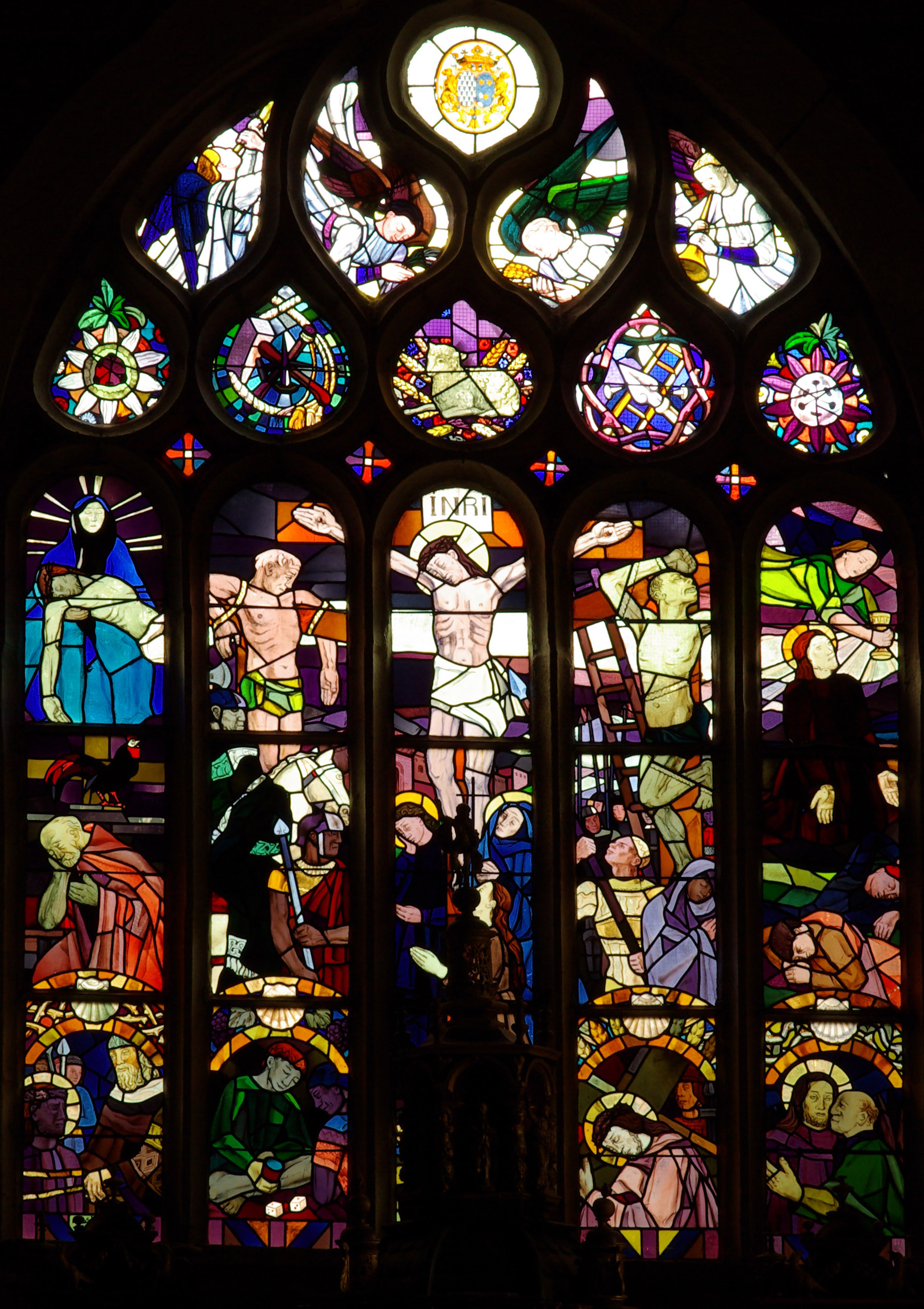
Un vitrail (Crucifixion).
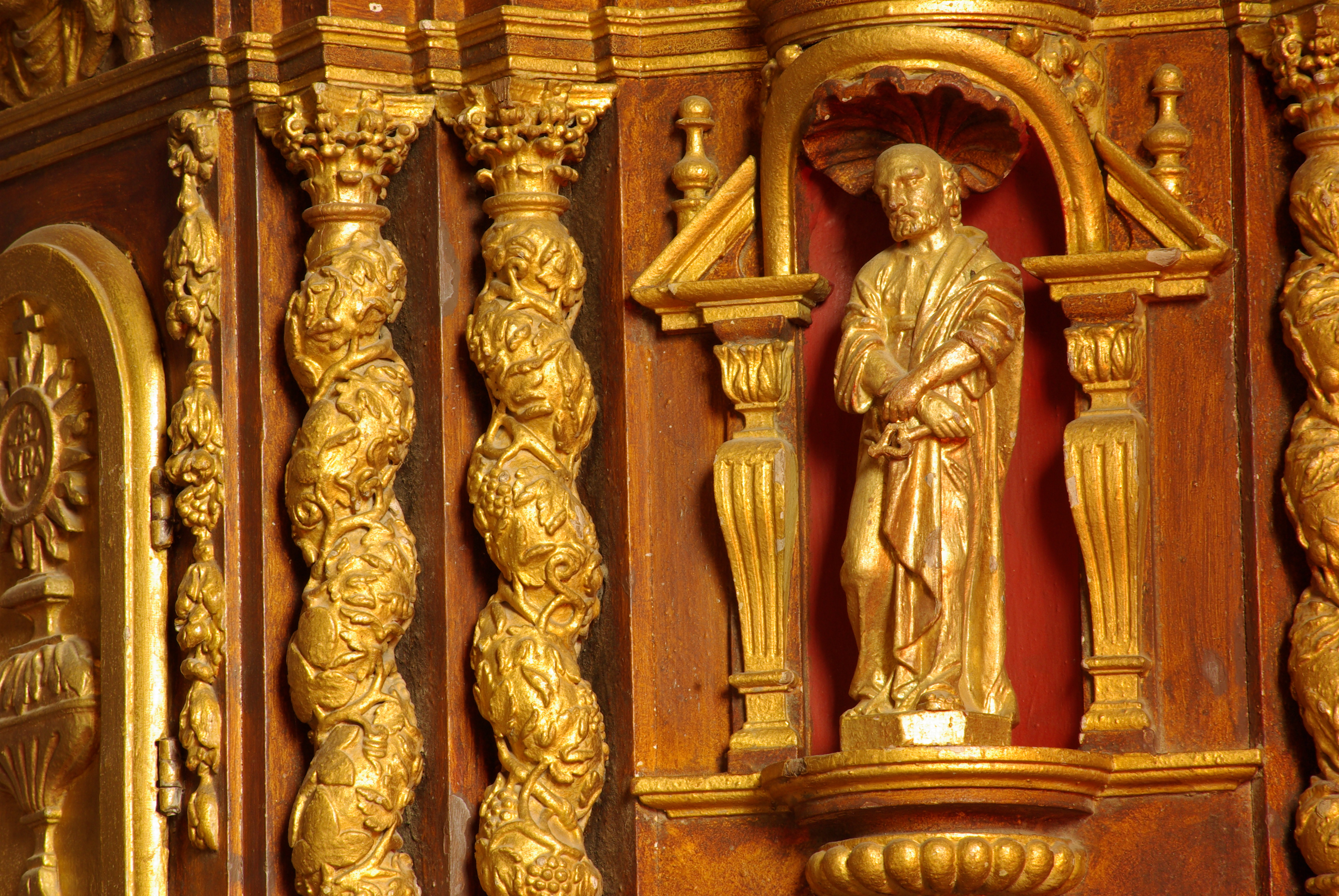
Sculptures à l'intérieur de l'église.
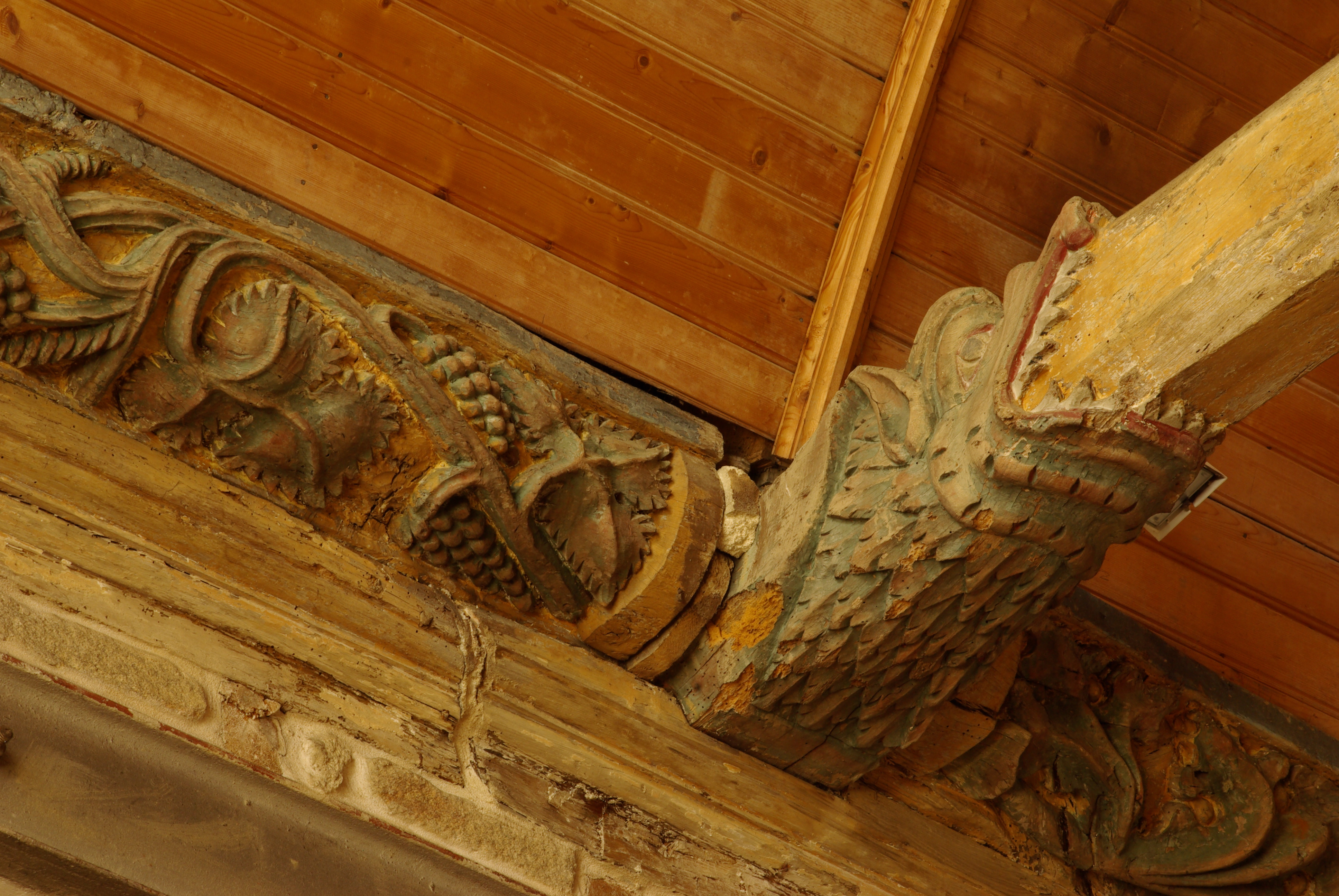
Sablière et poutre sculptées.
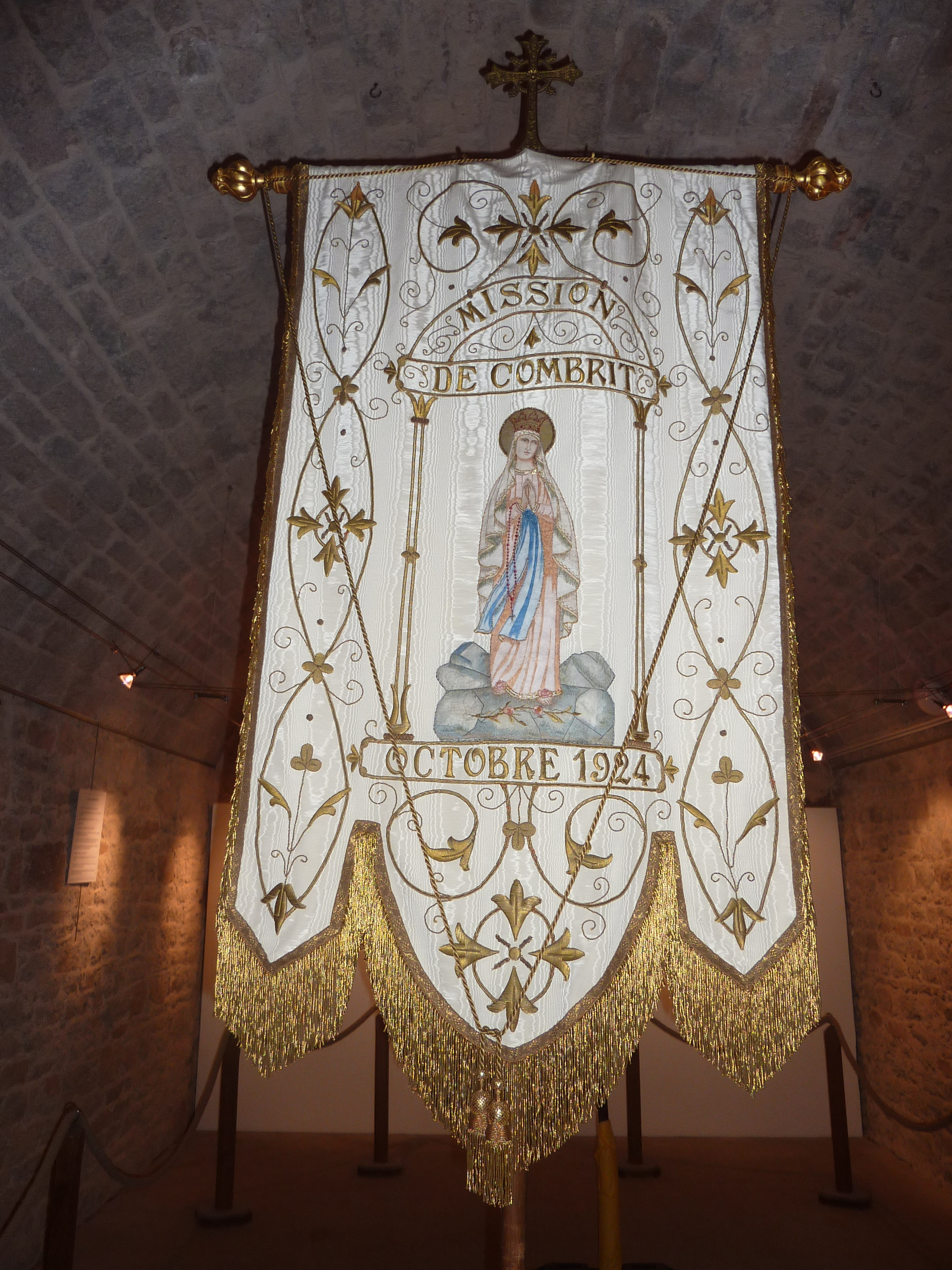
Bannière de procession de la mission de 1924.

- les croix et calvaires : 13 sont en tout recensés dans la commune, dont celui situé près de l'église Saint-Tugdual (qui date de la mission de 1874), les deux croix du Cosquer et les deux croix de Saint-Vennec ; etc.[160]
- les ruines de la chapelle Saint-Vital, près de Ty Robin, ancienne chapelle, datant du XVe siècle, de la famille du Guermeur, seigneurs de Corroac'h et construite à l'emplacement d'un ancien camp romain[161] ;
- des fontaines et lavoirs, ainsi qu'un pigeonnier ;
- le pigeonnier de Kerscuntec ; une légende court à son propos : le général Charles Guillaume Cousin-Montauban, comte de Palikao et propriétaire du château du Cosquer, aurait décidé d'y faire enterrer son cheval et on affirma par la suite que le fantôme du cheval sortait du pigeonnier à chaque pleine lune.. Lors de travaux de restauration entrepris en 1989, on trouva effectivement les ossements d'un cheval[162] ;

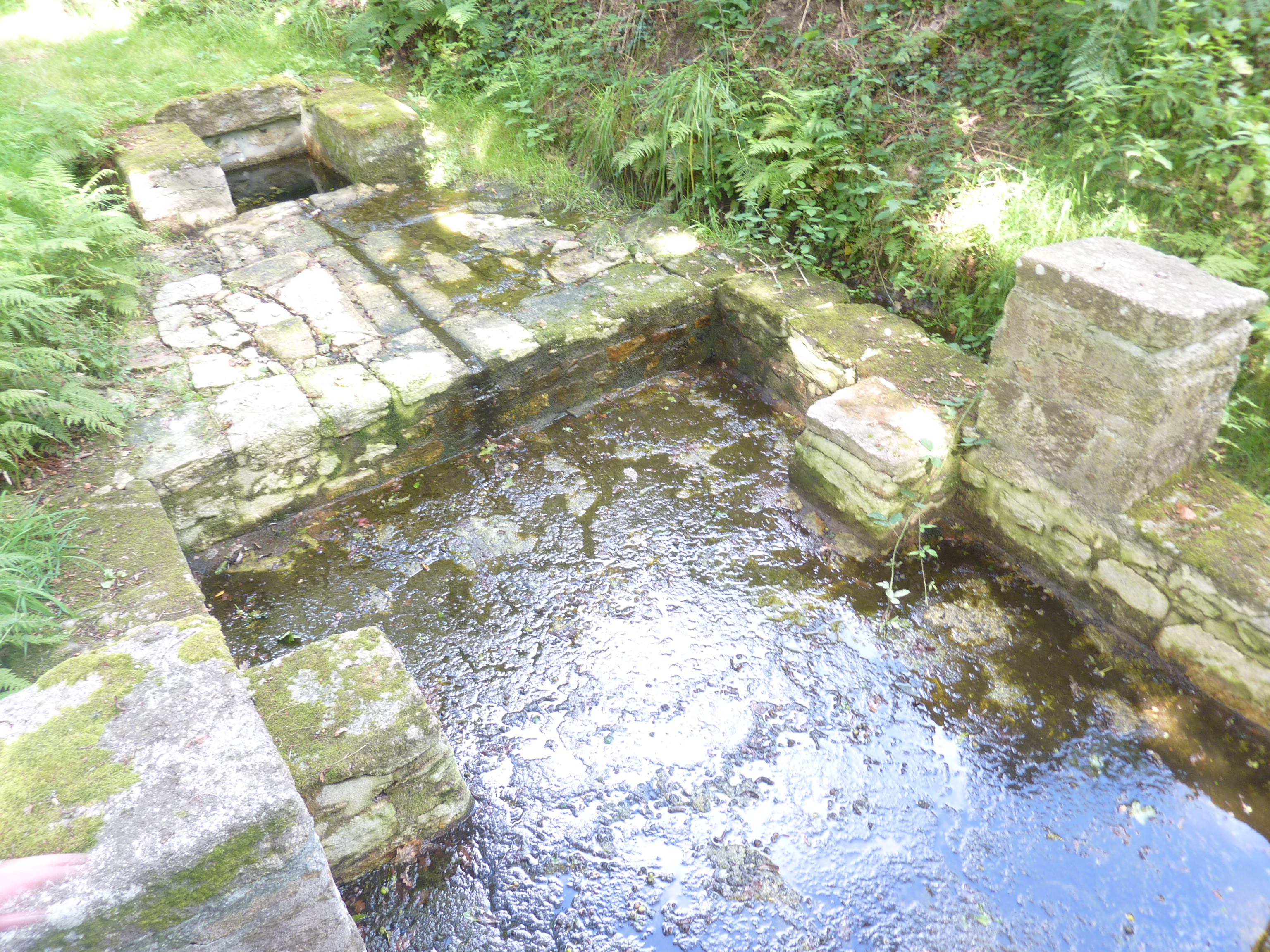
La fontaine et le lavoir de Kerdec'h.
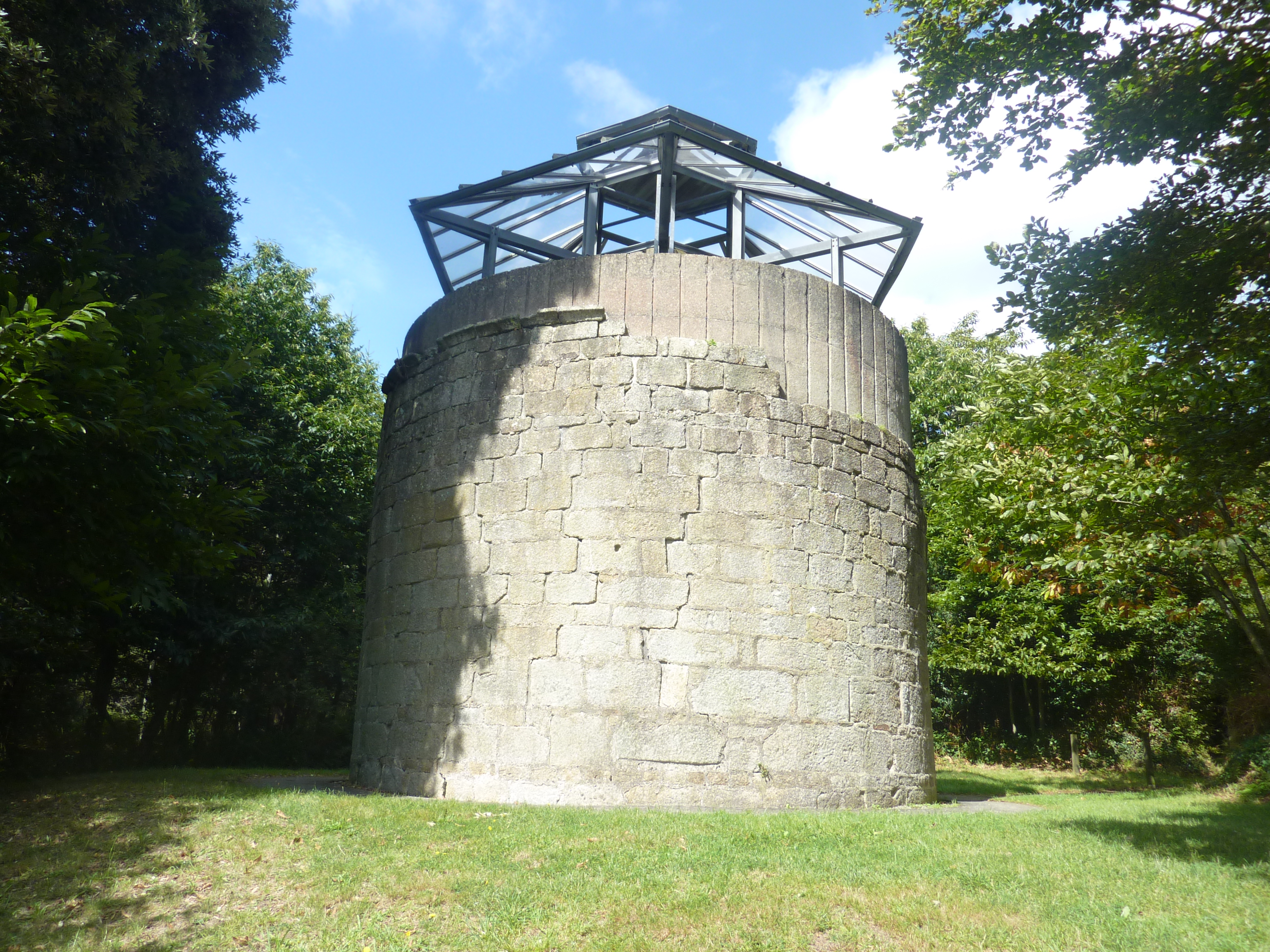
Le pigeonnier de Kerscuntec.

- le château de Keroulin, construit en 1926 par l'architecte Charles Chaussepied.

### Le port
Le port de plaisance, Sainte-Marine, est situé à l'embouchure de l'Odet, sur la rive opposée à celle abritant le port de Bénodet.

### Langue bretonne
L'adhésion à la charte Ya d'ar brezhoneg a été votée par le conseil municipal le 29 mai 2008.

### Combrit et le cinéma
Dans le film L'honneur d'un capitaine, le mariage du capitaine Caron est célébré dans l'église Saint-Tugdual et beaucoup de figurants sont des habitants de Combrit.

### Tableaux
- Pierre Plouhinec (1907-1984) : Petit port Bigouden à Sainte-Marine (don reçu en 2022 par la commune et exposé dans la salle des mariages de la mairie[163].

### Personnalités liées à la commune
- Lucien Simon (1861-1945) est un peintre, aquarelliste, dessinateur et lithographe français. Il acquit un ancien sémaphore de la Marine nationale et y installa son atelier où il travailla durant de longues années, rayonnant de là pour observer et peindre les réalités villageoises et côtières de son époque. Alfred Marzin (1880-1943) peignit aussi abondamment la région.
- André Dauchez (1870-1948), peintre de la Marine, qui a peint notamment L'anse de Combrit et l'estuaire de l'Odet.
- Jacques de Thézac (1862 - 1936) yachtman, ethnologue, photographe et philanthrope français, fondateur de l'Œuvre des Abris du marin, il fut à l'initiative de celui de Sainte Marine.
- Fernand Chauvel, chirurgien, fondateur de la première clinique chirurgicale du Finistère, président de l'association des médecins du Finistère, président de l'œuvre Grancher du Finistère, cofondateur des Abris du Marin, président du Yacht-Club de l'Odet, officier de la Légion d'Honneur, Croix de Guerre 1914-1918, membre de l'Académie nationale de chirurgie.
- Jean Chauvel (fils de Fernand Chauvel), ambassadeur de France, grand-croix de la Légion d'honneur, poète, résistant.
- Georges Chauvel, avocat, député de l'Oise, résistant.
- Jean-François Chauvel (fils de Jean Chauvel), grand-reporter, producteur de télévision, résistant, croix de guerre 1939-1945.
- Patrick Chauvel, photographe de guerre, écrivain, acteur de cinéma.